# Ханский дворец (Бахчисарай)
Ханский дворец в Бахчисарае (крымскотат. Han Saray, укр. Ханський палац в Бахчисараї, Бахчисарайский дворец) или Хан-Сарай — бывшая резиденция крымских ханов, единственный в мире образец крымскотатарской дворцовой архитектуры. В Российской Федерации, контролирующей спорную территорию Крыма, является  объектом культурного наследия федерального значения; на Украине, в пределах признанных большинством государств — членов ООН
 границ которой находится спорная территория, — памятником культурного наследия национального значения.

## Описание
Дворец входит в состав Бахчисарайского историко-культурного и археологического музея-заповедника. В помещениях дворца располагаются Музей истории и культуры крымских татар и Художественный музей. Территория дворцового комплекса занимает 4,3 гектара. Ранее площадь дворцового комплекса составляла 18 гектаров.
Дворец расположен на левом берегу реки Чурук-Су. В состав дворцового комплекса входят северные и южные ворота, Свитский корпус, дворцовая площадь, главный корпус, гарем, ханская кухня и конюшня, библиотечный корпус, соколиная башня, ханская мечеть, Персидский сад, ханское кладбище, гробница (тюрбе) Диляры Бикеч, гробницы Северное и Южное тюрбе, надгробная ротонда, баня «Сары-Гюзель», набережная с тремя мостами, сады и парковые сооружения, Екатерининская миля и другие объекты.
Архитектурный стиль дворца продолжает традиции османской архитектуры XVI—XVII веков. Главная архитектурная идея — воплощение мусульманского представления о райском саде на земле. «Бахчисарай» переводится с крымскотатарского языка как «дворец-сад» (bağça — сад, saray — дворец). Внутри дворца много двориков с деревьями, цветами и фонтанами. Сооружения лёгкие, украшены росписями, окна забраны ажурными решётками. На территории дворца есть кладбище советских солдат погибших в Великой Отечественной войне.

## История дворца
До строительства дворца в Бахчисарае резиденция крымских ханов находилась в долине Ашлама-Дере. Когда долина стала тесной для ханского двора, было принято решение построить дворец в новом месте. Строительство дворца началось в начале XVI века во время правления хана Сахиба I Герая. Вместе со строительством дворца началось строительство самого Бахчисарая.
Старейшие постройки дворцового комплекса — большая Ханская мечеть и бани Сары-Гюзель, датируемые 1532 годом. Портал Демир-Капы датирован 1503 годом, но он был построен в бывшей ханской резиденции — Девлет-Сарае в Салачике, а затем перенесён во дворец. За время своего существования дворец постоянно достраивался правившими ханами. При Девлете I Герае было построено ханское дюрбе, при Исляме III Герае — зал собраний и ещё одно дюрбе, при Бахадыре I Герае — дополнительное помещение для официальных приёмов, а при Каплане I Герае — Золотой фонтан. При Селямете II Герае была построена летняя беседка, при Арслане Герае — медресе, и, наконец, при Кырыме Герае были построены дюрбе Диляры-бикеч (1764), перенесён «Фонтан слёз», а также силами иранского зодчего Омера выполнена богатая отделка внутренних покоев.
В 1736 году во время войны Крымского ханства с Россией Бахчисарай был взят войсками фельдмаршала Кристофа Миниха. Миних приказал сжечь ханскую столицу и дворец. Перед этим, однако, он дал капитану Манштейну поручение сделать описание дворца (оно сохранилось до наших дней), и лишь после этого ханскую резиденцию подожгли. Пожар уничтожил большую часть деревянных строений, после чего дворец был почти полностью перестроен. От оригинальных построек XIV века остались Зал Совета и Суда, Малая и Большая дворцовые мечети, Портал Алевиза. Восстановлением дворца занимались Селямет Герай, а затем Кырым Герай. По свидетельству Ф. Бруна ремонт во многом превзошёл по роскоши старые покои, так как «Портою были присланы из Константинополя строевой материал, архитекторы и красильщики», которые во многом копировали роскошные интерьеры дворцов в Константинополе. Де Сегюр отмечал, что новый «Ханский дворец выстроен по образцу Константинопольского, хотя и в меньших масштабах». Интересно, что среди Османских дворцов Стамбула столь крупных сооружений этого периода не сохранилось до наших дней, так как подобные деревянные сооружения относились к временным постройкам.
После присоединения Крыма к Российской империи дворец находился в ведении Министерства внутренних дел. Последующие реконструкции как меняли османские интерьеры, так и добавляли новые значимые памятники.

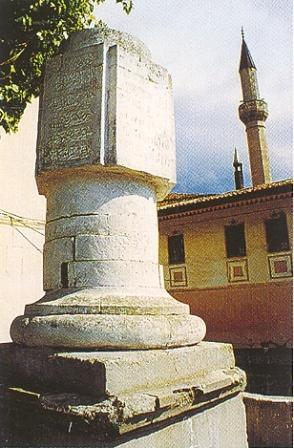
Екатерининская миля в Бахчисарае

20 мая 1787 года дворец посещала Екатерина II. К её приезду руководил ремонтом дворца князь Потёмкин, который как и большинство европейцев по стереотипу считал классические Османские интерьеры недостаточно роскошными для императорских особ и провёл масштабный ремонт нескольких комнат в стиле эклектики смешав восточное и европейское оформление. Тем не менее, ряд самых известных памятников дворца относятся к этой реконструкции дворца, в том числе знаменитый «Фонтан слёз» был перенесён от дюрбе Диляры-бикеч в фонтанный дворик и установлена екатерининская миля у моста через Чурук-Су. Для императрицы в стиле эклектики переделали одну из комнат в приёмную, а другую в спальню: был пробит ряд окон, позолочен потолок, повешена хрустальная люстра работы русских мастеров XVIII века и создан альков. Мебель была привезена из Петербурга, Москвы и Константинополя. Часть мебели была местного изготовления. В экспозиции музея сохранились походный столик Екатерины II, кровать, на которой она спала и другая мебель. Ремонтом дворца к приезду императрицы занимались более 60 мастеров и 50 рабочих. На благоустройство было выделено 24 247 рублей. Екатерина II провела во дворце три дня. В поездке её сопровождали австрийский император Иосиф II, французский посол де Сегюр, английский и австрийский послы, а также сановники. В 1818 году на двух гранях екатерининской мили выполнили надпись на русском и татарском языках: 
Благородной памяти Императрица Екатерина II-я изволила быть въ Бакчисараѣ въ 1787 году Маія 14

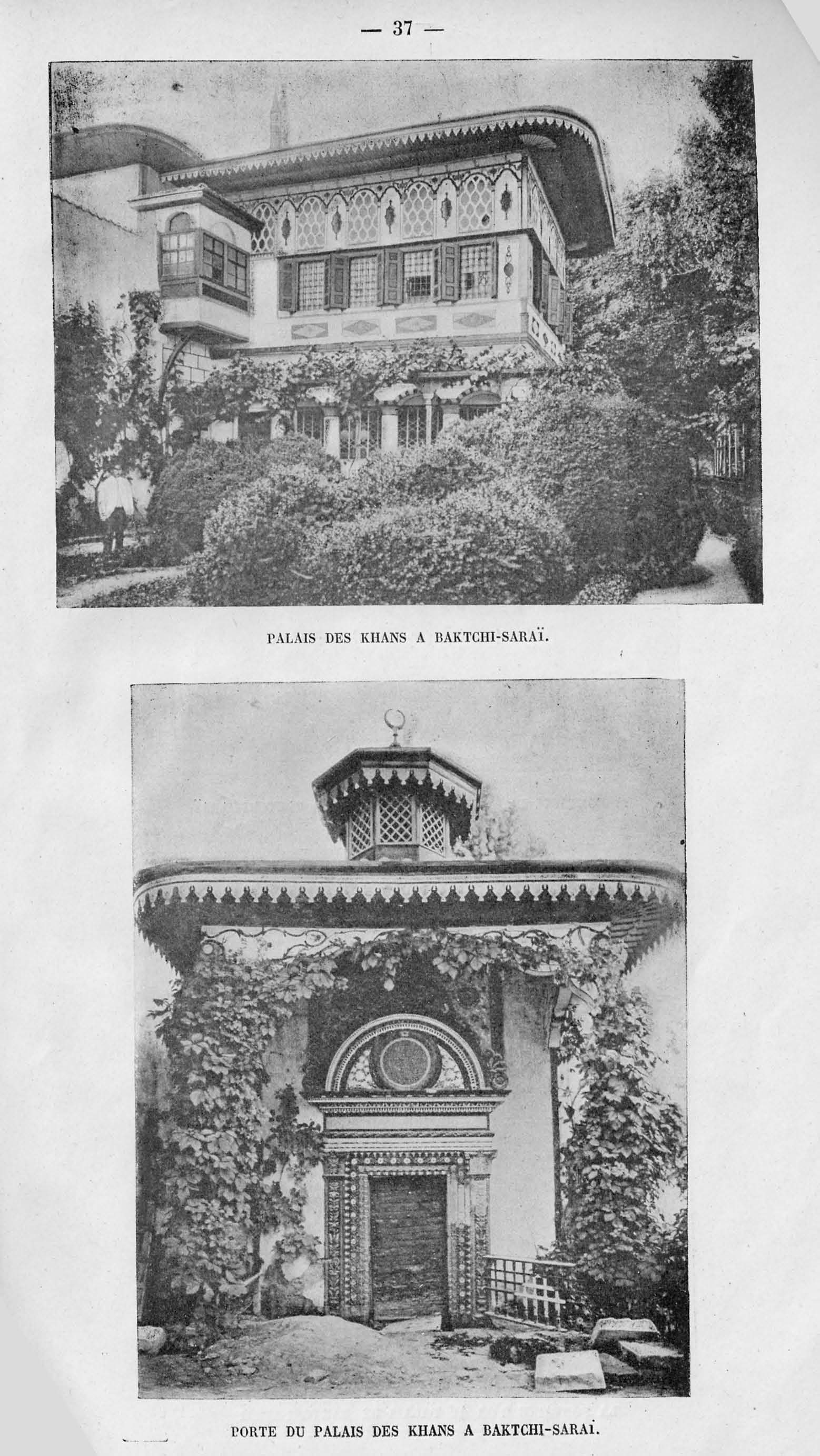
Ханский дворец на фотографиях Жозефа де Бая, 1906 г.

В 1798 году архитектор В. Гести составил план дворца. 7 сентября 1820 года дворец посещал Александр Сергеевич Пушкин с семьёй генерала Раевского. В его письме к Дельвигу есть описание посещения дворца: 
В Бахчисарай приехал я больной. Я прежде слыхал о странном памятнике влюблённого хана. К ** поэтически описывала мне его, называя la fontaine des larmes. Вошед во дворец, увидел я испорченный фонтан; из заржавой железной трубки по каплям падала вода. Я обошёл дворец с большой досадою на небрежение, в котором он истлевает, и на полуевропейские переделки некоторых комнат. NN почти насильно повёл меня по ветхой лестнице в развалины гарема и на ханское кладбище.
В 1818 году дворец посещал Александр I. К его приезду снесли обветшалые здания гарема, в результате чего остался только трёхкомнатный флигель. В 1822 году под руководством архитектора И. Ф. Колодина проводился ремонт дворца. Михаил Кладо занимался строительской частью, унтер-офицер Дорофеев занимался живописными работами. Дорофеев выполнил росписи внешних стен геометрическими узорами, букетами и цветочными гирляндами. Он же закрасил роспись, выполненную Омером. В результате этого ремонта был искажён первоначальный вид дворца. По указанию Колодина были снесены: Зимний дворец, банный комплекс и другие постройки. 9 сентября 1837 года дворец посетил Александр II в сопровождении своего учителя Василия Андреевича Жуковского. Во время Крымской войны 1854—1855 годов во дворце размещался лазарет, в котором часто бывал Николай Иванович Пирогов.
В 1908 году во дворце открыли музей. В 1912 году дворец посетил Николай II со своей семьёй.
После Октябрьской революции 1917 года во дворце открылся музей истории и культуры крымских татар. Его директором с 1917 стал искусствовед и этнограф Усеин Абдрефиевич Боданинский. Дворец стал центром политической активности. Курултай крымскотатарского народа открылся 26 ноября (9 декабря) в Ханском дворце. Он взял на себя все полномочия Мусульманского исполкома, провозгласил создание Крымской Народной Республики, принял её Конституцию и государственную символику, после чего объявил себя парламентом Крымской Народной Республики. Номан Челебиджихан возглавил правительство.
После установления власти ВСЮР в сентябре 1919 года, «зав. кадром Д. С. Иваненко» в докладной записке начальнику крымского отдела пропаганды ОСВАГ пишет по поводу национального музея, что «курултайцы… дали дворцу нежелательное назначение политического центра…». Власти сместили с директорской должности Усеина Боданинского и назначили вместо него статского советника Плаксина.

Политические события в Ханском дворце
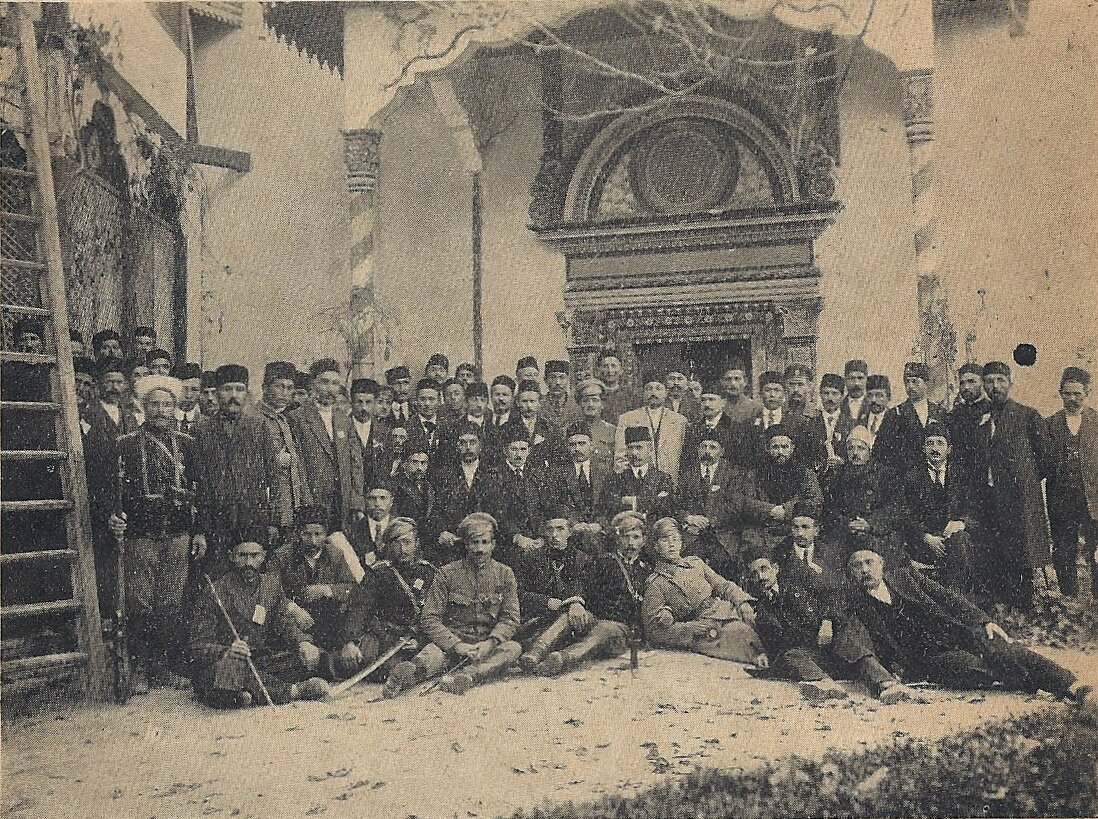
Участники Курултая 9 декабря 1917 года
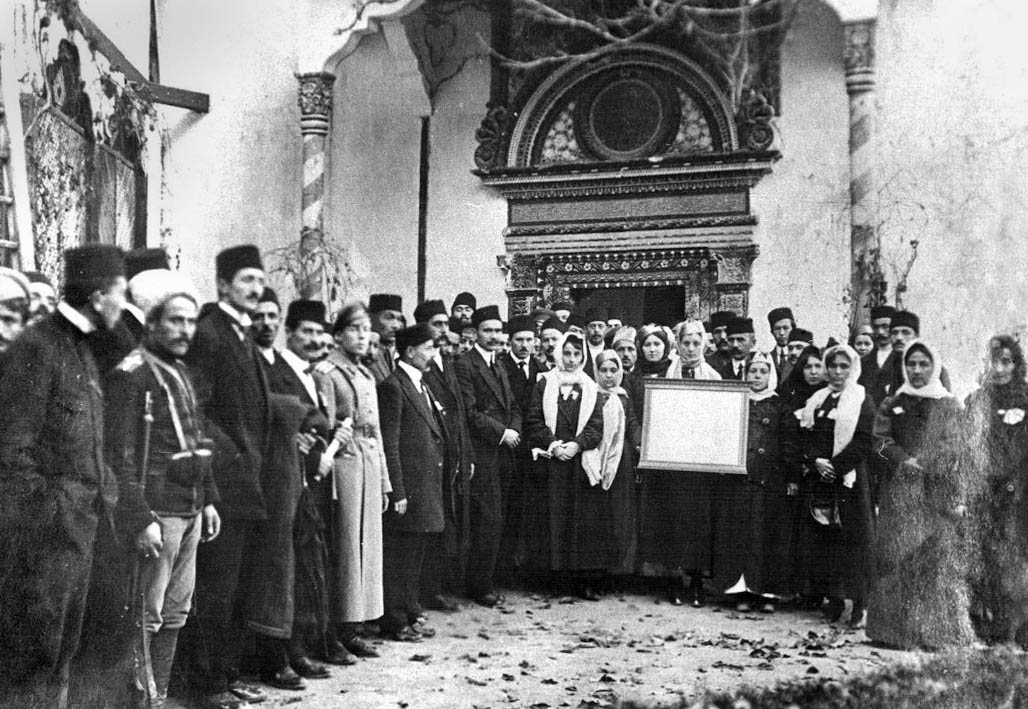
Участники Курултая у портала Демир-Капы
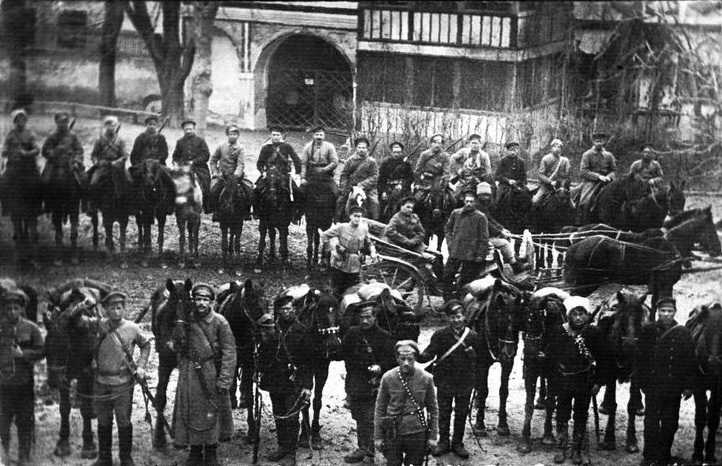
Вступление отряда Красной гвардии[18] в Бахчисарайский дворец, январь 1918. Из фондов «Государственного центрального музея современной истории России».

После установления Советской власти в 1920 году У. А. Боданинский вернулся к руководству вплоть до 1934 года, впоследствии он был репрессирован и расстрелян.
В 1930-е годы под руководством архитектора П. И. Голландского был произведён ремонт дворца. При этом ремонте были забелены известью раскраски дворца снаружи.
В 1943 году на территории дворца размещались подразделения 149-го батальона шуцманшафта. В 1944 году, после освобождения города, во дворце размещались хирургические передвижные полевые госпитали.
С 1955 года это был Бахчисарайский историко-археологический музей, а с 1979 года — историко-архитектурный музей. В 1961—1964 годах проводилась научная реставрация росписей и архитектурных деталей дворца, которой занималось научно-реставрационное управление Госстроя УССР. В ходе этой реставрации внешний вид дворца был приближен к первоначальному. Были сняты слои краски с портала Демир-капы, сняты поздние наслоения росписей Большой Ханской мечети, расчищены росписи Омера в Летней беседке, проведена реставрация потолков Зала Дивана. Работы по приведению дворцового комплекса в первоначальный вид продолжаются.
С октября 2015 года Ханский дворец является объектом культурного наследия федерального значения.
В 2024 году во время реставрации объектов археологи нашли, предположительно, элементы персидского дворца, который был расположен на территории Ханского дворца в XVI веке.

Ханский дворец в Бахчисарае
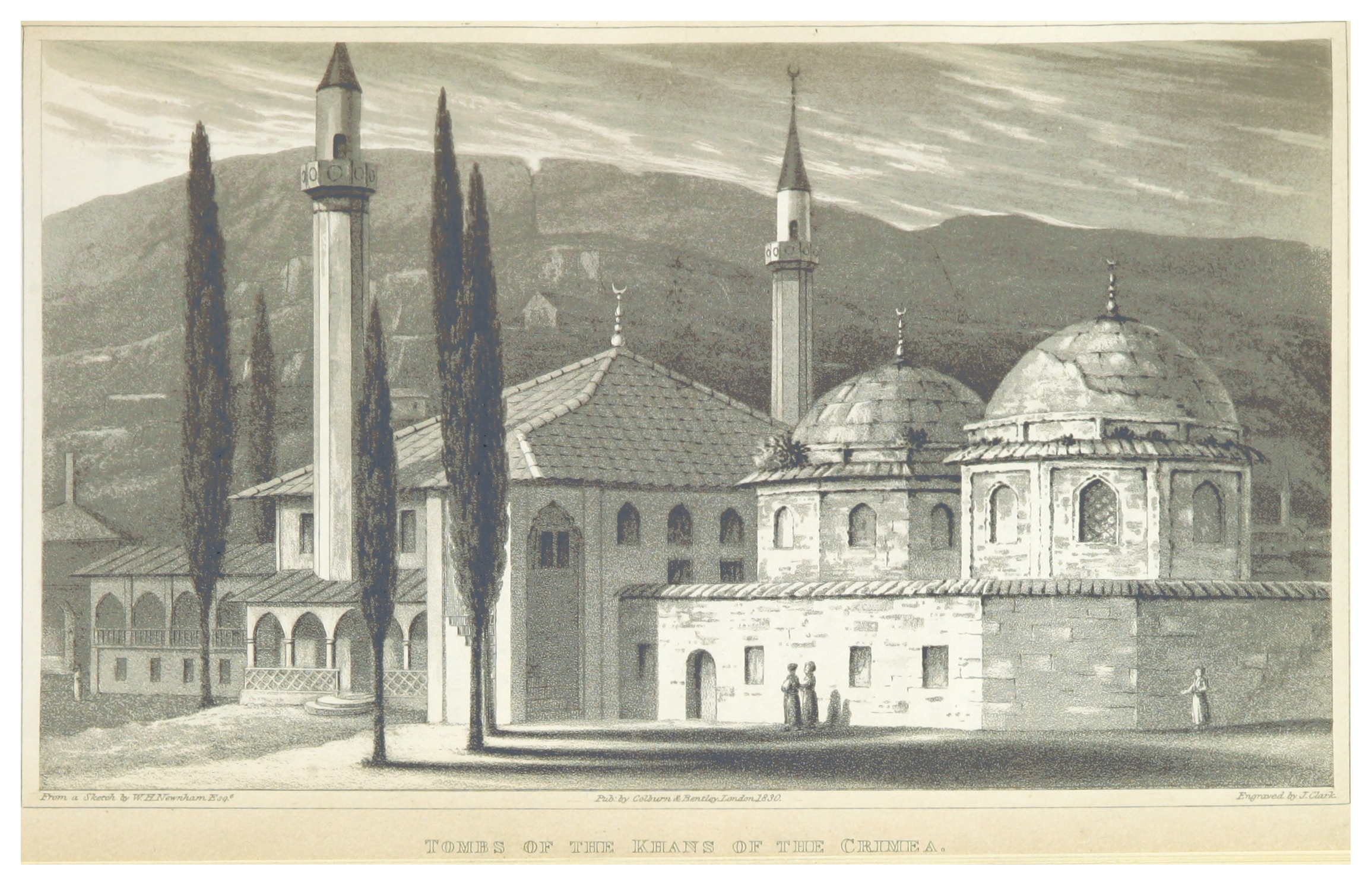
Ханский дворец. 1830 год
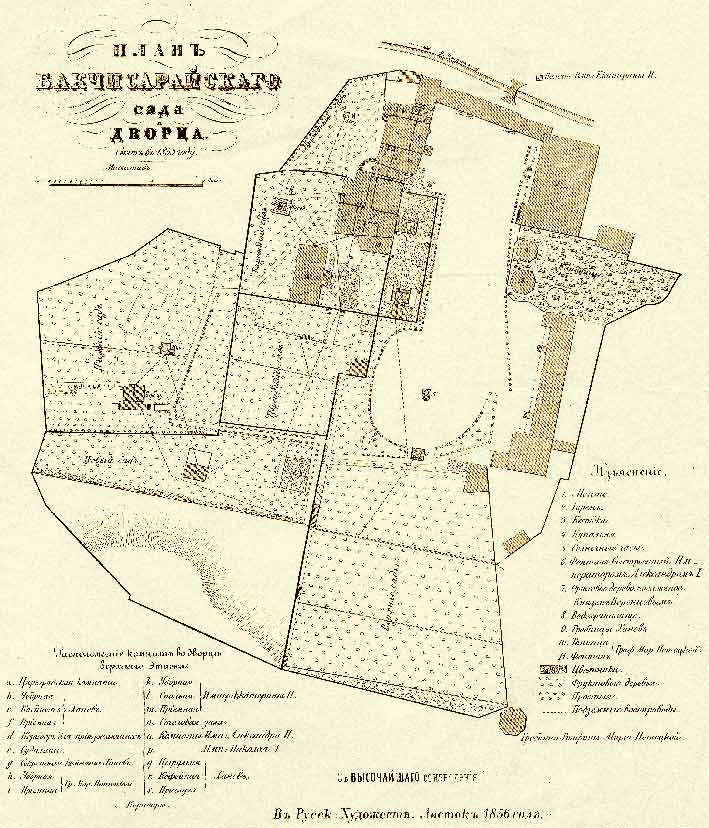
План Бахчисарайского сада и дворца. 1855 год
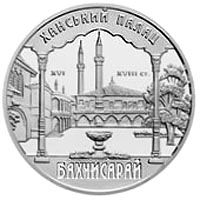
Монета Украины  номиналом 10 гривен, посвящённая дворцу. 2001 год
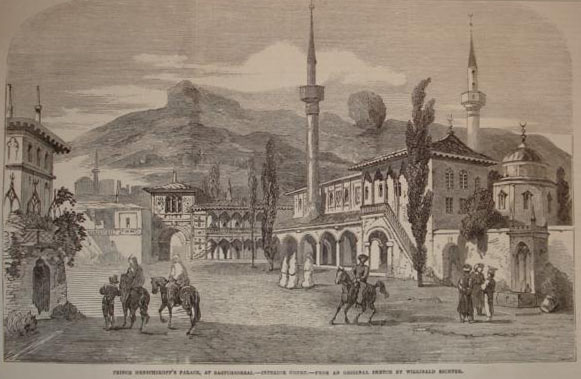
Литография 1856 года из газеты «Иллюстрированные лондонские новости»
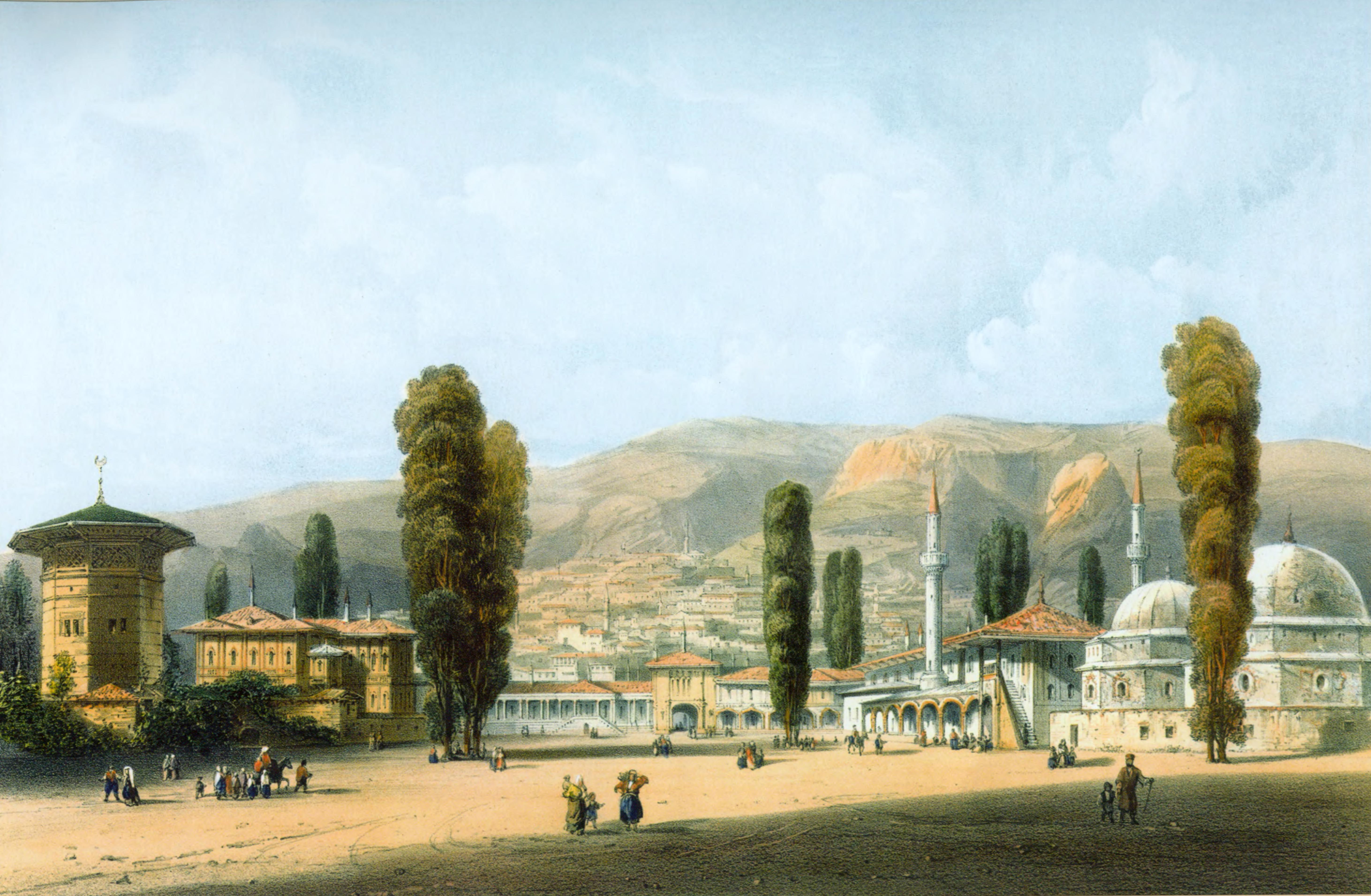
Карло Боссоли. Ханский дворец. 1840-1842 годы
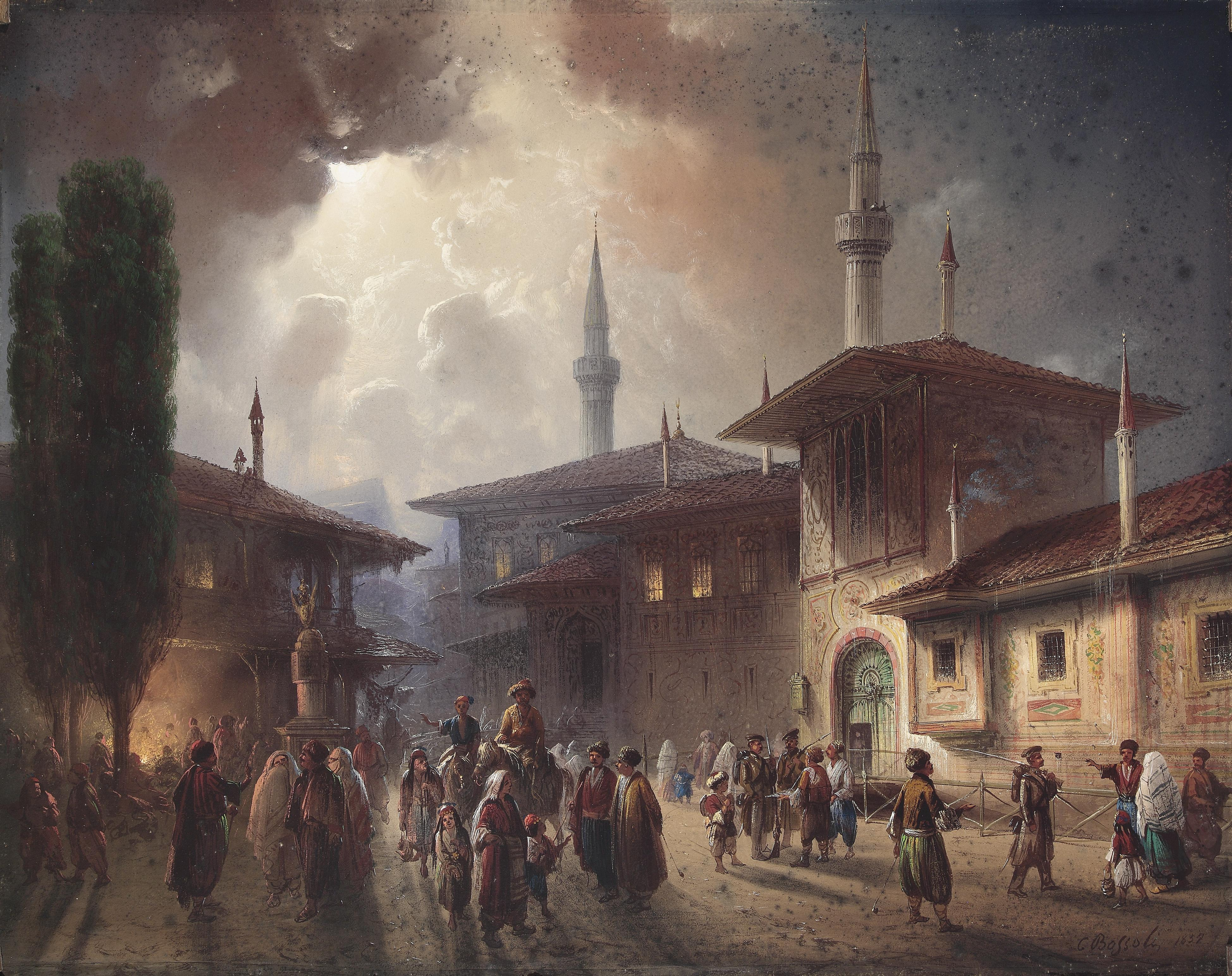
Карло Боссоли. Ханский дворец. 1857 год
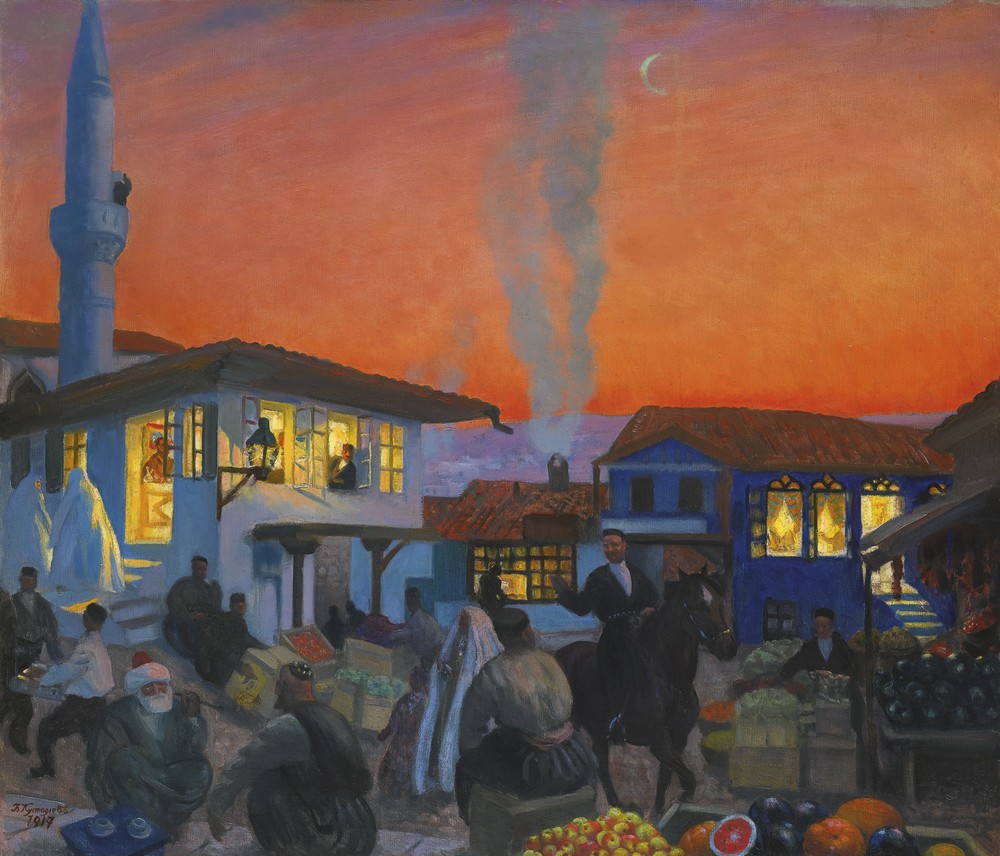
Борис Кустодиев. Бахчисарай. 1917 годы

## Строения и объекты дворцового комплекса
0 — Дворцовая площадь
1 — Северные ворота и надвратная башня
2 — Свитский корпус
3 — Большая Ханская мечеть
4 — Баня Сары-Гюзель
5 — Ханское кладбище
6 — Северное Дюрбе
7 — Южное дюрбе
8 — Ротонда Менгли II Герая
9 — Конюшенный корпус
10 — Библиотечный корпус
11 — Южные ворота
12 — Садовые террасы
13 — Дюрбе Диляры-бикеч
14 — Персидский сад
15 — Соколиная башня
16 — Гаремный корпус
17 — Бассейный дворик
18 — Летняя беседка (на первом этаже) и Золотой кабинет (на втором этаже)
19 — Малая ханская мечеть
20 — Золотой фонтан
21 — Фонтанный дворик
22 — Зал Дивана
23 — «Фонтан Слёз»
24 — Портал Демир-Капы
25 — Жилые покои
26 — Кухонный корпус.

### Северный вход во дворец
Северные ворота (крымскотат. Darbehane Qapı) — один из четырёх входов во дворец (в настоящее время сохранилось только два). К дворцовым воротам ведёт мост через реку Чурук-Су. Ворота изготовлены из дерева и обиты кованым железом. Они находятся в арке, на которой есть изображение двух переплетённых змей или драконов. По легенде, Сахиб I Герай встретил двух сражающихся змей на берегу реки и одна из них исцелилась в речной воде, что послужило причиной основания дворца именно в этом месте. Эти ворота в настоящее время служат основным входом во дворец.
«Darbehane Qapı» переводится как «ворота монетного двора» (крымскотат. darbehane — монетный двор, крымскотат. qapı — дверь, ворота). Это название появилось из-за того, что напротив ворот располагался монетный двор (дарбехане).
К воротам слева и справа примыкают здания Свитского корпуса. Над воротами находится надвратная башня, которая выполняла сторожевые функции. Наружные стены надвратной башни расписаны пёстрым орнаментом, а в окна вставлены цветные стёкла.
Ворота, надвратная башня и стены вокруг дворца были построены только в 1611 году. До этого у дворца не было оборонительных сооружений, так как он изначально не рассматривался как фортификационное сооружение, а укрепления находились в крепости Кырк-Ер. Необходимость в постройке стен появилась только после учащения военных походов донских казаков на Крымский и Таманский полуострова. Строительством руководил Сулейман-паша.
В зданиях Свитского корпуса размещались свита хана и его стража (капы-халкы, крымскотат. qapı halqı — «дверной народ», «привратники»). После того как Крым вошёл в состав Российской империи, в свитском корпусе стали размещать гостей. В настоящее время в восточном здании Свитского корпуса размещается администрация музея, а в западном — экспозиции.

Северный вход во дворец
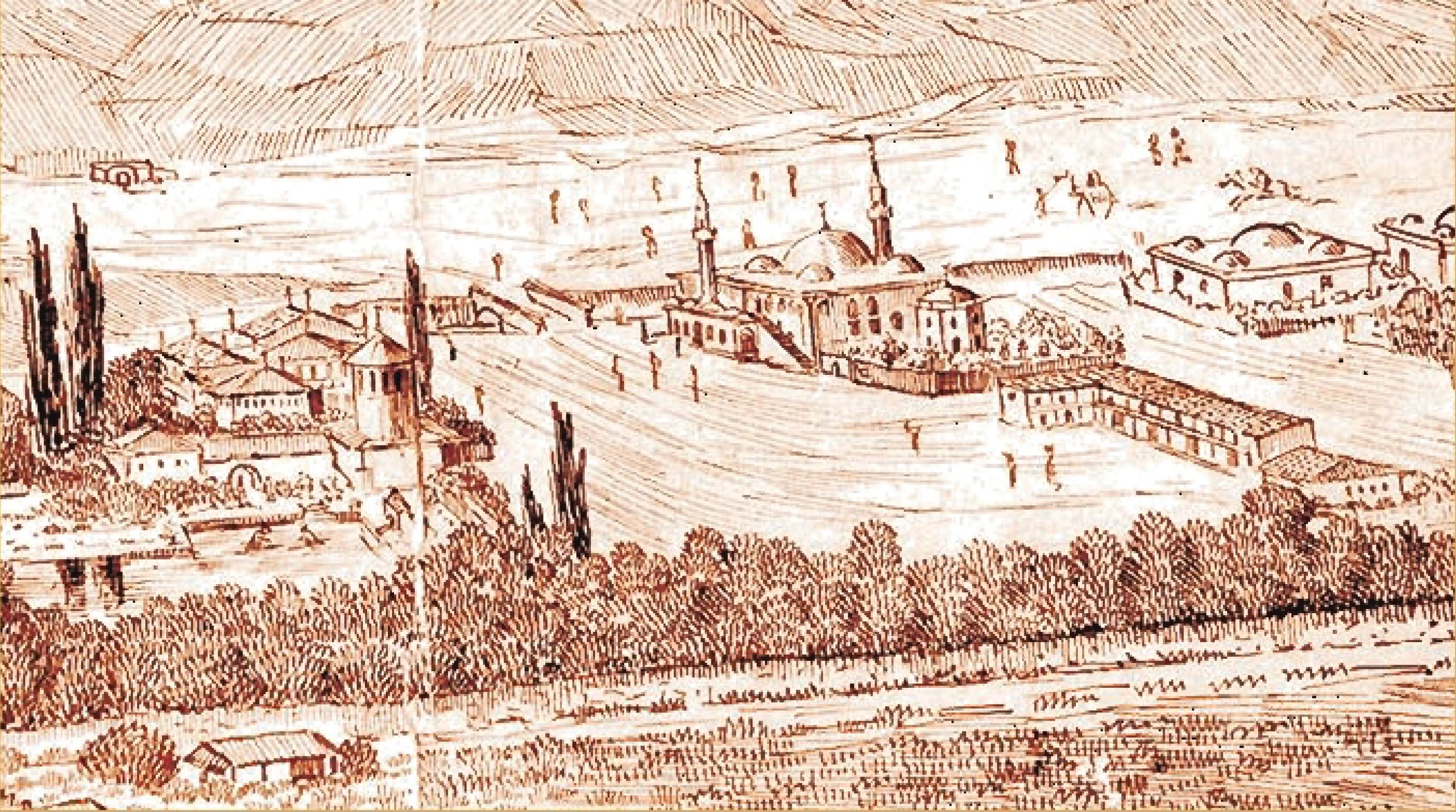
Фрагмент рисунка с гравюры первой половины XVII века. Ворот и Свитского корпуса ещё нет
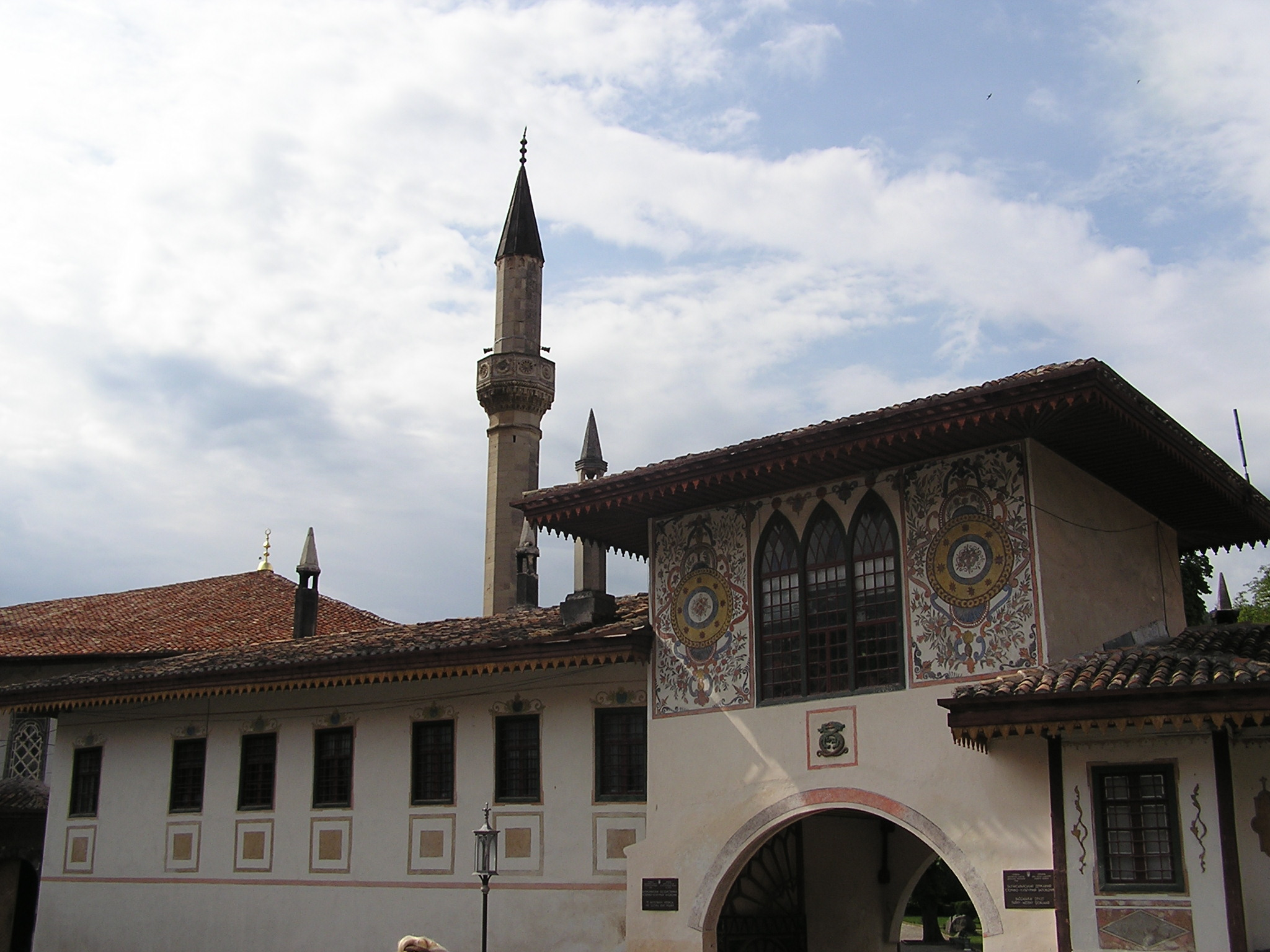
Северные ворота надвратная башня и свитский корпус. Вид со стороны Чурук-Су. На заднем плане виден минарет большой ханской мечети
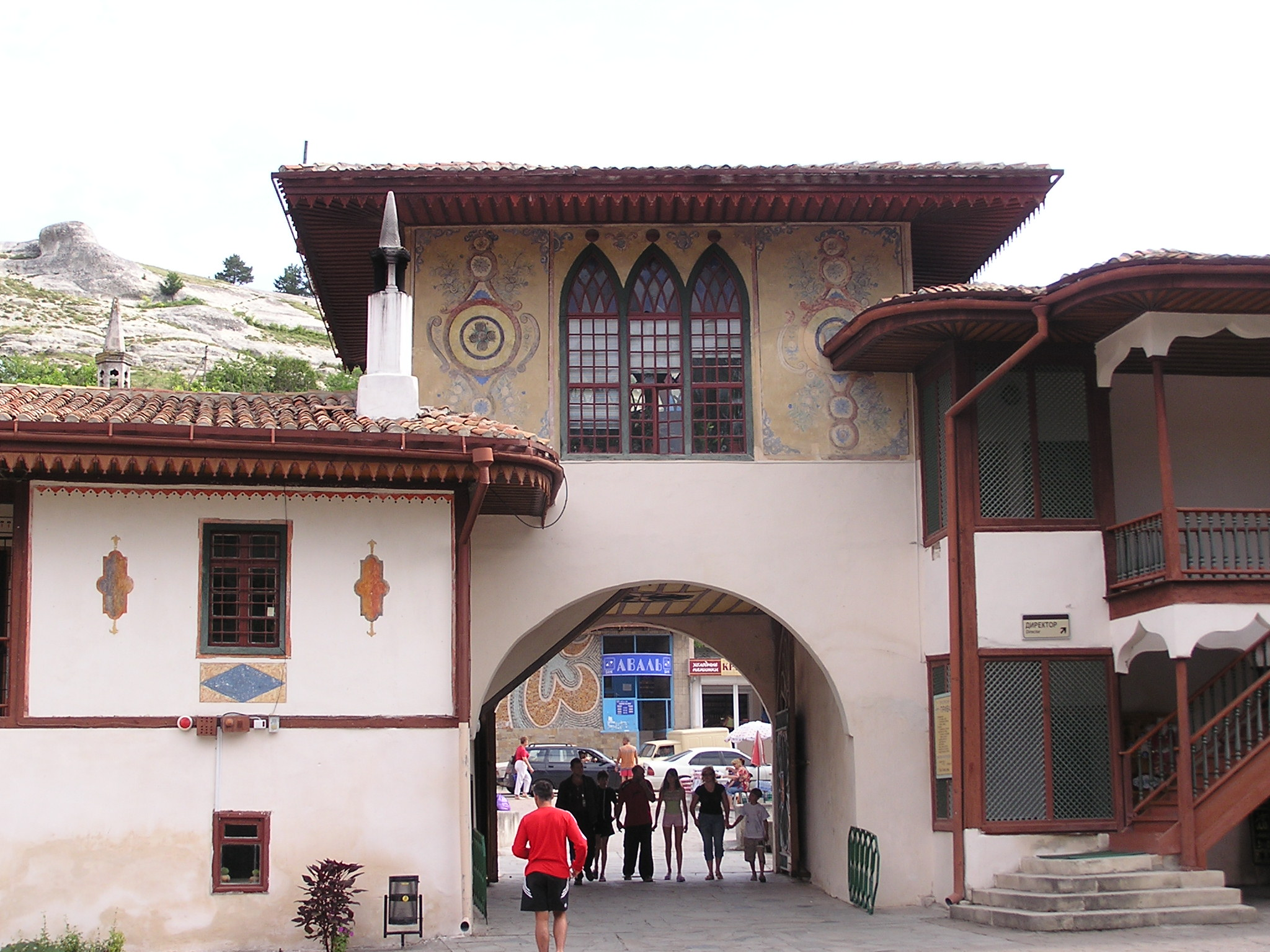
Вид северных ворот и надвратной башни с дворцовой площади
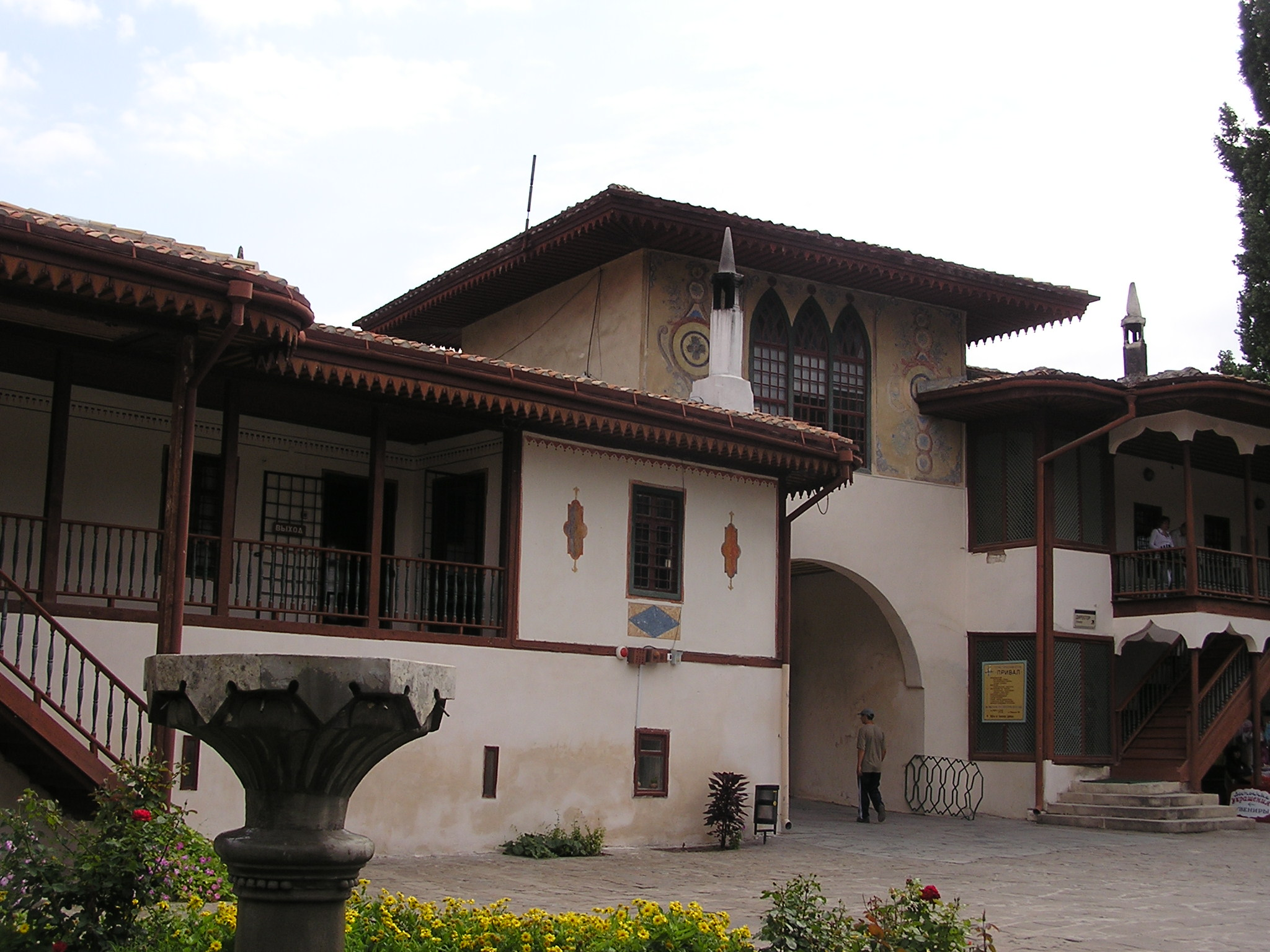
Свитский корпус и северные ворота

### Дворцовая площадь
Дворцовая площадь является композиционным центром ханской резиденции. На площадь выходят северные ворота с надвратной башней, Свитский корпус, большая ханская мечеть, ханское кладбище, конюшни, южные ворота, соколиная башня, жилые покои, ворота в посольский дворик. К югу от дворцовой площади расположены садовые террасы, которые хорошо просматривались с площади.
В настоящее время площадь вымощена камнем и засажена деревьями. Во времена Крымского ханства мощения и растительности не было, а площадь была засыпана песком. На ней собиралось войско для напутствия перед военным походом, проводились торжественные церемонии, а также происходила встреча послов и гостей.

Дворцовая площадь
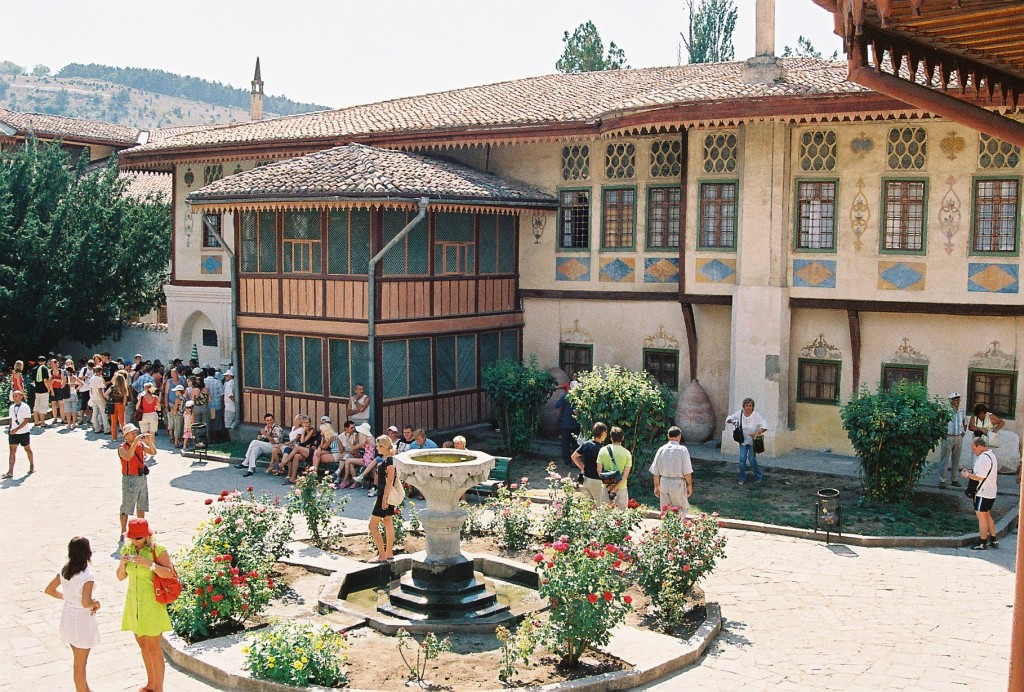
Дворцовая площадь
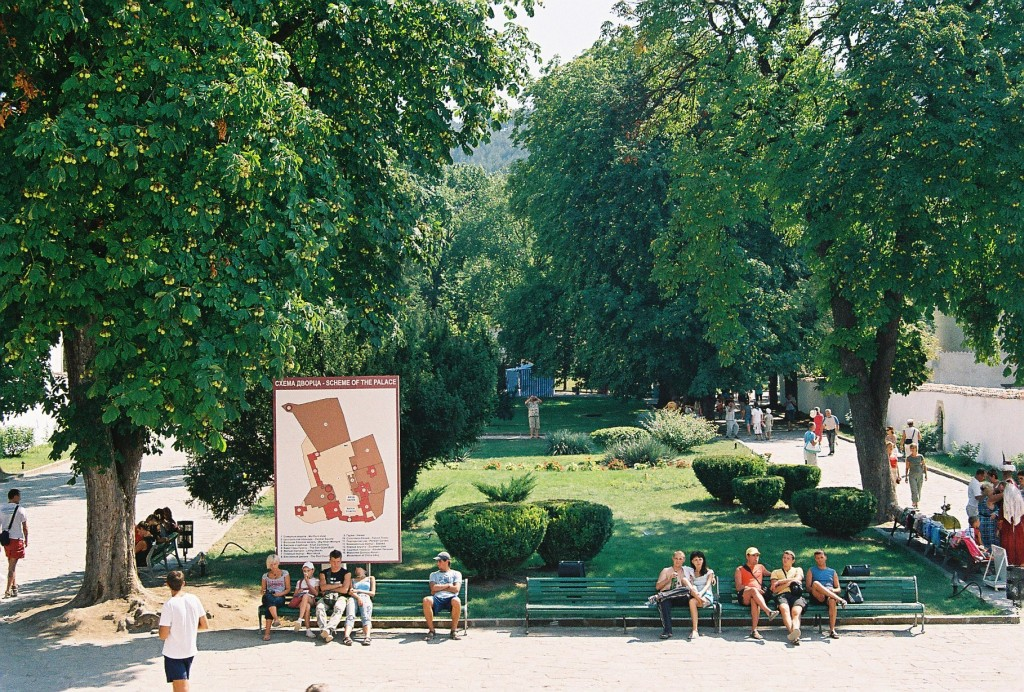
Деревья на современной площади
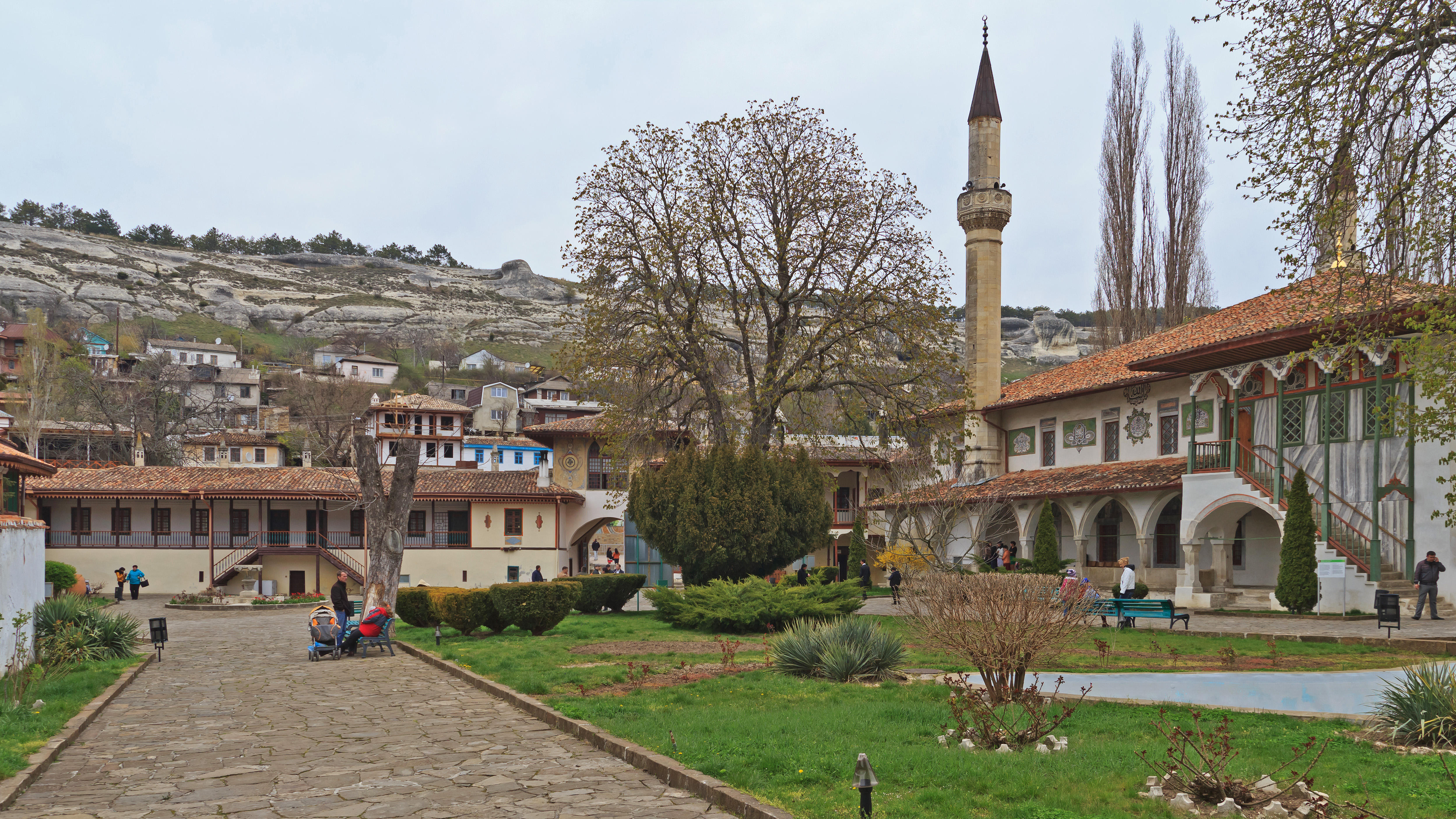
Дворцовая площадь
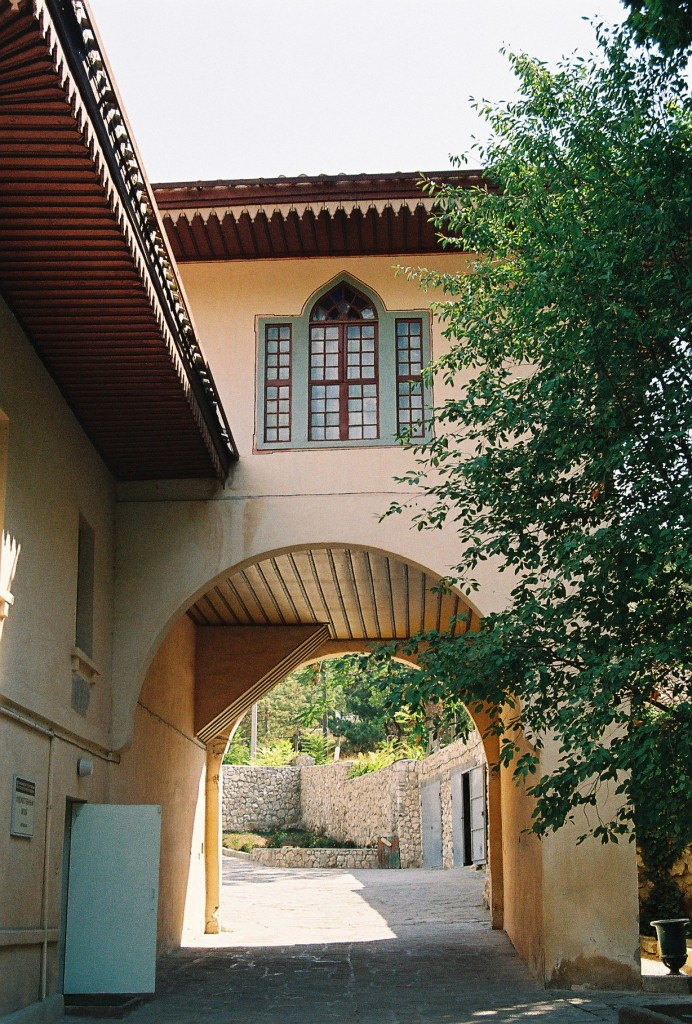
Южные ворота

### Большая Ханская мечеть
Большая Ханская мечеть (крымскотат. Büyük Han Cami) находится на дворцовой площади к востоку от северных ворот. Это одна из крупнейших мечетей Крыма и первое из зданий ханского дворца. Мечеть была построена в 1532 году Сахибом I Гераем и носила его имя в XVII веке.
Здание мечети массивное, со стрельчатой аркадой по низу и майоликовыми вставками на стенах. Крыша мечети четырёхскатная и покрыта красной черепицей. Первоначально крыша была покрыта куполами.
Внутри мечети находится большой зал с высокими колоннами. На южной стене расположены окна с цветными стёклами и михраб. Изнутри по периметру верхнего яруса восточной, южной и западной стены мечети идёт широкий балкон (хоры), который поддерживается колонами. На балконе находится застеклённая Ханская ложа, которая расписана, декорирована глазурованной плиткой и украшена витражами. На балкон ведут две винтовые лестницы, кроме того есть отдельный вход со двора на Ханскую ложу.

Главный вход в мечеть находится со стороны реки Чурук-Су. Фасад с этой стороны ранее был отделан мрамором. У восточной стены мечети расположено абдестхане (место для совершения ритуального омовения — абдеста) с шадырваном (фонтаном). На стенах изображены несколько каллиграфических надписей на арабском языке, появившихся в XVIII веке. Надписи выполнены чёрным цветом в зелёных картушах, и являются цитатами из Корана. Также среди каллиграфических надписей на стене есть упоминание имени Кырыма Герая, ремонтировавшего и украшавшего мечеть: 
Да будет благословен ремонт Его Высочества Кырыма Герая Хана
У мечети два десятигранных минарета с островерхими крышами, которые венчаются бронзовыми алемами (полумесяцами). Высота минаретов — 28 метров. Наверх ведут каменные винтовые лестницы внутри минаретов. Башни минаретов сложены из отёсанных каменных плит, которые скреплены между собой свинцовыми вставками.
В 1736 году мечеть пострадала при пожаре. Была восстановлена во время правления хана Селямета Герая мастером Омером. В 1750-х годах Арслан Герай основал во дворе мечети медресе, которое не сохранилось до наших дней. В советское время мечеть была закрыта. В её верхней части располагалась экспозиция музейного отдела археологии, а в нижней части был расположен находится лапидарий (хранилище архитектурных деталей, обломов, камней с надписями и изображениями). В настоящее время она вновь открыта для верующих.

Большая Ханская мечеть
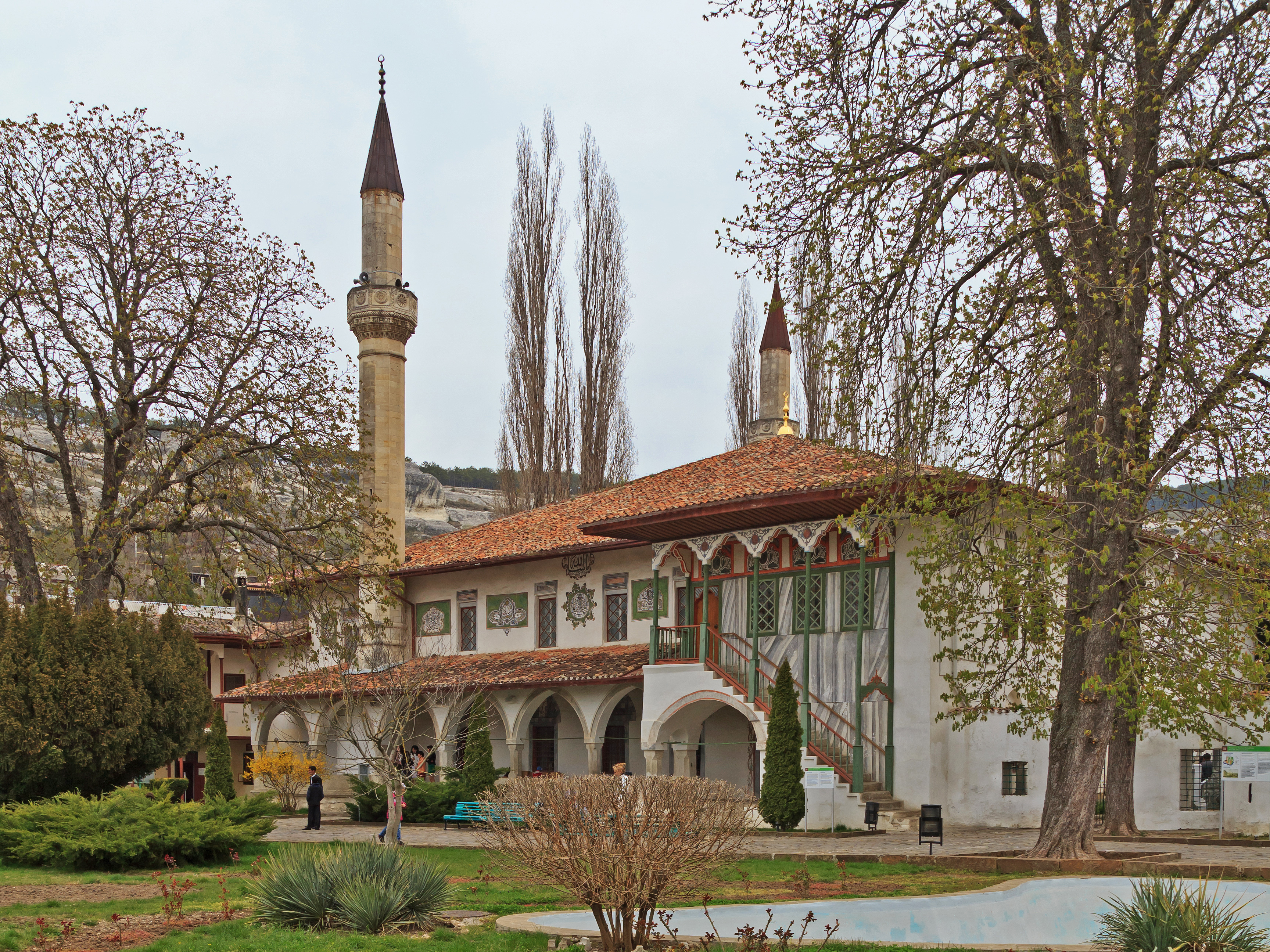
Большая Ханская мечеть
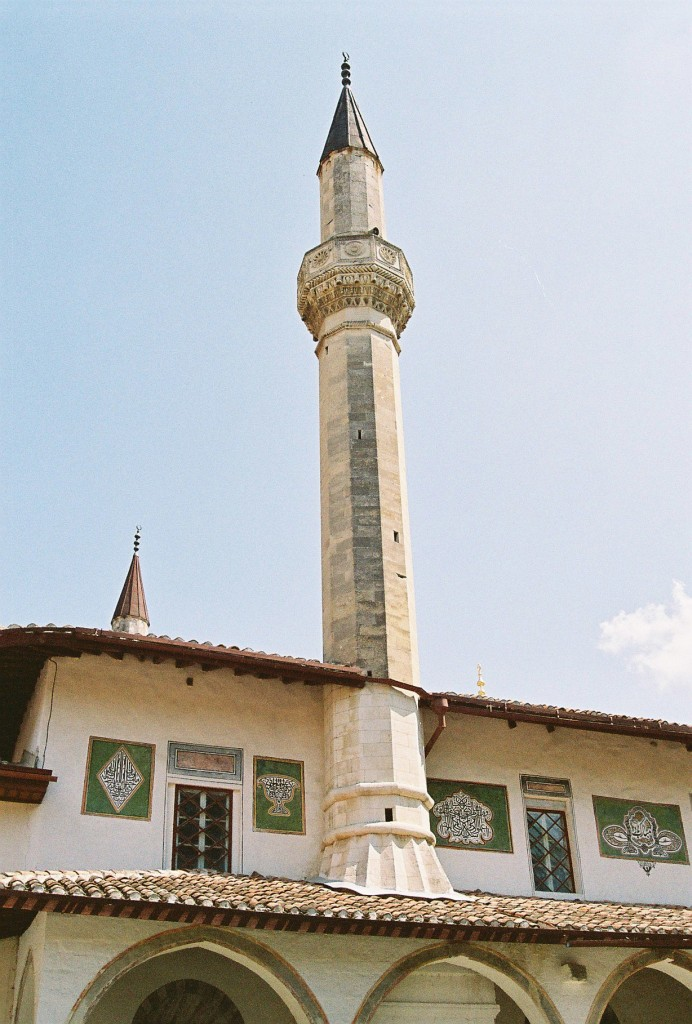
Минарет
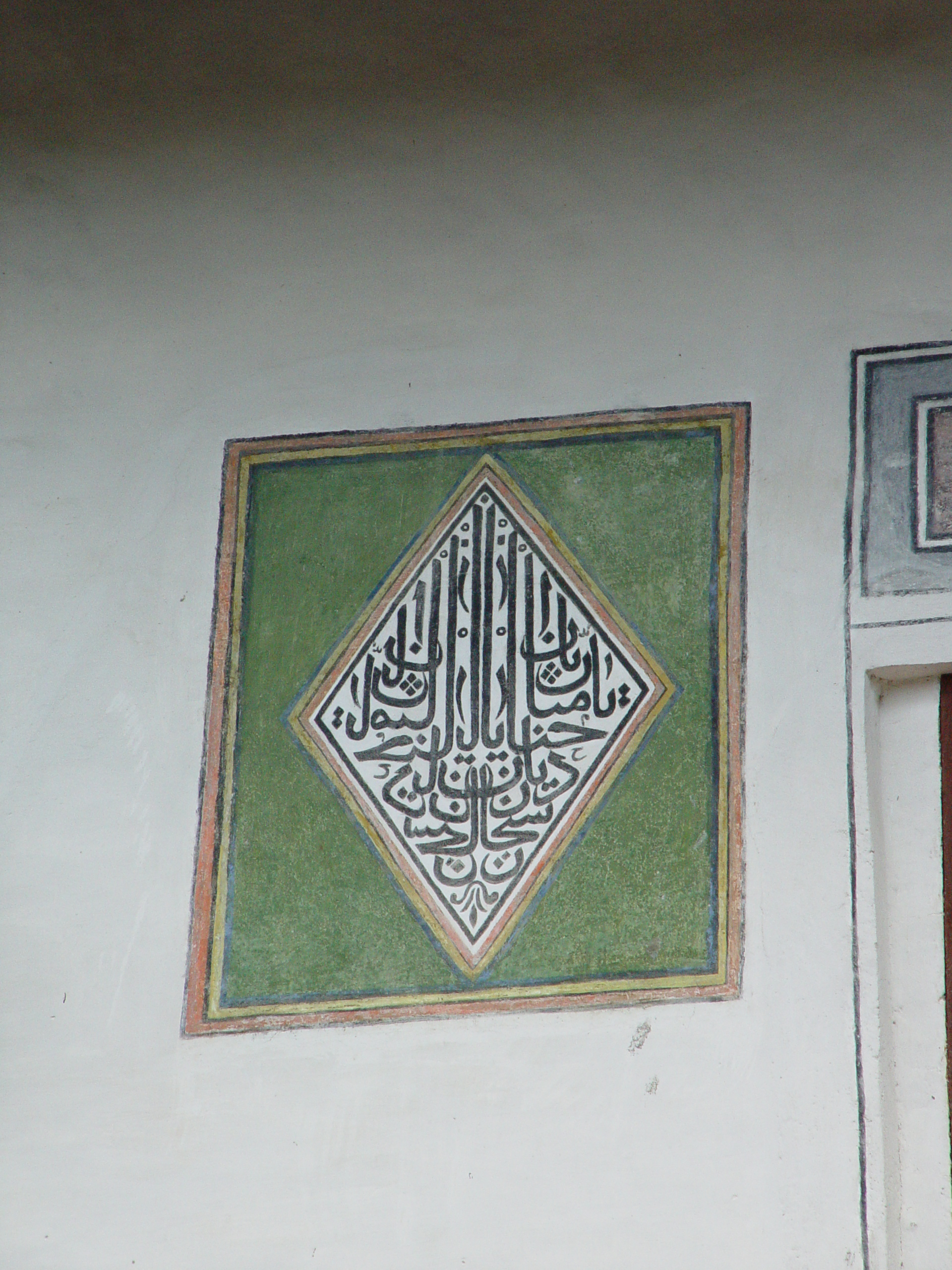
Каллиграфическая надпись на стене мечети
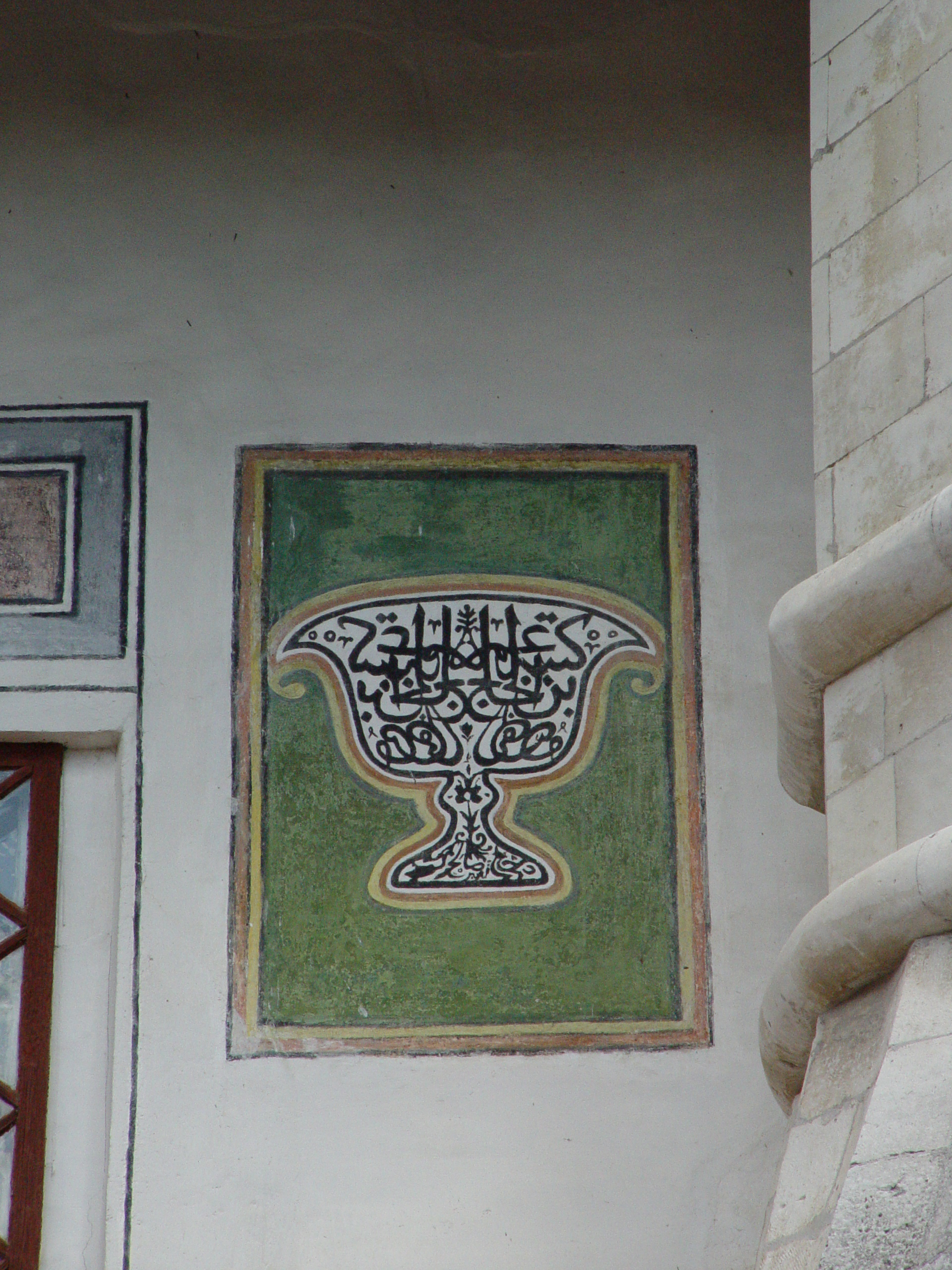
Каллиграфическая надпись на стене мечети
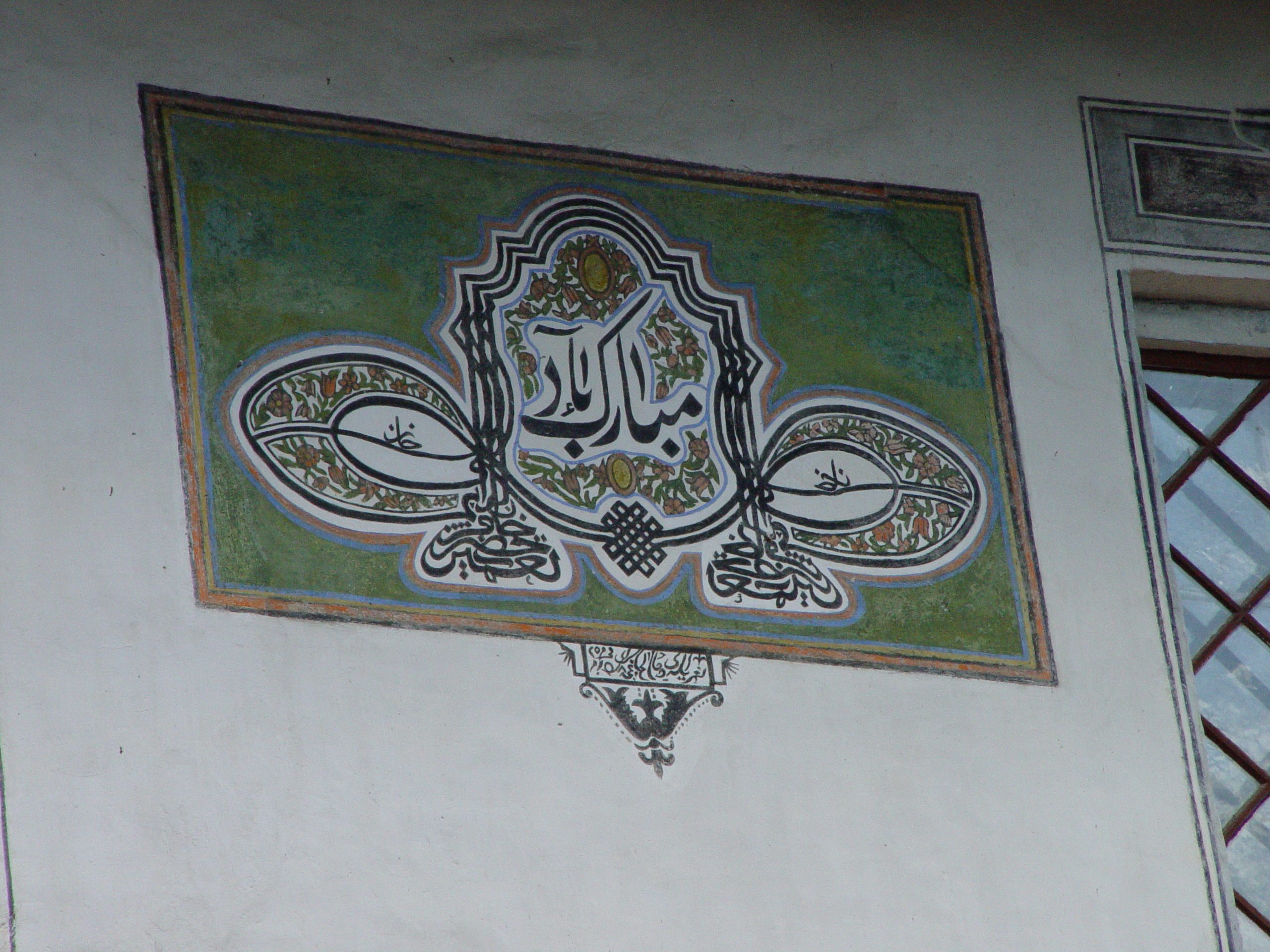
Каллиграфическая надпись на стене мечети в честь ремонта Крыма Гирая

### Баня Сары-Гюзель

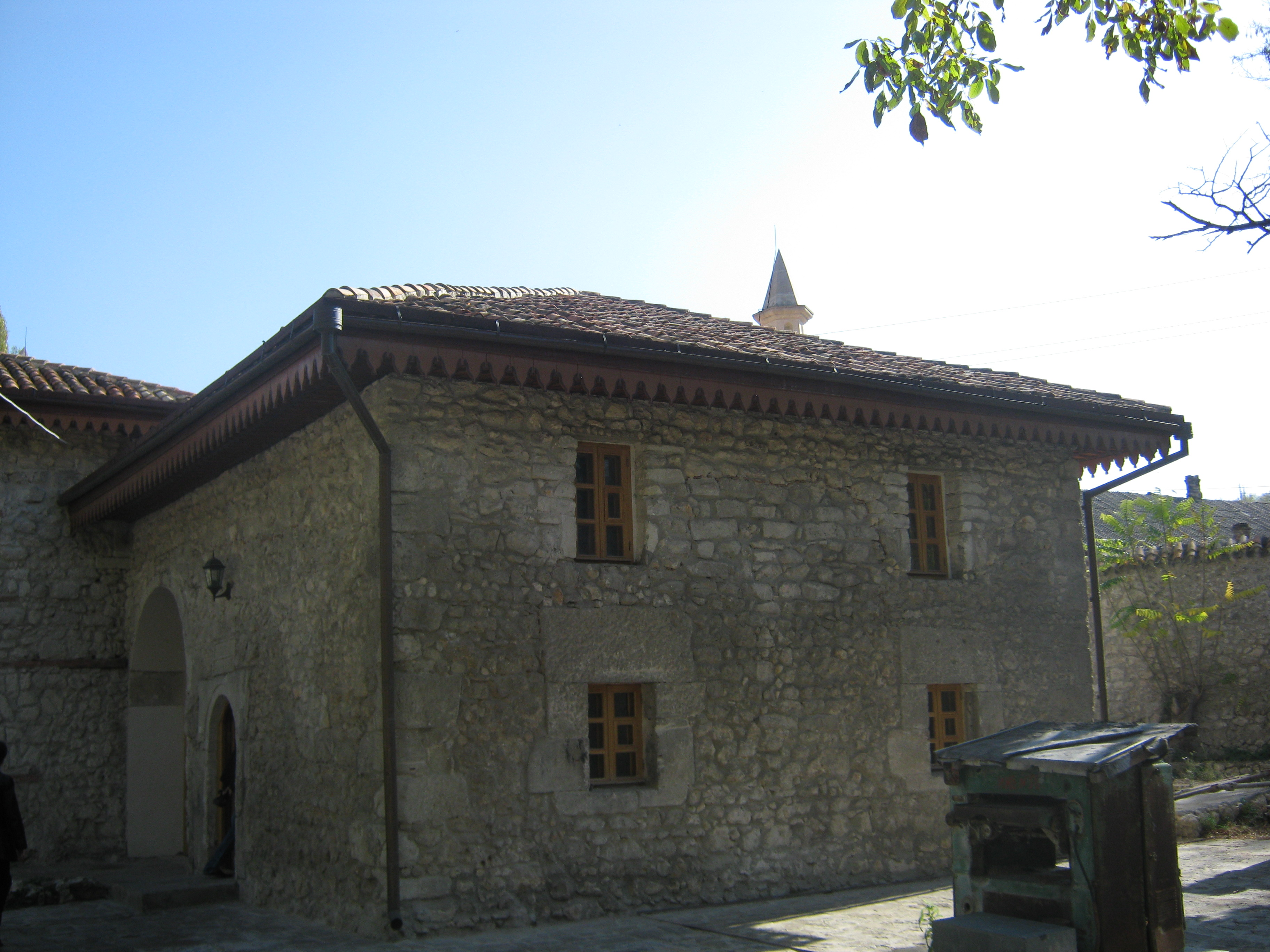
Баня Сары-Гюзель

Банный комплекс Сары-Гюзель — одно из старейших зданий Ханского дворца, которое было построено Сахибом I Гераем в 1532 году. С крымскотатарского языка «Sarı Güzel» переводится как «жёлтая красавица» (крымскотат. sarı — жёлтый, то есть светлокожий, güzel — красивый, красавица). Бани находятся на восток от большой Ханской мечети.
Баня устроена по турецкому типу. Горячий воздух, нагретый топкой в подвальном помещении, поднимаясь, нагревал плиты пола, которые были установлены на коротких колоннах. Горячая и холодная вода подавались в баню по свинцовым трубам. Вдоль стен были расположены каменные скамьи и установлены раковины. Имелось мужское и женское отделение, каждое из которых было накрыто отдельным куполом и имело у выхода крытый дворик с фонтаном. В куполах для вентиляции и освещения проделаны отверстия в форме звёзд и полумесяцев. Над мужским отделением есть надпись:
Это превосходное сооружение соорудил справедливый султан Сахиб Герай хан сын Менгли Герая хана сына Хаджи Герая хана. Дата 939 год.
Оригинальный текст (кр.тат.)
بو مقام اعلانی يصابتی سلطان عادل صاحب کرای خان بن منکلی کرای خان بن خاجی کرای خان تاريخ سنة ۹۳۹

Bu maqam-ı a'lânı yasabtı sultan-ı 'adil Sahib Geray han bin Mengli Geray han bin Hacı Geray han. Tarih sene-i 939.
Банный комплекс продолжал работать по назначению вплоть до 1924 года, после чего помещения пришли в аварийное состояние. В настоящее время ведётся реставрация.

### Ханское кладбище
Ханское кладбище (крымскотат. Mezarlıq) находится к югу от большой Ханской мечети. Первое захоронение на кладбище датируется XVI веком. Сохранилось 98 памятников, изготовленных из мрамора и известняка.
На кладбище похоронены девять ханов: Девлет I Герай, Газы II Герай, Ислям III Герай, Мехмед IV Герай, Хаджи Селим I Герай, Менгли II Герай, Селим II Герай, Арслан Герай, Кырым Герай. Сохранились надгробные памятники Мехмеда IV Герая, Менгли II Герая, Селима II Герая, Арслана Герая и Крыма Герая. Кроме того, на кладбище похоронены 45 членов ханских семей, а также представители высшей придворной знати, всего более 320 человек.
Памятники Ханского кладбища выполнены единообразно: саркофаг с двумя стелами по торцам. Головная стела венчается чалмой у мужских погребений и фесом у женских погребений. Многие из памятников украшены орнаментальной резьбой, также на головных стелах высечены эпитафии. Над могилой Менгли II Герая построена ротонда с восемью колоннами и арочными перекрытиями, посередине которой расположено мраморное резное надгробие.
Для Девлета I Герая и Исляма III Герая построены два восьмигранных мавзолея (крымскотат. dürbe), которые сложены из тёсаного известняка и покрыты куполом. Купола покрыты кровельным железом, а до 1863 года были покрыты свинцом. Северное дюрбе принадлежит Девлету I Гераю. В нём похоронено шесть человек. Южное — Исляму III Гераю, в нём похоронено девять человек.

Ханское кладбище
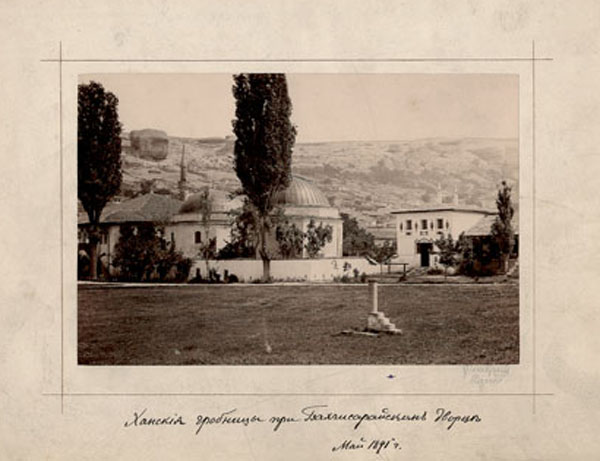
Ханские гробницы при Бахчисарайском дворце. Фотография 1891 года.
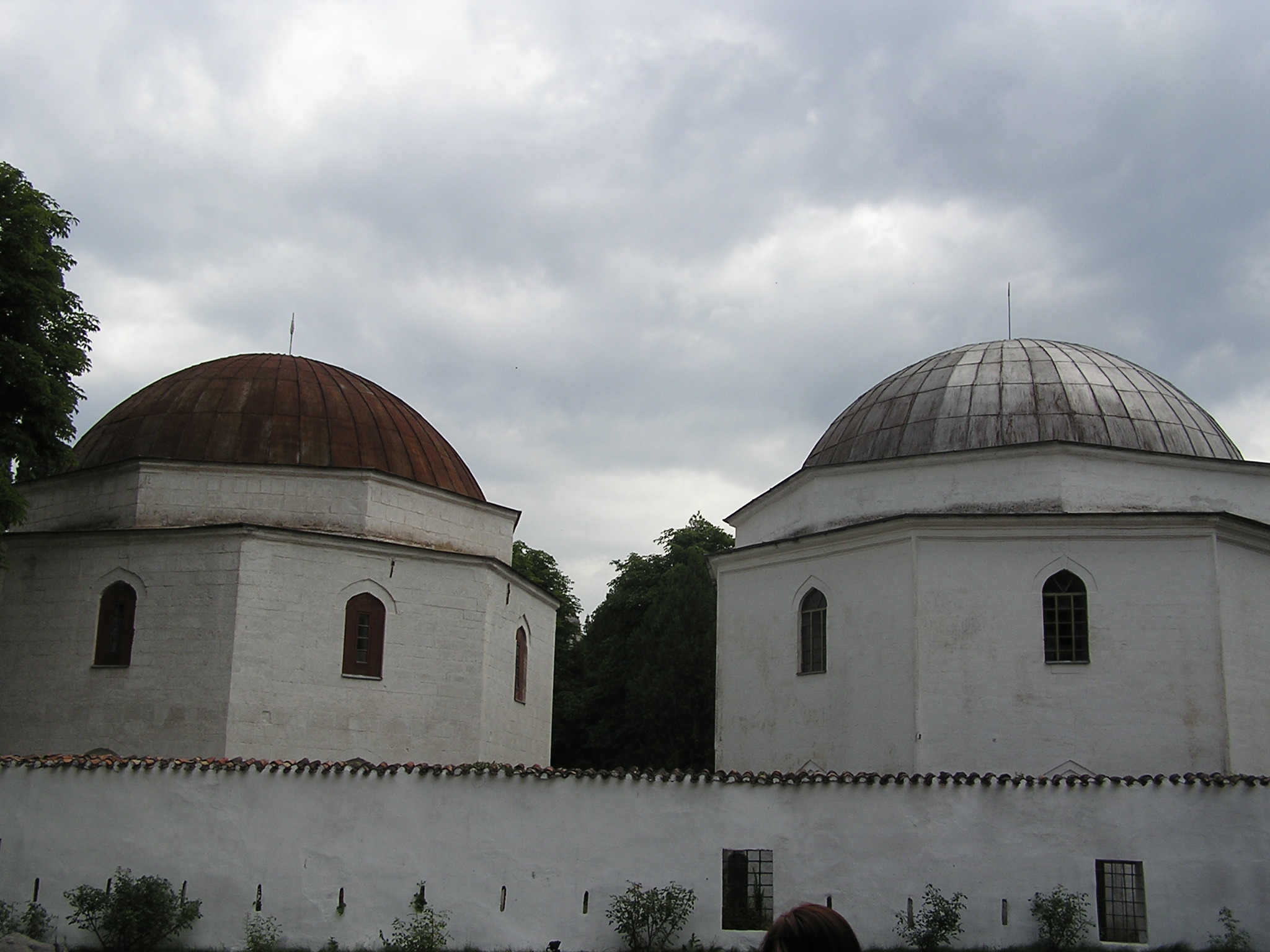
Северное и южное дюрбе
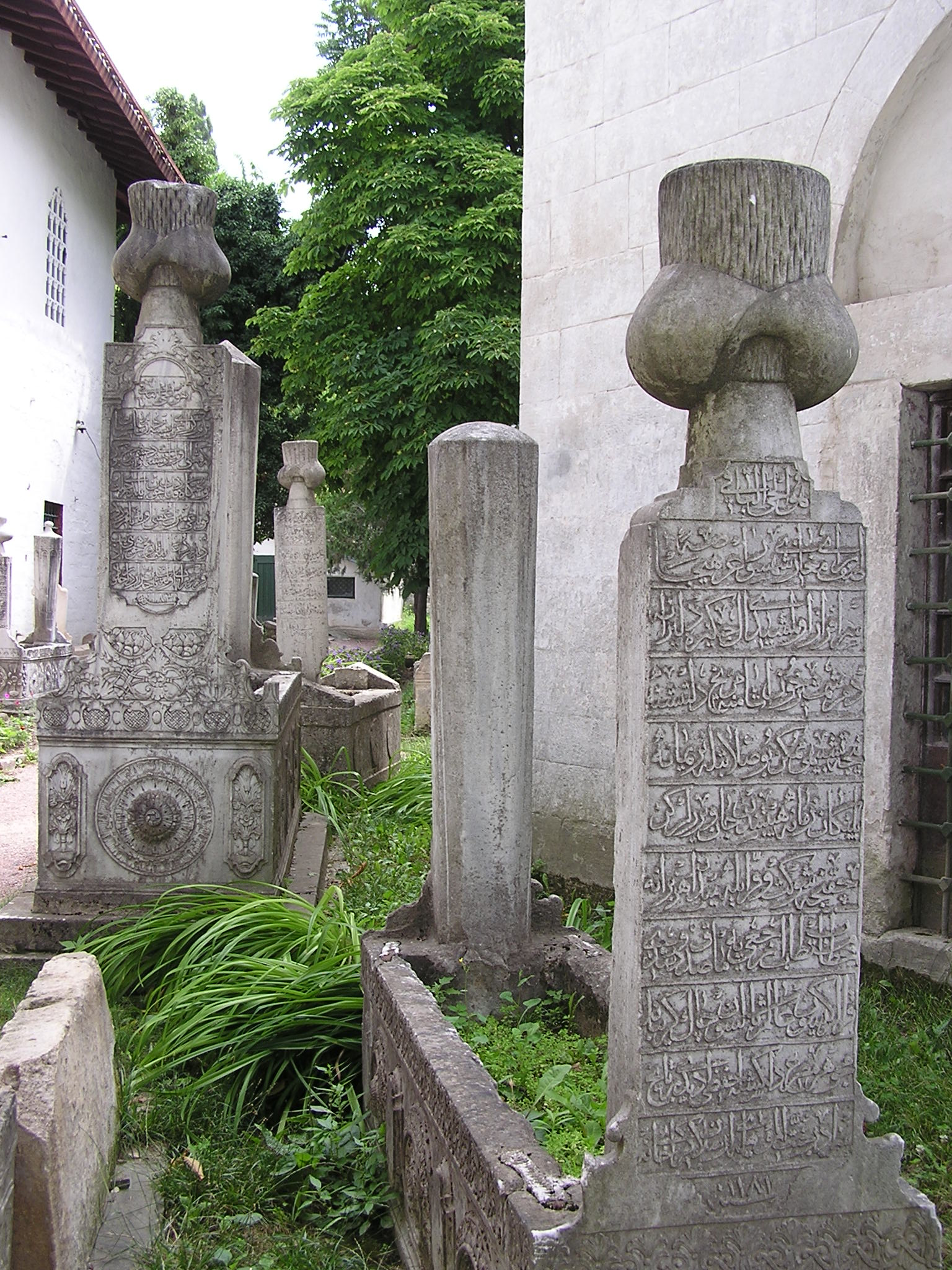
Надгробия
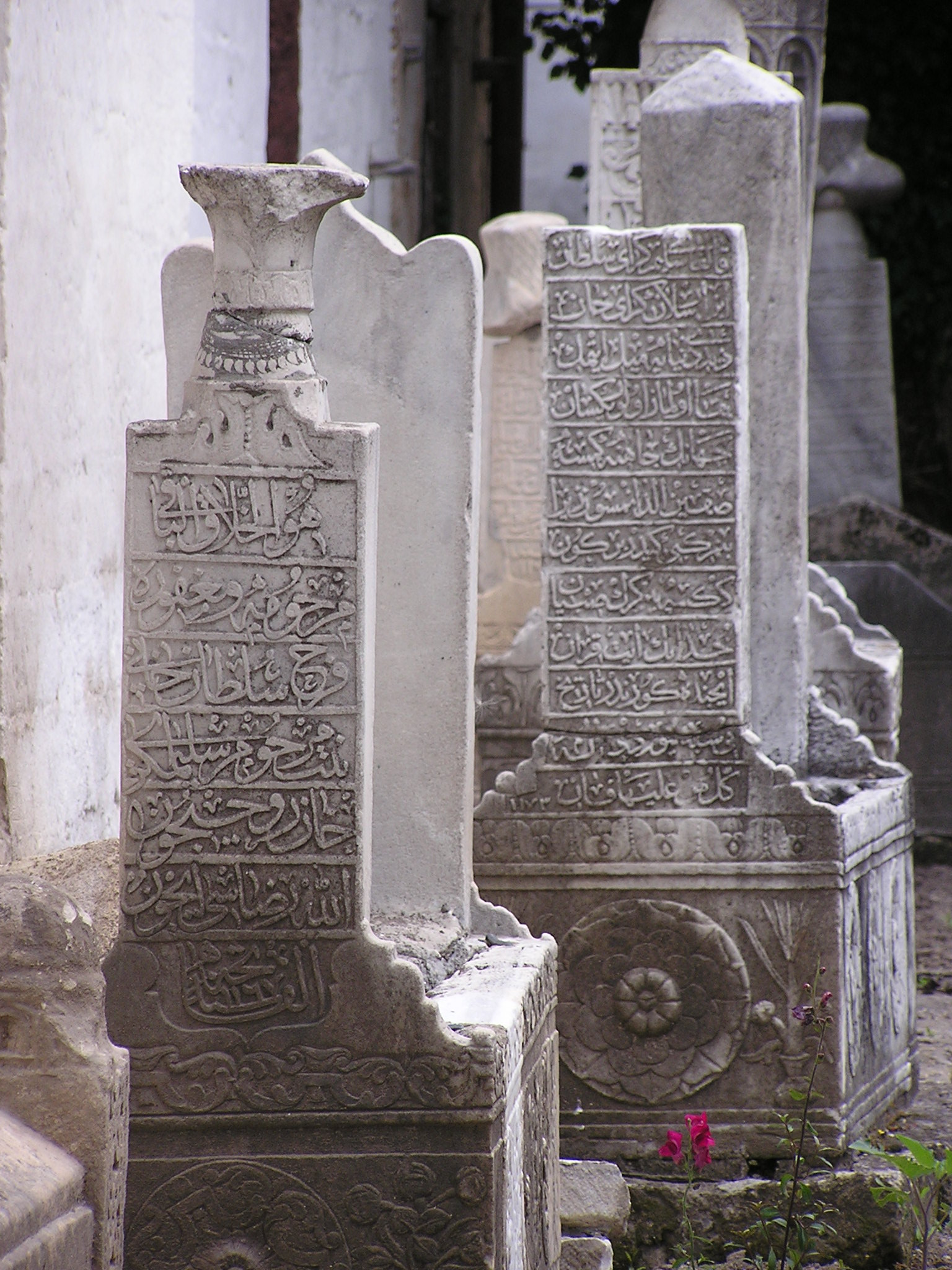
Надгробия
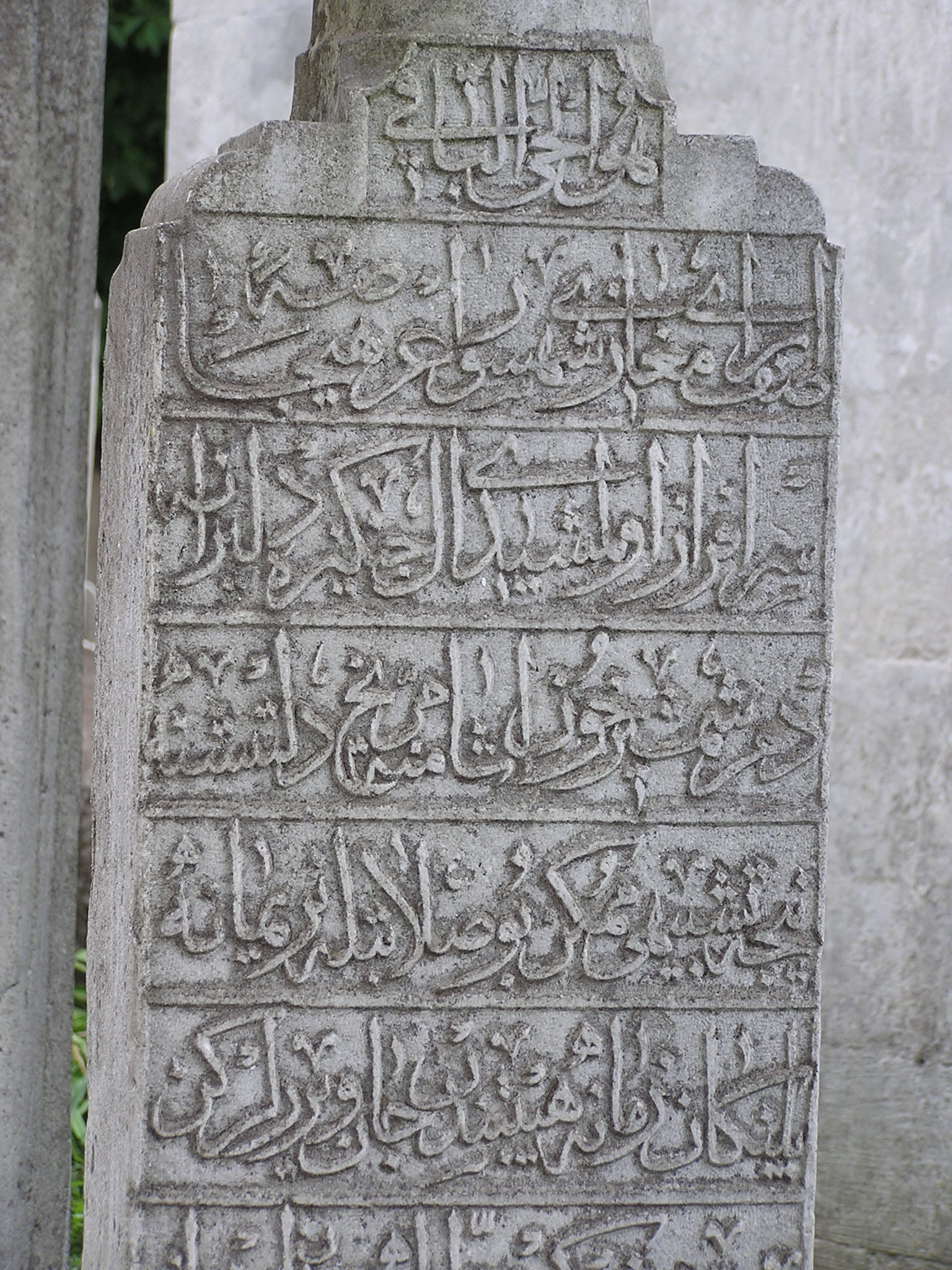
Эпитафия на памятнике
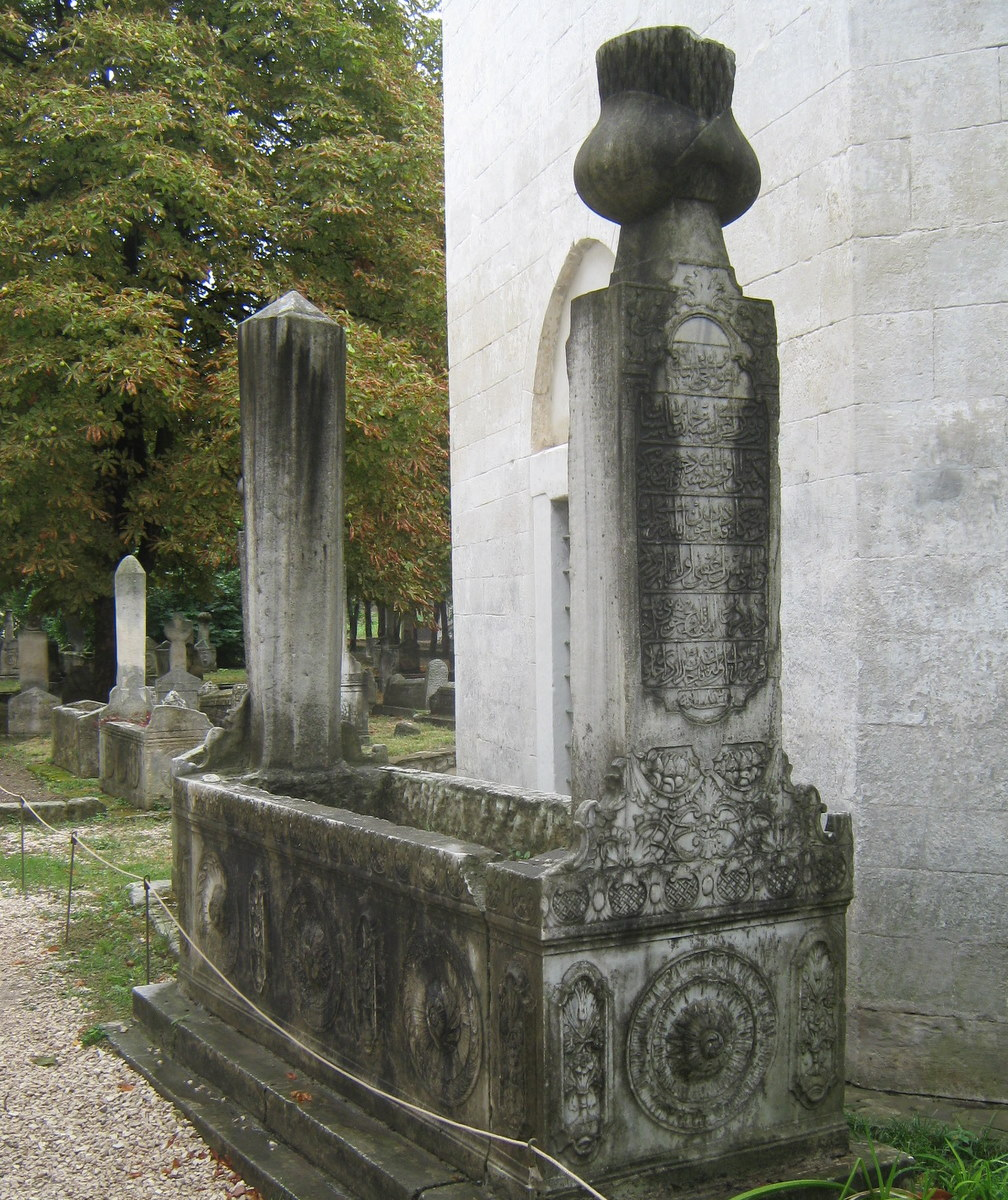
Могила хана Кырым Герая (1717—1769)

### Конюшенный корпус
Конюшенный корпус состоит из нескольких зданий. Он находится между ханским кладбищем и библиотечным корпусом. Сами конюшни были расположены на первом этаже. Второй этаж был отведён для смотрителей. Корпус был перестроен в 1850-е годы.
В XIX веке в конюшенном корпусе были расквартированы солдаты инвалидной команды.

Конюшенный корпус
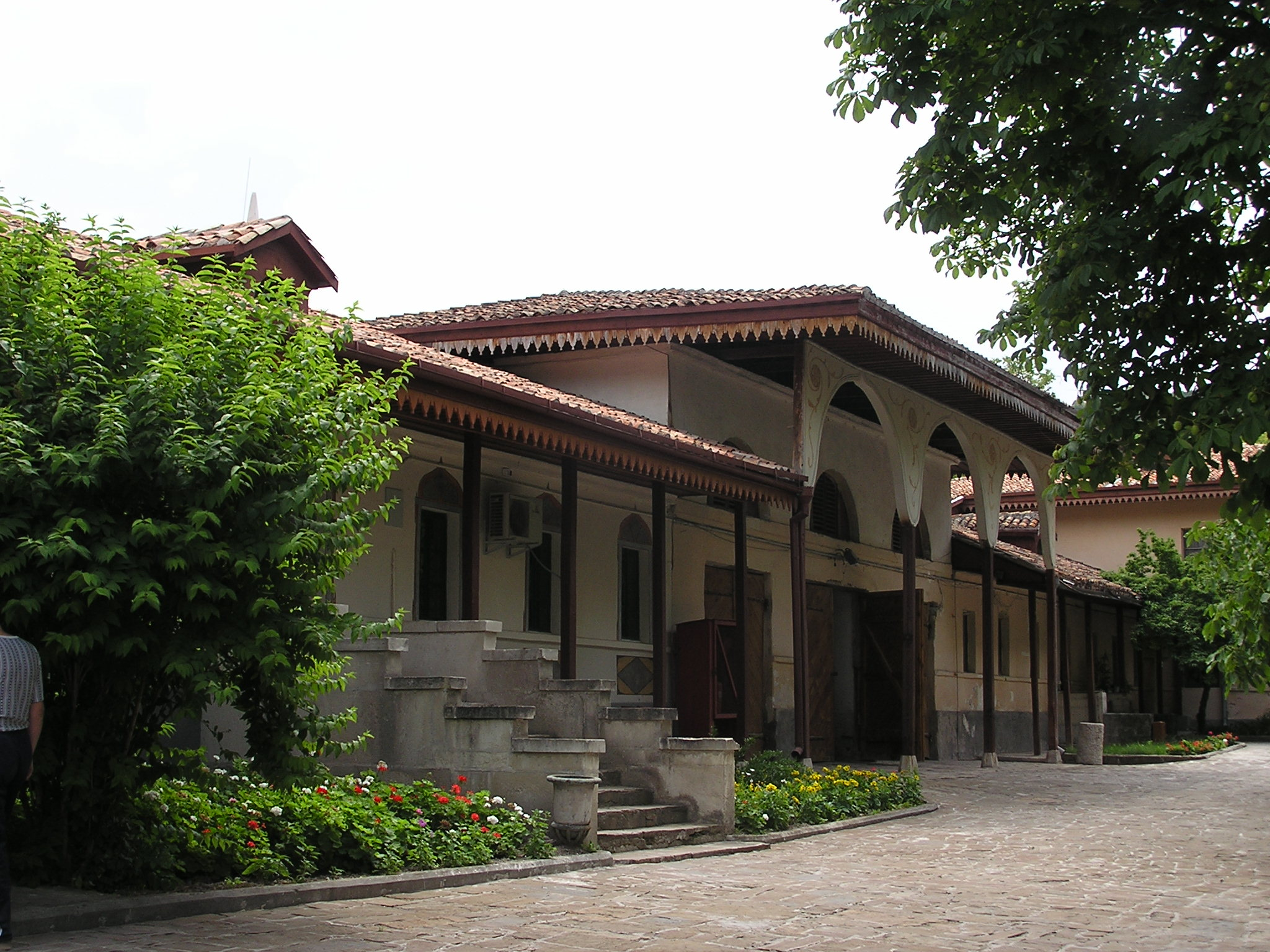
Конюшенный корпус
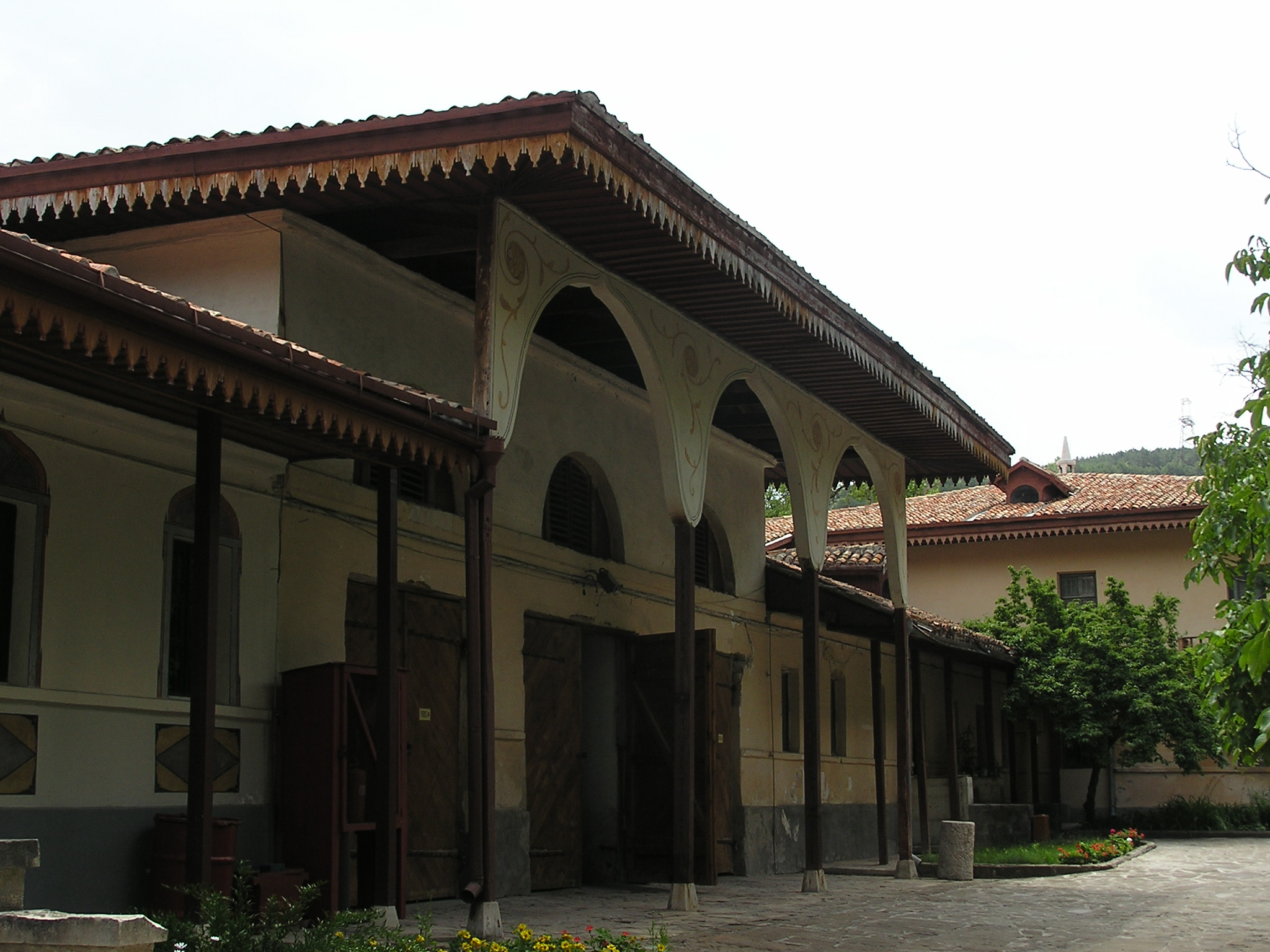
Конюшенный корпус

### Дюрбе Диляры-бикеч

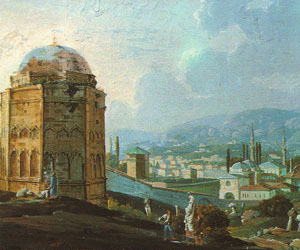
Карло Боссоли. Бахчисарай. 1820-е. На переднем плане дюрбе Диляры-бикеч

Дюрбе Диляры-бикеч (крымскотат. Dilâra bikeç Dürbesı) — мавзолей Диляры («бикеч» указывает на высокое положение, крымскотат. bikeç — устар. невеста), которая по легенде была любимой женой хана Крыма Герая. Здание было построено в 1764 году в дальнем углу садовых террас. Над входом в мавзолей ранее была установлена плита с надписью «Молитва за упокой души усопшей Диляры-бикеч». «Фонтан слёз» первоначально был установлен при дюрбе, а затем в 1783 году был перенесён в фонтанный дворик.
Здание дюрбе восьмигранное и укрыто куполом с полумесяцем наверху. После реставрации 2007 года куполу возвращено аутентичное свинцовое покрытие. Все стены разбивают идущие в два ряда проёмы-арки с окнами внутри. Сверху и снизу по сторонам восьмигранника идут рельефные тяги, которые подчёркивают дробное членение форм, выполненное арками.

### Персидский сад
Персидский сад расположен к югу от гарема и огорожен высокой стеной. В нём были беседки, фонтаны, бани. Из гарема в сад есть широкая калитка. В углу сада стоит Соколиная башня.

### Соколиная башня

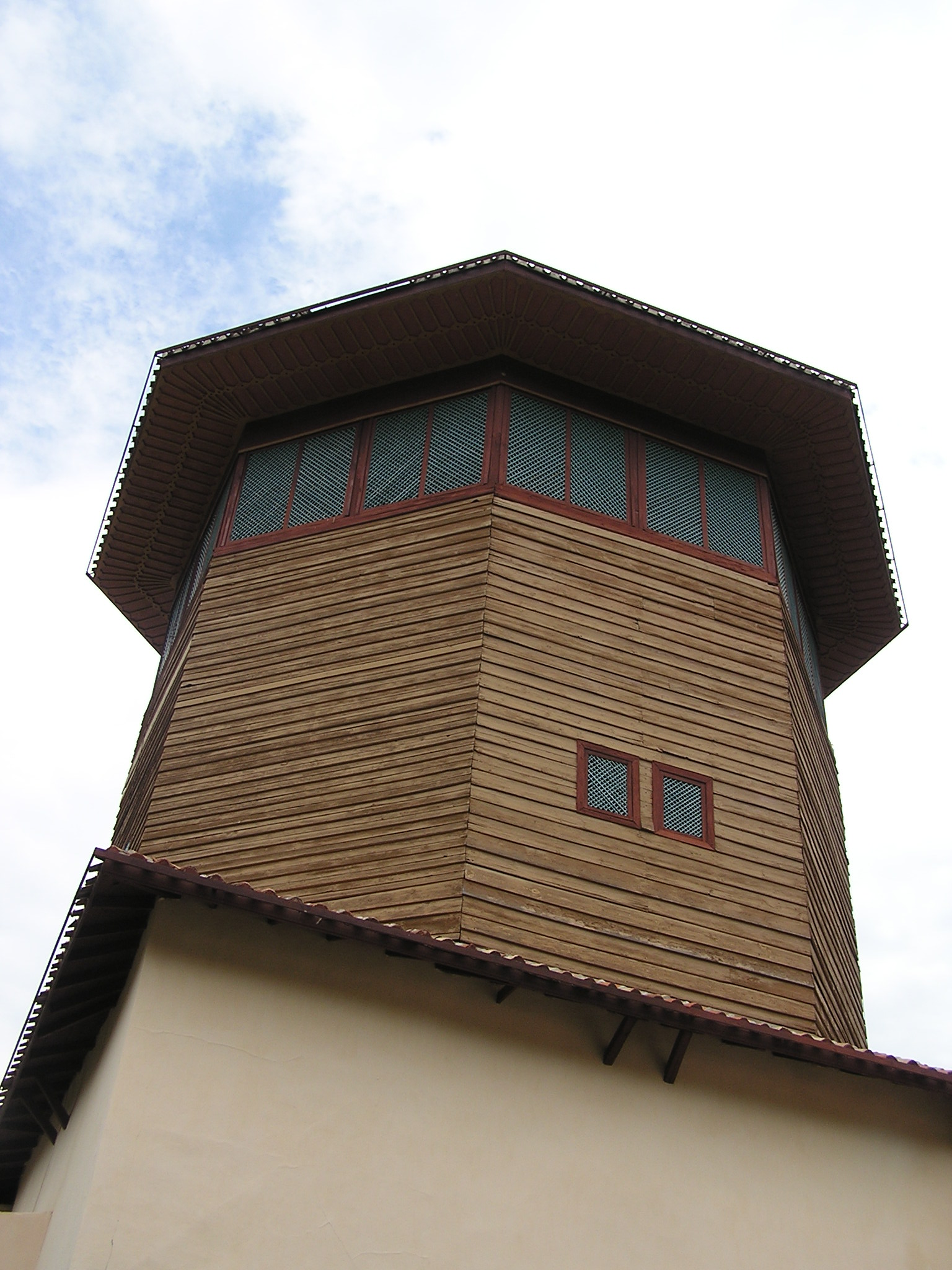
Соколиная башня

Соколиная башня (крымскотат. Toğan qullesi) находится к югу от гарема в Персидском саду. Башня была построена в 1760-е годы. Название «соколиная» связано с тем, что на первом этаже башни держались ловчие птицы.
Башня двухэтажная и пустая изнутри. Первый этаж башни сложен в форме куба из скреплённого глиняным раствором бутового камня и оштукатурен. Верхний этаж башни сделан в форме шестигранника, обшит досками и покрыт черепицей. Высота башни составляет более 15 метров. Наверху смотровая площадка с забранными деревянными решётками окнами, на которую ведёт деревянная винтовая лестница.
Соколиная башня была соединена с торцом гаремного корпуса. Из неё жительницы гарема могли наблюдать за дворцовой площадью, а евнухи могли видеть гарем.

### Портал Демир-Капы
Портал Демир-Капы, крымскотат. Demir Qapı («посольские» двери, портал Алевиза) — древнейшая датированная часть дворца. Портал служил парадным входом во дворец, через который послы попадали из Посольского дворика в Фонтанный дворик. Портал был выполнен в 1503—1504 годах для хана зодчим Алевизом Новым, который работал в Крыму по пути в Москву, куда направлялся по приглашению Ивана III для строительства Архангельского собора и ряда других храмов. Портал Демир-Капы был создан до постройки ханского дворца в Бахчисарае и, возможно, находился в предыдущей ханской резиденции Девлет-Сарай, а затем был перенесён в Бахчисарай.
Массивная дверь портала обита коваными железными полосами. Название «Demir Qapı» с крымскотатарского языка переводится как «железная дверь» (крымскотат. demir — железо, железный, крымскотат. qapı — дверь). С двух сторон дверь обрамляют пилястры с коринфскими капителями. Над пилястрами находятся архитрав, орнаментальный фриз и карниз. В углах карниза — акротерии с растительным рисунком, а над карнизом — полукруглый тимпан, над которым также расположены акротерии.
Портал выполнен из резных блоков известняка в стиле ломбардо-венецианского Ренессанса. На нём изображены дубовые листья, цветы, жёлуди, монеты, нити жемчуга. Над дверью находится арка, украшенная растительными завитками и цветами. Также портал украшен двумя надписями на арабском языке, которые высечены из камня и позолочены.

Первая надпись, высеченная в круге внутри тимпана, гласит: 
Владелец этого дворца и правитель этой области, государь величайший, благороднейший, Менгли Герай хан, сын Хаджи Герая хана, да помилует Бог его и его родителей в обоих мирах.
 В центре этой надписи изображена Тарак-тамга — символ династии Гераев.

Вторая надпись, идущая по фризу, гласит: 
Этот величественный порог и эта возвышенная дверь построены по приказу государя двух материков и хакана двух морей, государя, сына государя, Менгли Герая хана, сына государя Хаджи Герая хана. 909 (1503).

Портал Демир-Капы
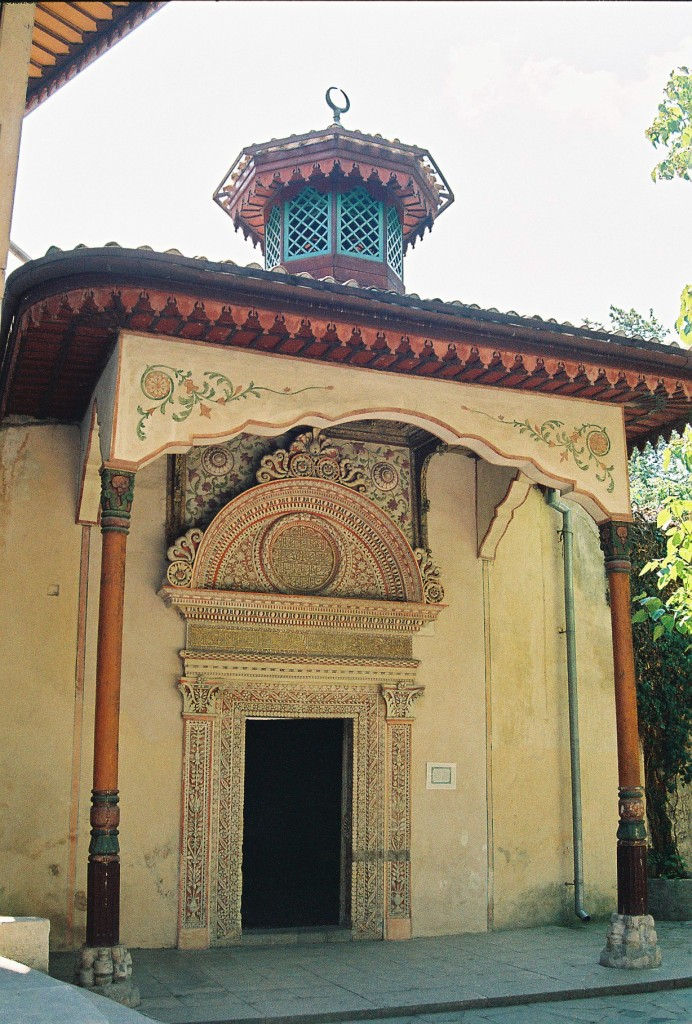
Портал Демир-Капы
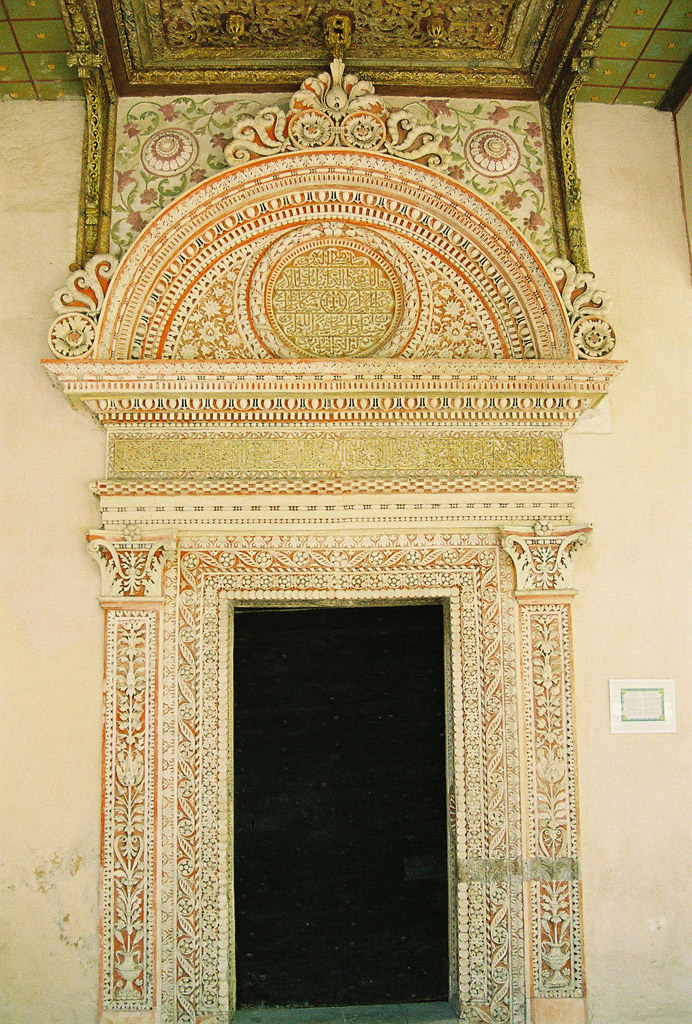
Портал Демир-Капы
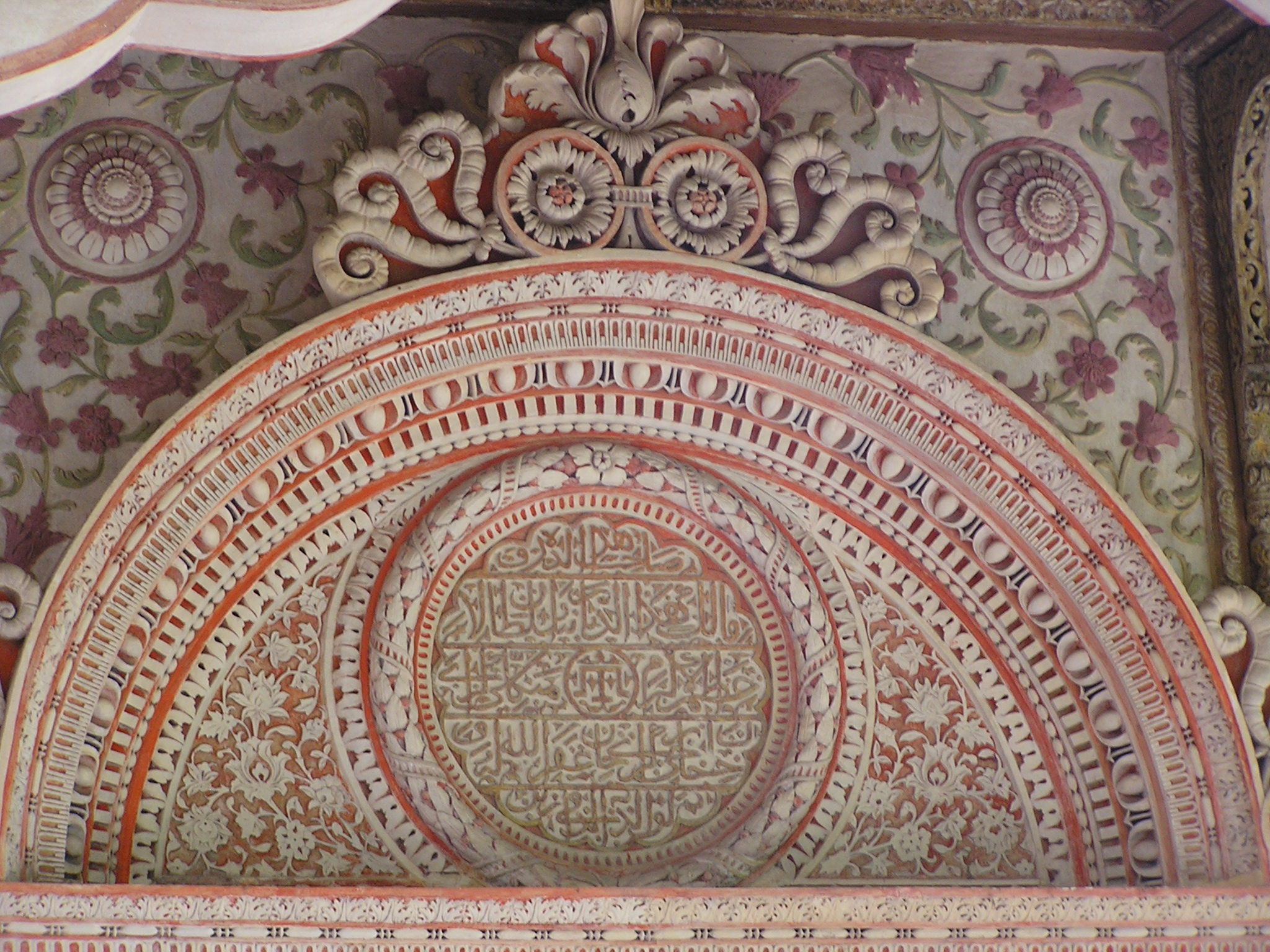
Надпись над аркой с тамгой Гераев
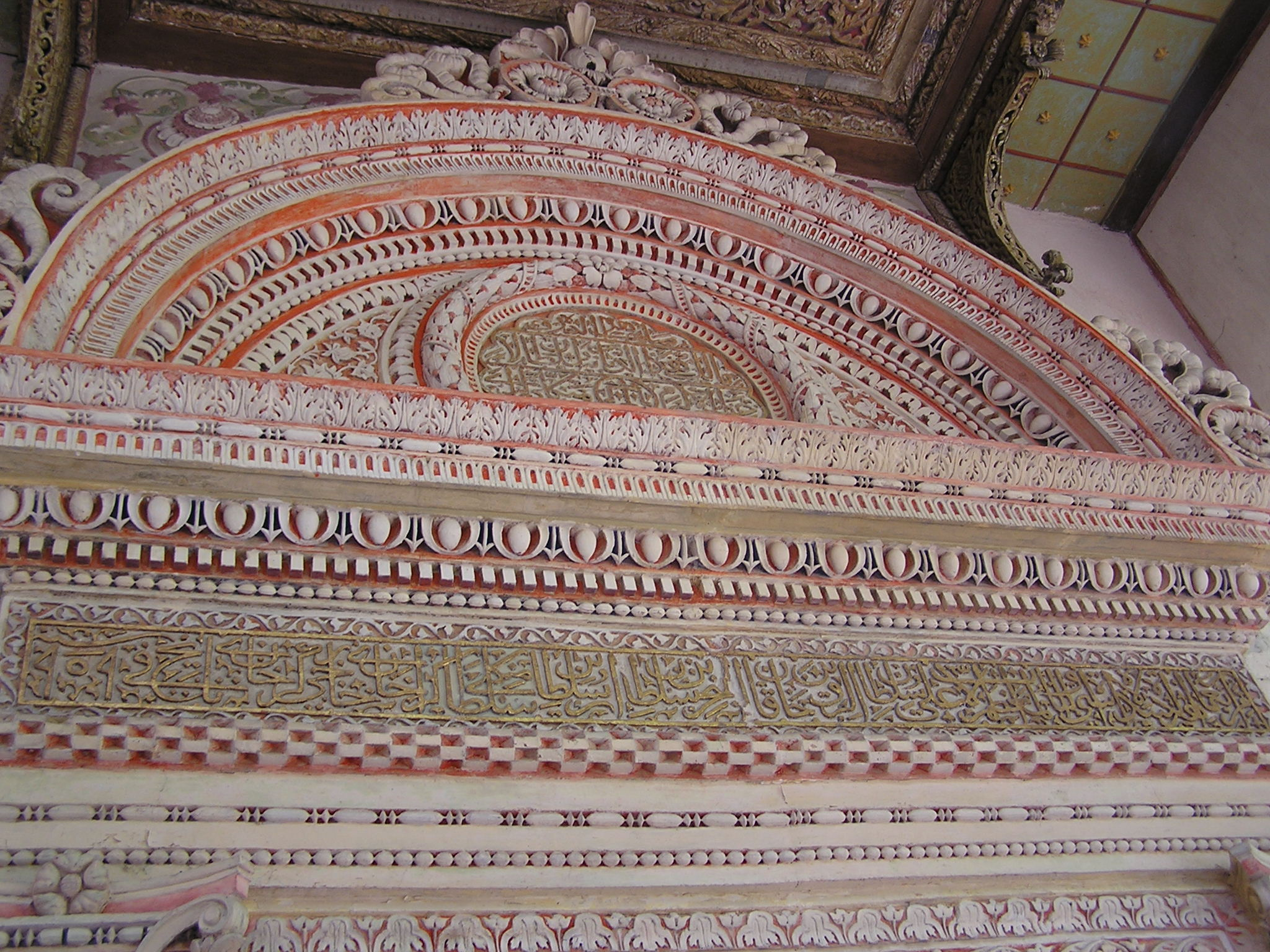
Надпись с датировкой

### Зал Дивана
Зал Дивана (крымскотат. Divan hanesı) предназначался для заседаний государственного совета (Дивана). Для хана по центру южной стены был установлен трон, обтянутый цветным сукном и украшенный золотым шитьём. Слева и справа от трона стояли низкие диваны для приближённых хана. Для беев, входивших в Диван, вдоль стен были установлены длинные скамьи.
На северной стене над входом в зал Дивана находится узкий решетчатый балкон (хор), который, по легенде, использовался ханом для подслушивания заседаний дивана, когда они проходили в его отсутствие. Такой же балкон ранее был и на южной стене.
Потолок деревянный, наборный. Во всех стенах были проделаны окна, которые шли в два ряда и были оформлены витражами. До наших дней сохранились окна в восточной стене.
До сожжения дворца фельдмаршалом Минихом пол зала Дивана был выложен из мраморных плит, в центре зала был расположен квадратный бассейн с фонтаном, а стены были украшены фарфоровыми изразцами. В 1742 году помещение зала Дивана было восстановлено. Изначально росписи стен и потолка имитировали мрамор и изображали виноградные гроздья. Те росписи, которыми оформлен зал в настоящее время, были созданы в XIX веке.
В 1917 году в зале Дивана курултай крымских татар провозгласил создание независимого крымскотатарского правительства.

Зал Дивана
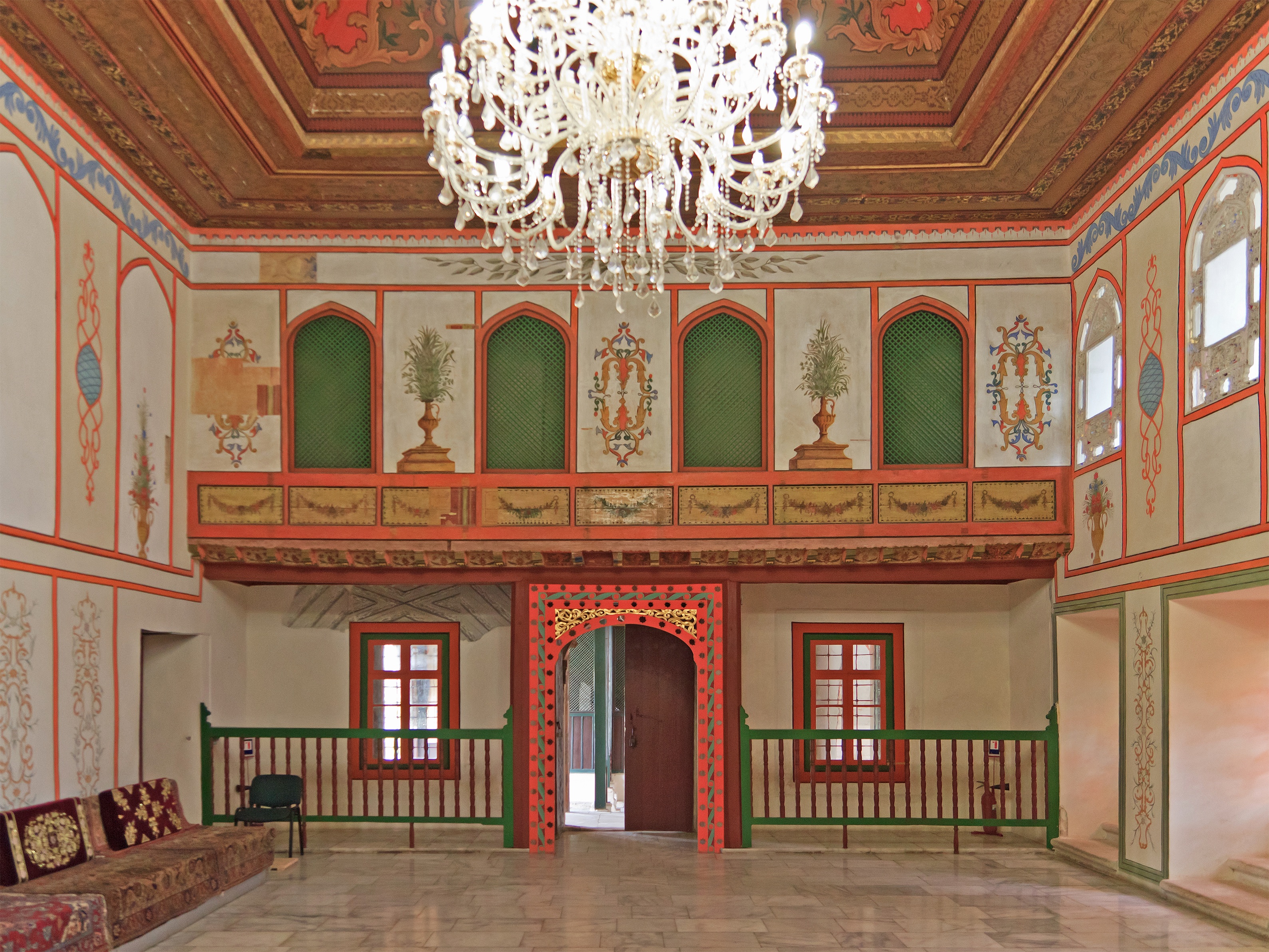
Вид на северную стену с балконом
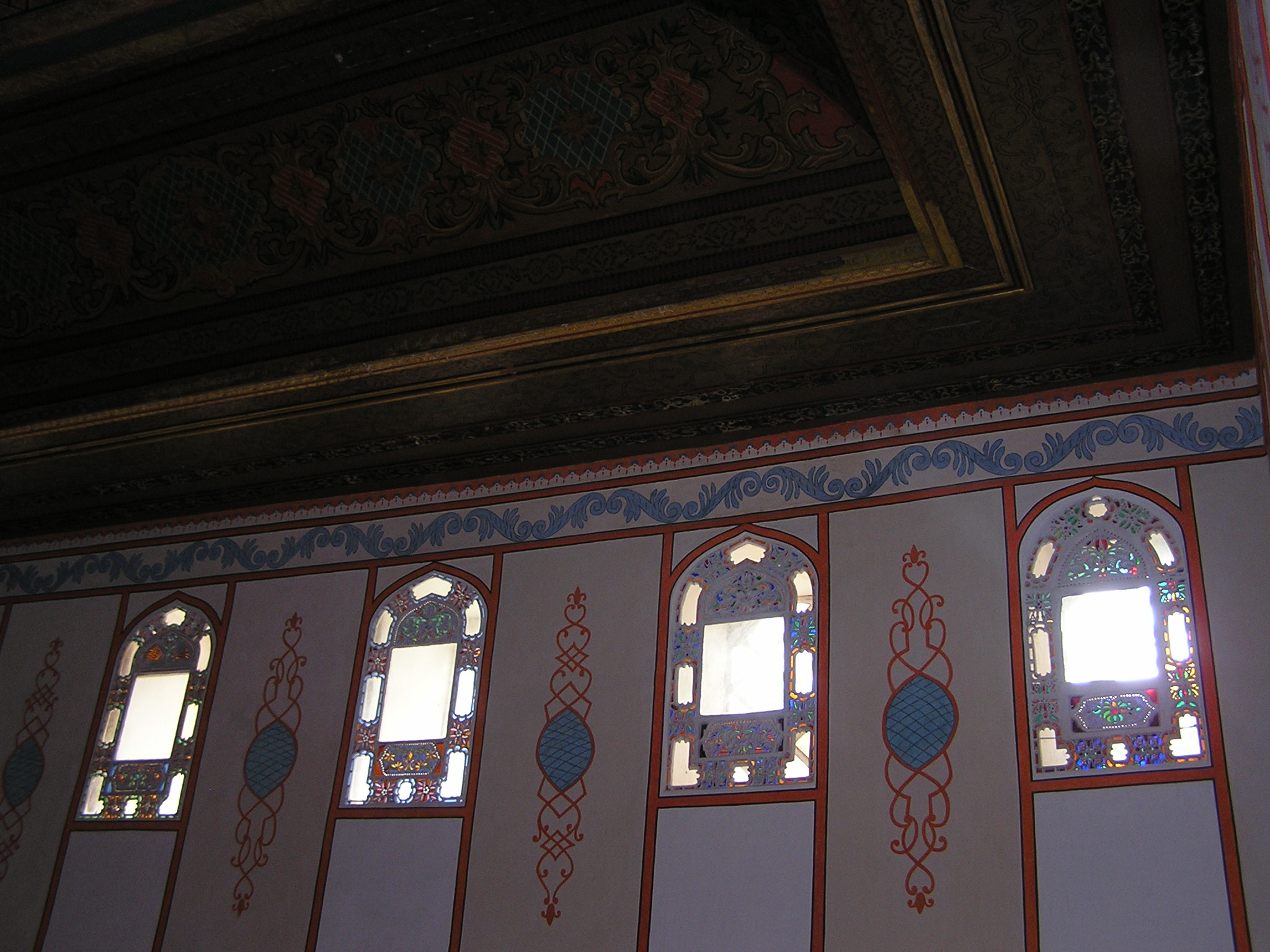
Окна на восточной стене
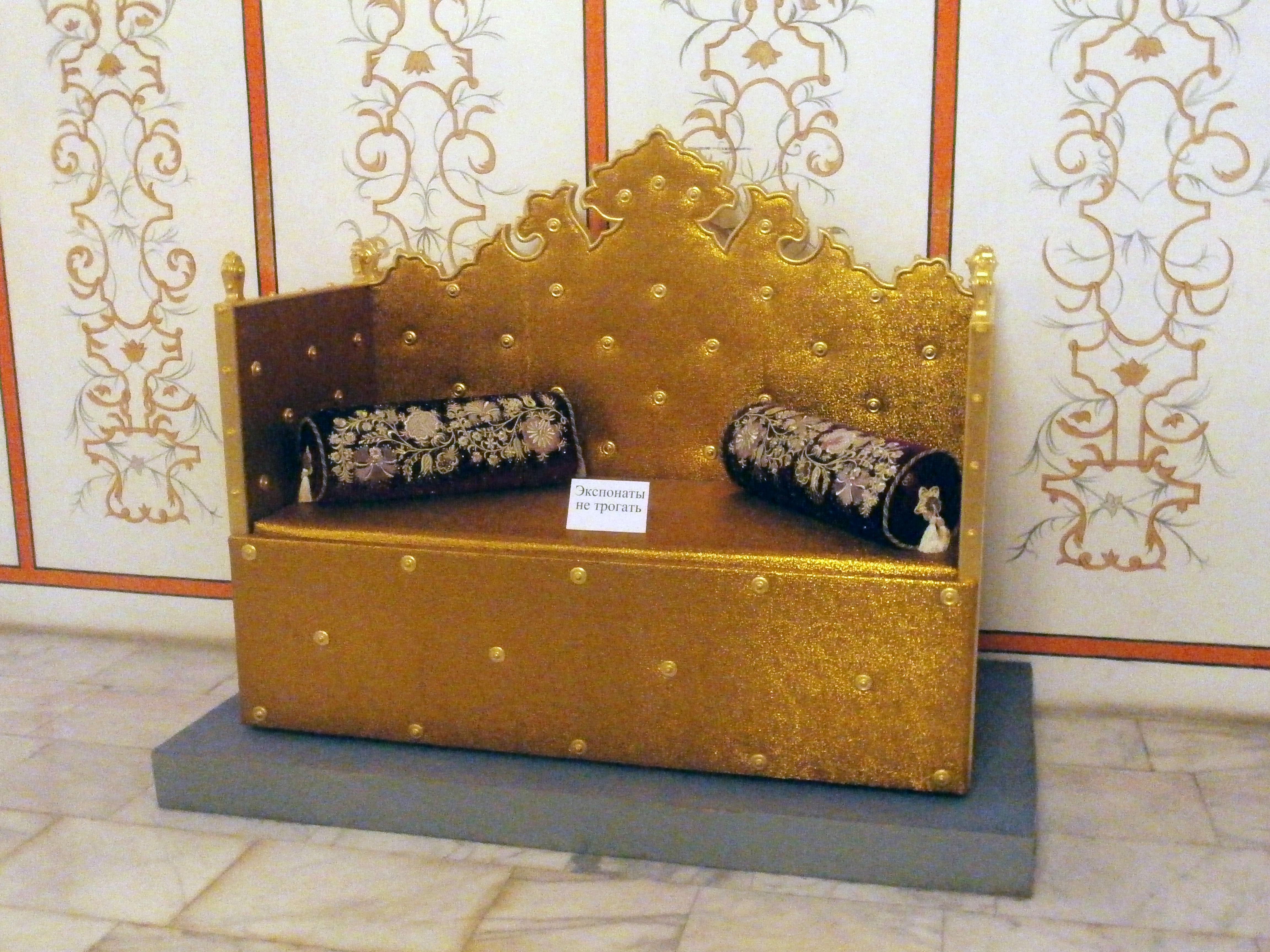
Трон
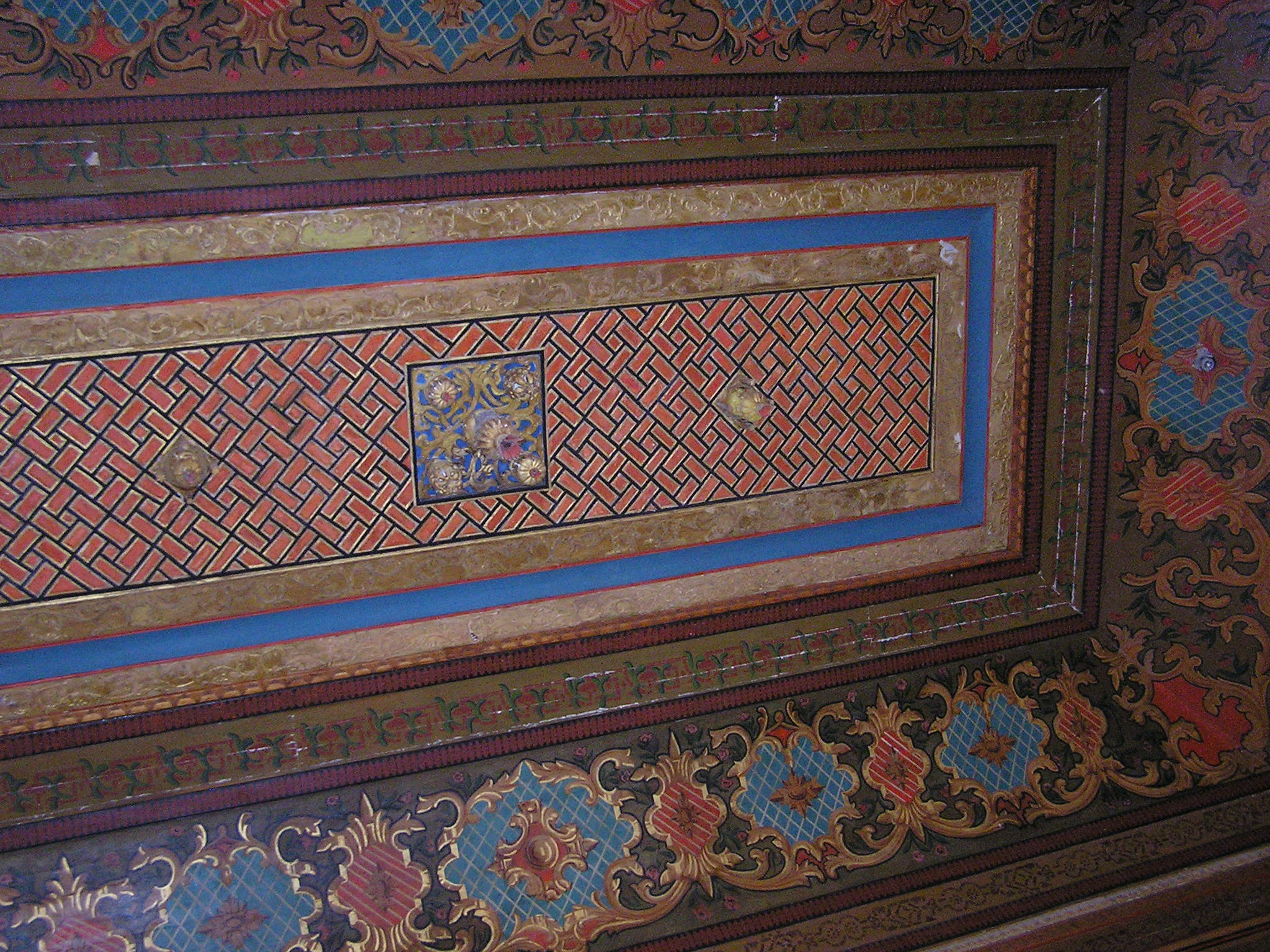
Потолок зала Дивана

### Летняя беседка
Летняя беседка была построена в Бассейном дворике для отдыха. В центре беседки расположен квадратный бассейн с резным фонтаном из белого мрамора. Вдоль стен стоят диваны. Сначала беседка была открытой и одноэтажной. Колонны были увиты плющом. В 1821—1831 годах между её колоннами сделали дощатые перекрытия и застеклили витражами. Также был достроен второй этаж, в котором находится Золотой кабинет. Резной потолок беседки был выполнен мастерами Михаилом Кладо и Василием Дорофеевым.
В 1962 году проводилась реставрация летней беседки, при которой открыли её первоначальную роспись. На этой росписи изображены: домики, воздушные мостики, группы кипарисов, беседки.

Летняя беседка
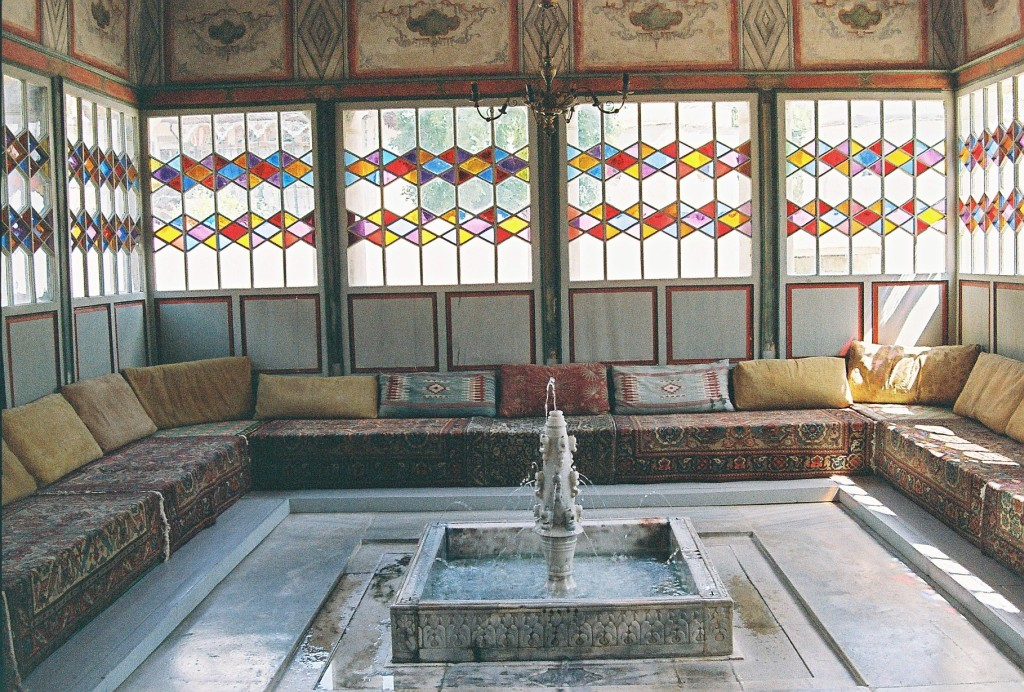
Интерьер беседки
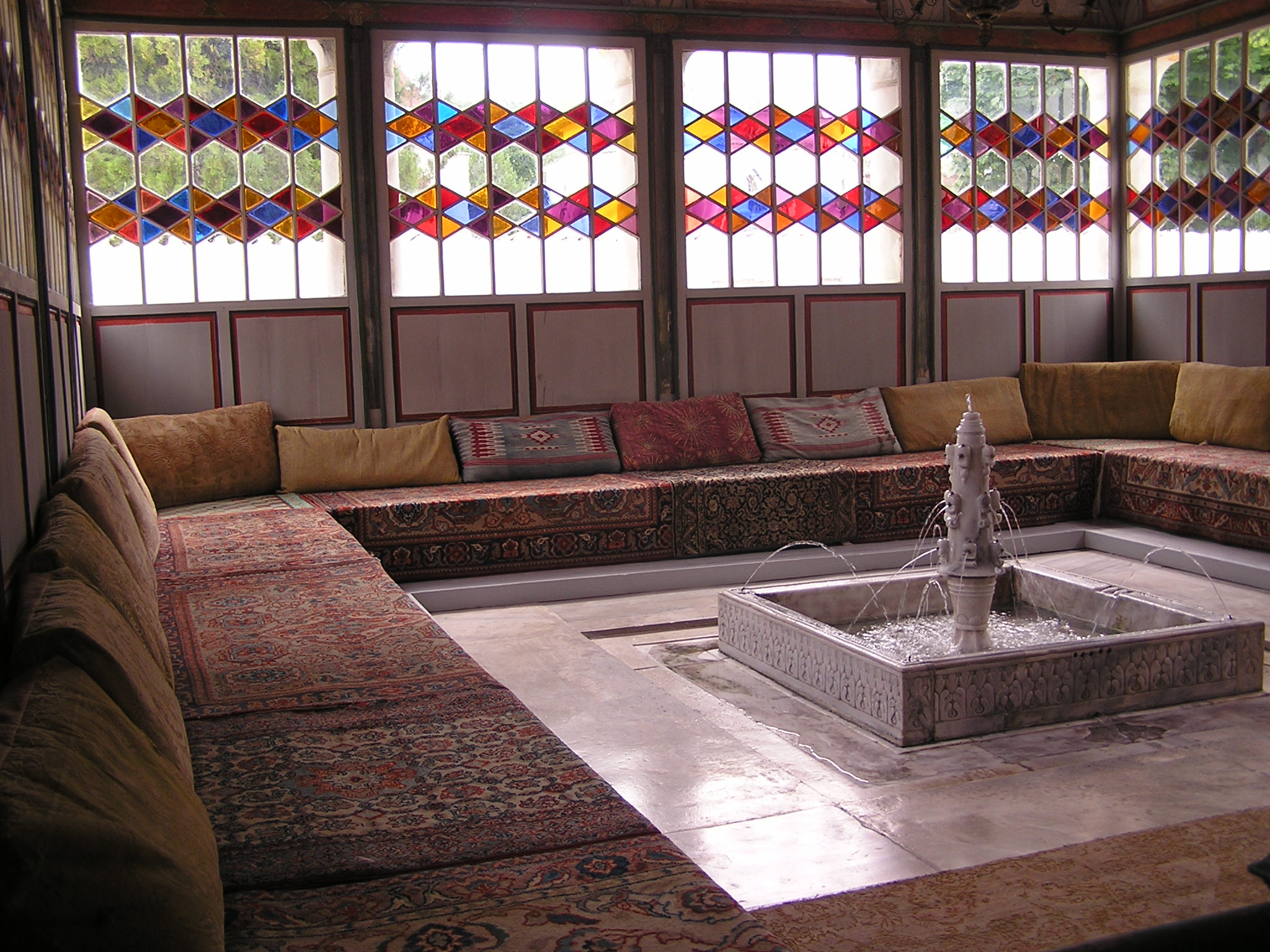
Диваны
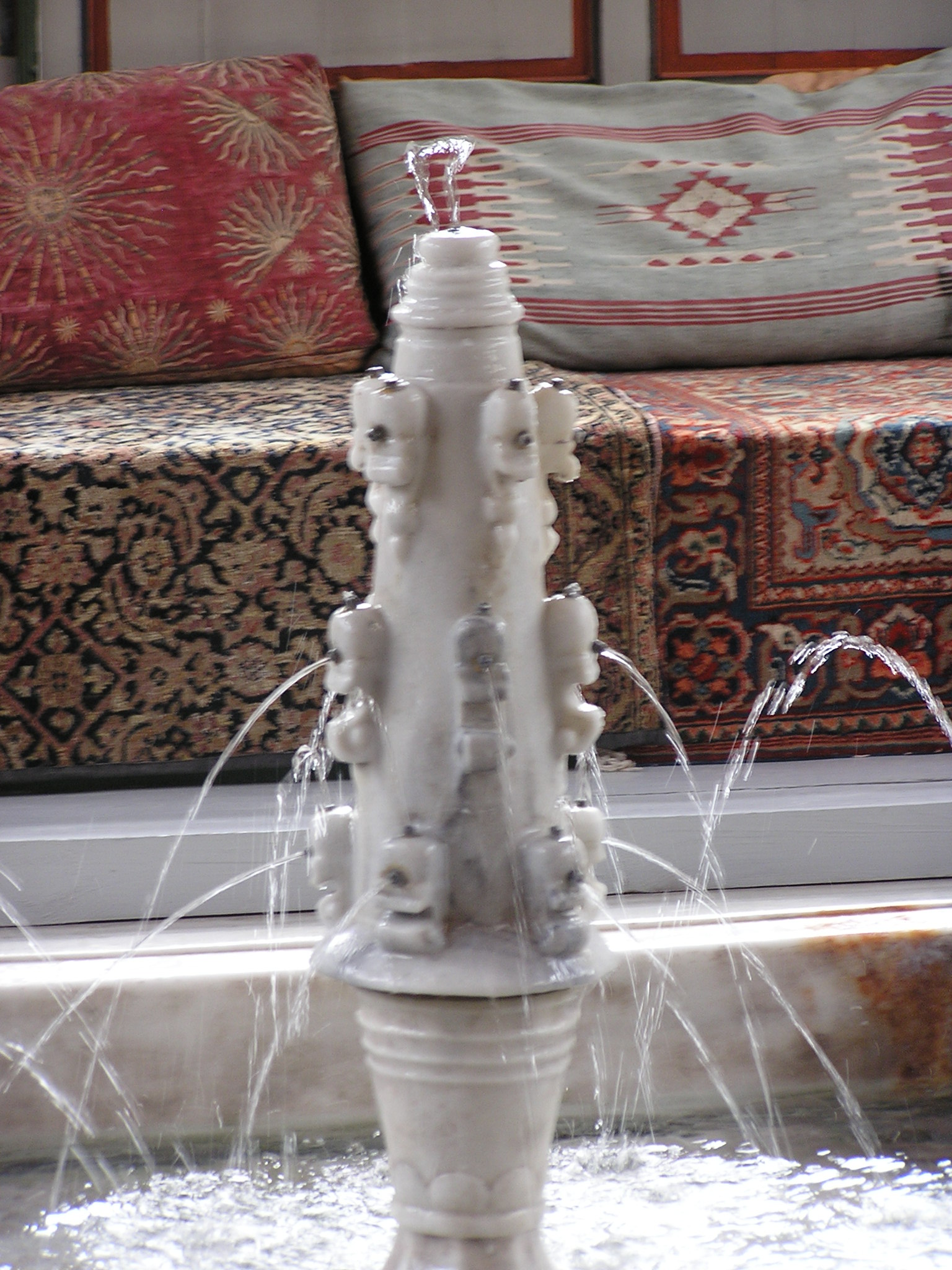
Фонтан
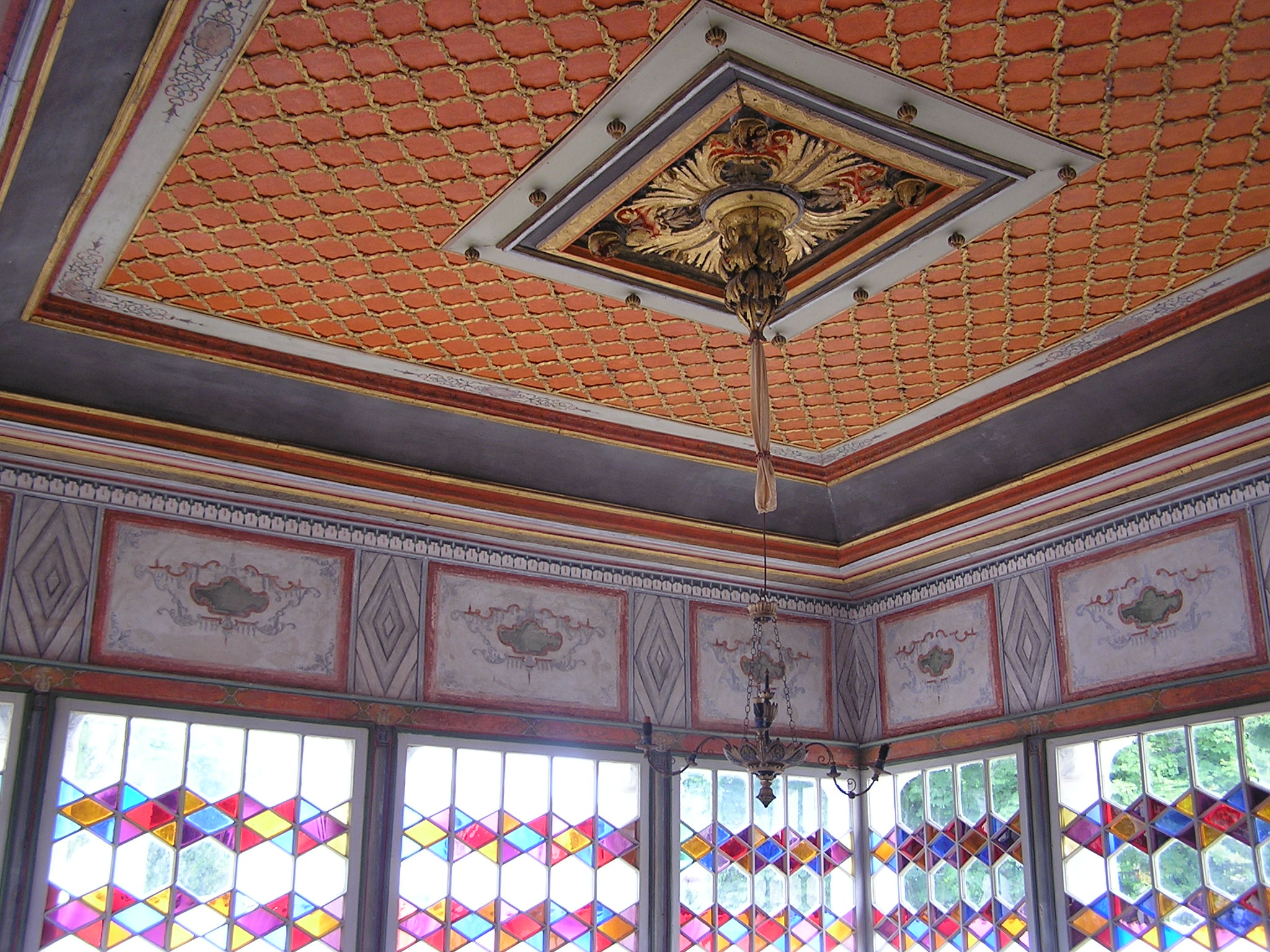
Потолок беседки

### Золотой кабинет

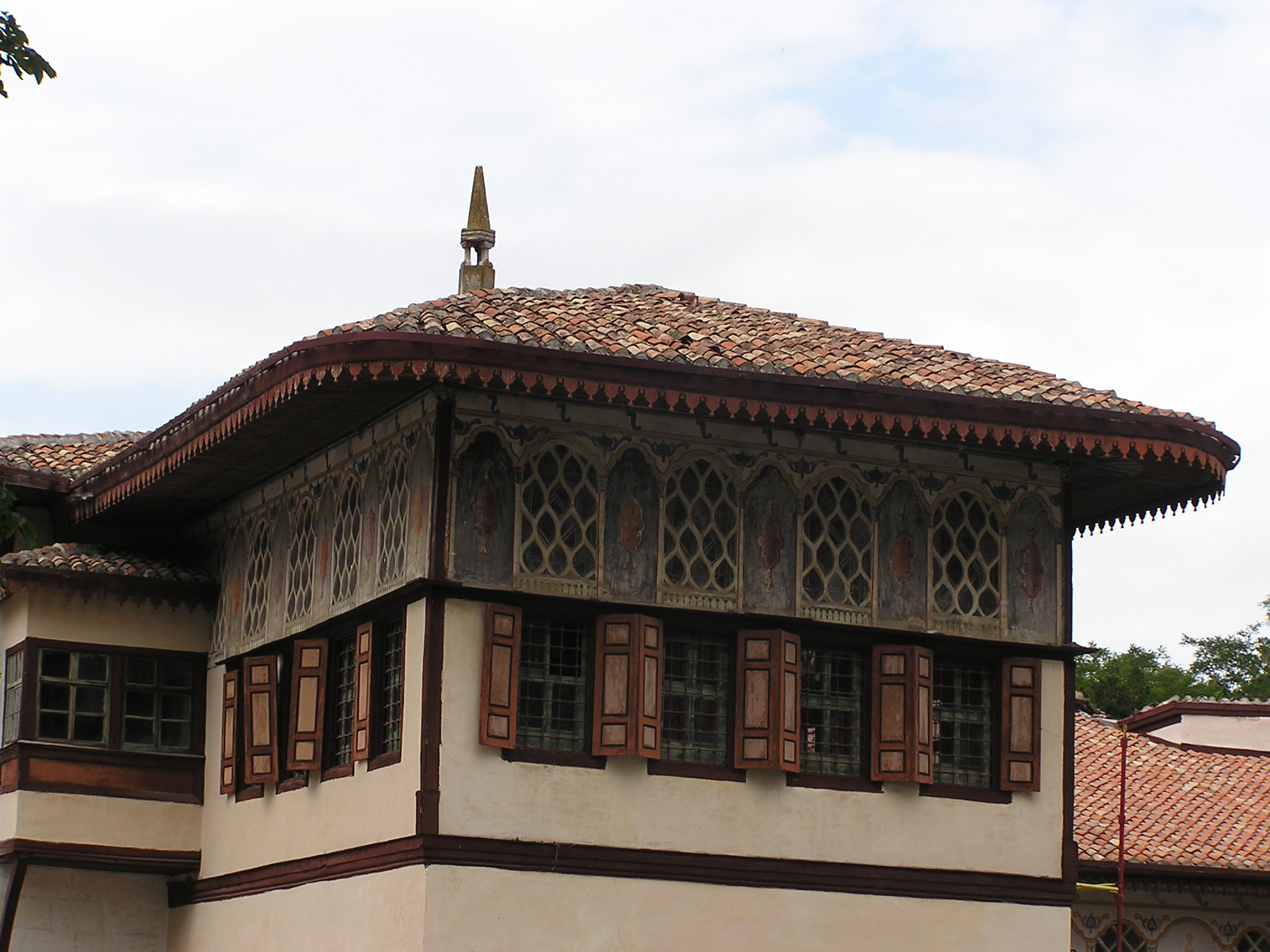
Вид на Золотой кабинет снаружи

Золотой кабинет находится на втором этаже над летней беседкой. Его оформление — результат работы иранского зодчего Омера. В Золотом кабинете резной деревянный потолок, к которому прикреплена люстра из хрусталя. Всего в кабинете 24 окна, застеклённых цветными стёклами и расположенных в два яруса на трёх стенах. Под окнами стоят диваны, обитые бархатом.
На стенах лепнина из алебастра, изображающая вазы с фруктами. По карнизу вдоль трёх стен тянется поэтическая надпись на арабском языке в честь Крыма Герая. Вдоль одной из стен стоят шкафы с посудой; в ней же сделаны камин и входная дверь. Над входной дверью в застеклённых антресолях стояла изготовленная из воска композиция зимнего сада из искусственных миниатюрных деревьев, цветов и птиц. Во время немецкой оккупации Крыма она исчезла.

### Малая ханская мечеть
Малая ханская мечеть (крымскотат. Kiçik Han Cami) располагается в главном корпусе и была предназначена для представителей ханской семьи и ближайших сановников. Постройка малой мечети датируется XVI веком, а росписи — XVII—XVIII веками. В росписях мечети используются только растительные и декоративные орнаменты. Купол парусный, опирается на барабан-восьмигранник, сложен из плинфы, расписан в конце XVIII века мастером Омером.
В южной стене расположен михраб, в верхней части которого вырезано семь орнаментированных поясов, символизирующих семь уровней небес. Над михрабом есть витраж, на котором изображена печать Сулеймана (гексаграмма). На стенах малой мечети были обнаружены выцарапанные изображения лодок с парусами, лошадей и всадников.

Малая ханская мечеть
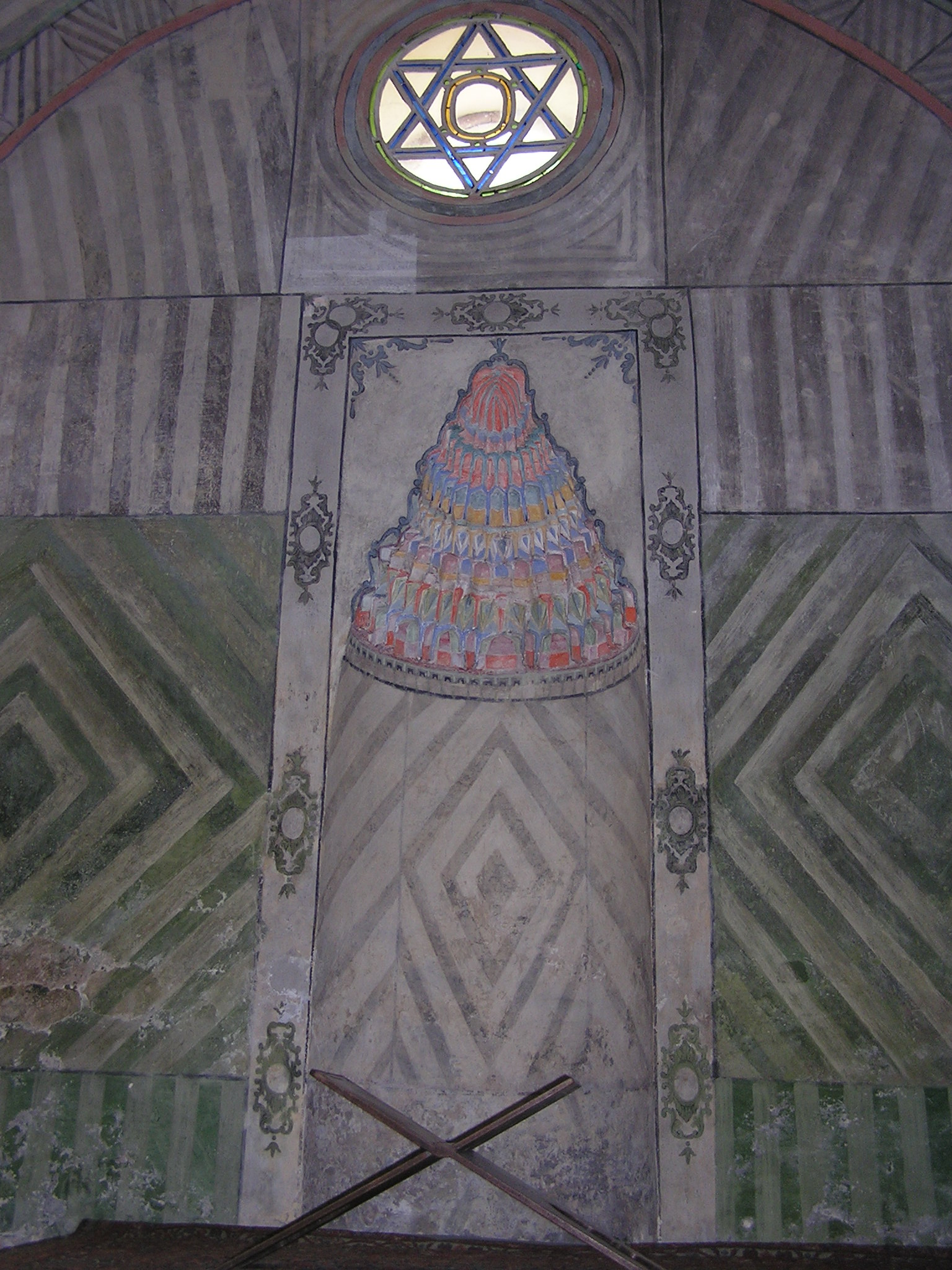
Михраб
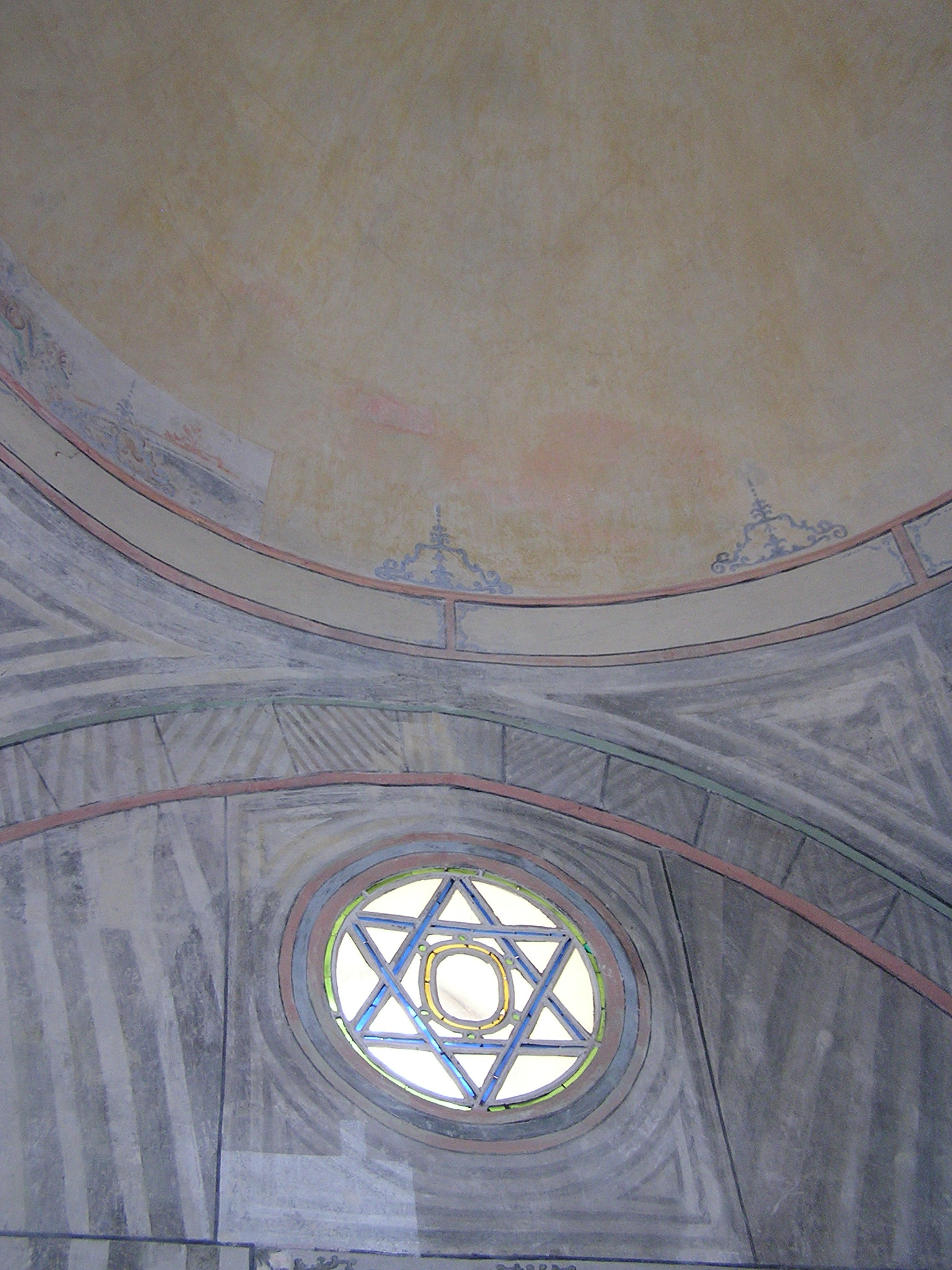
Печать Сулеймана
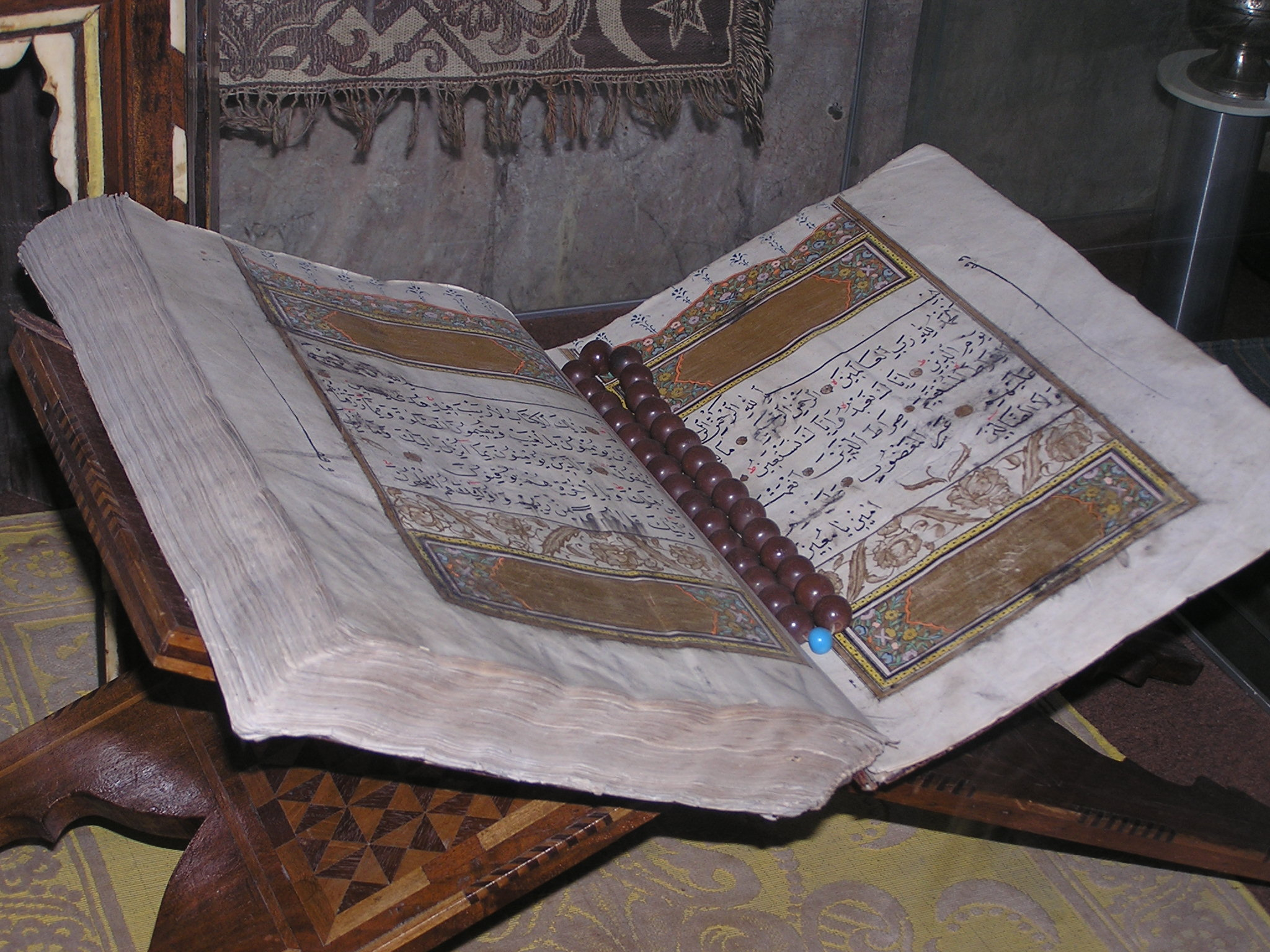
Коран
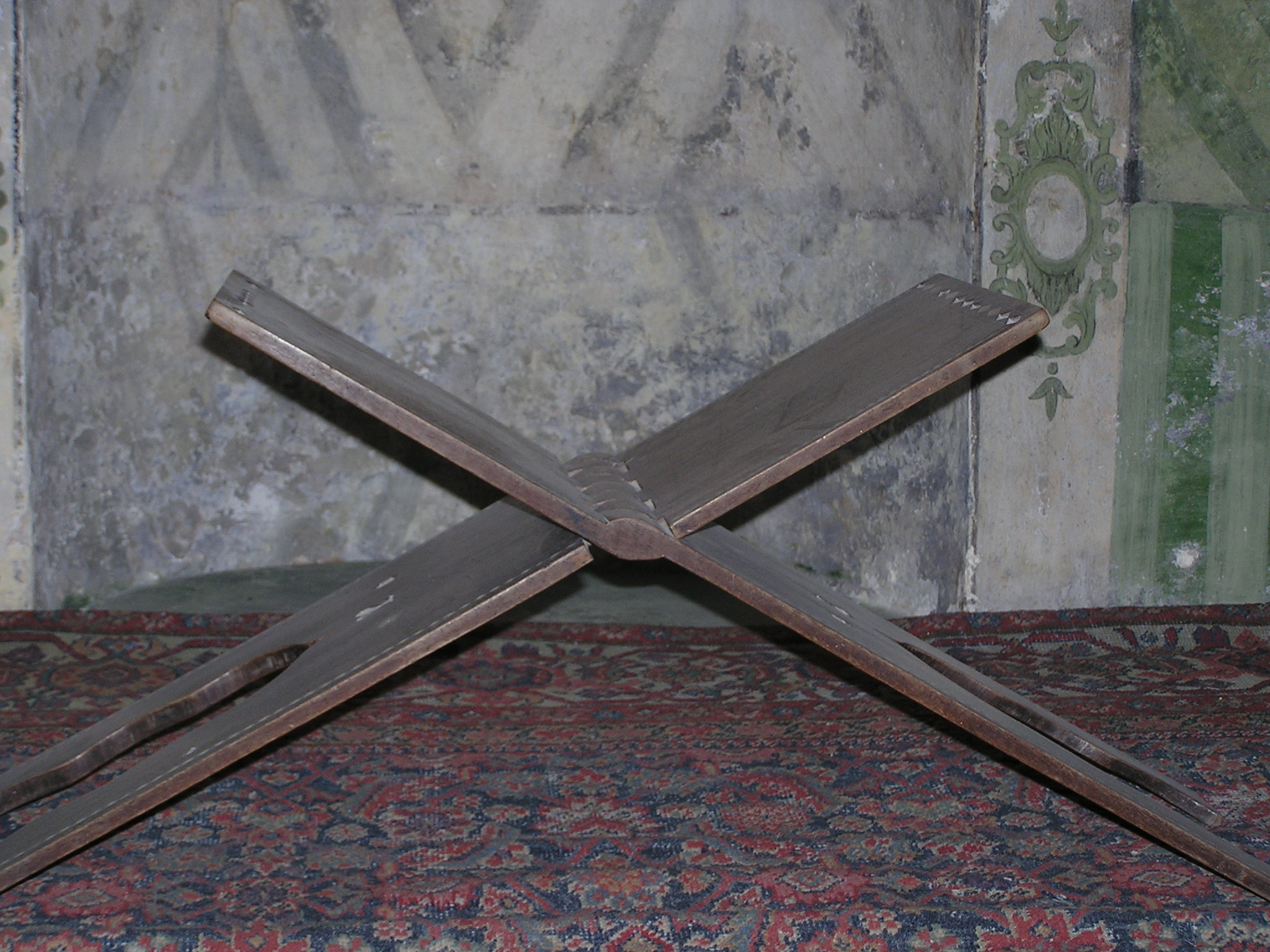
Подставка под Коран
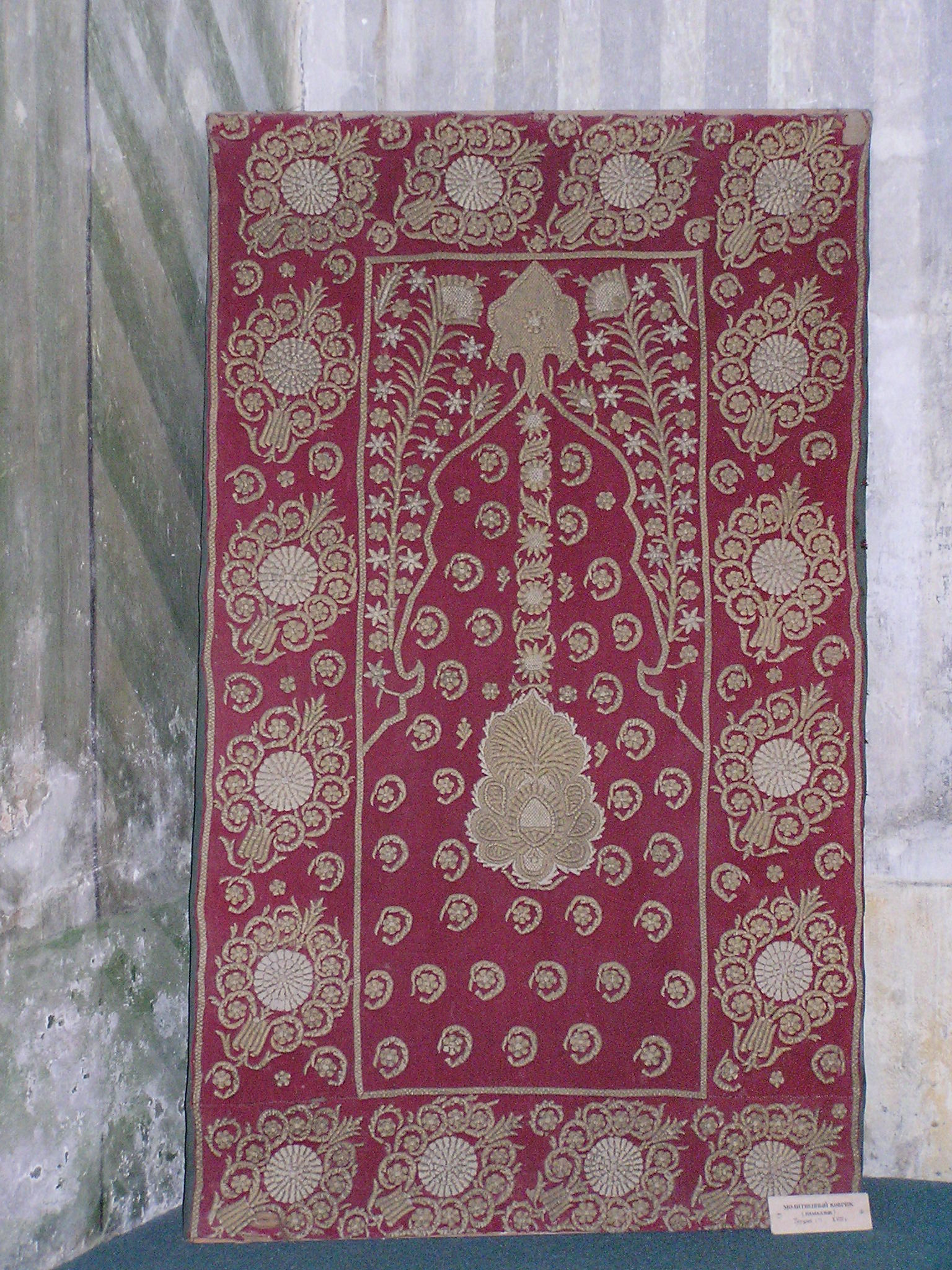
Молитвенный коврик

### Золотой фонтан
Золотой фонтан (Маг-зуб) изготовлен из мрамора и находится в фонтанном дворике возле входа в малую Ханскую мечеть. Он использовался для обряда омовения (абдест).
Фонтан назван «золотым» из-за того, что покрыт позолоченным резным орнаментом, символизирующем райский сад. В орнаменте использованы растительные мотивы: цветы, листья, фрукты, виноградные лозы. Посередине фонтана высечена крупная розетка, символизирующая вечную жизнь. Орнамент Золотого фонтана был использован на аверсе монеты, выпущенной Национальным банком Украины в честь Бахчисарайского дворца в 2001 году.

Кроме орнамента, фонтан также украшают две надписи на арабском языке. Верхняя надпись на фонтане сообщает, что фонтан был построен в 1733 году при хане Каплане I Герае: 
Каплан Герай хан, сын Эль-Хадж Селима Герая хана, да помилует Аллах его и родителей его, 1146 год

Нижняя надпись является цитатой из Корана (76:21): 
И напоил их Господь напитком чистым

Золотой фонтан
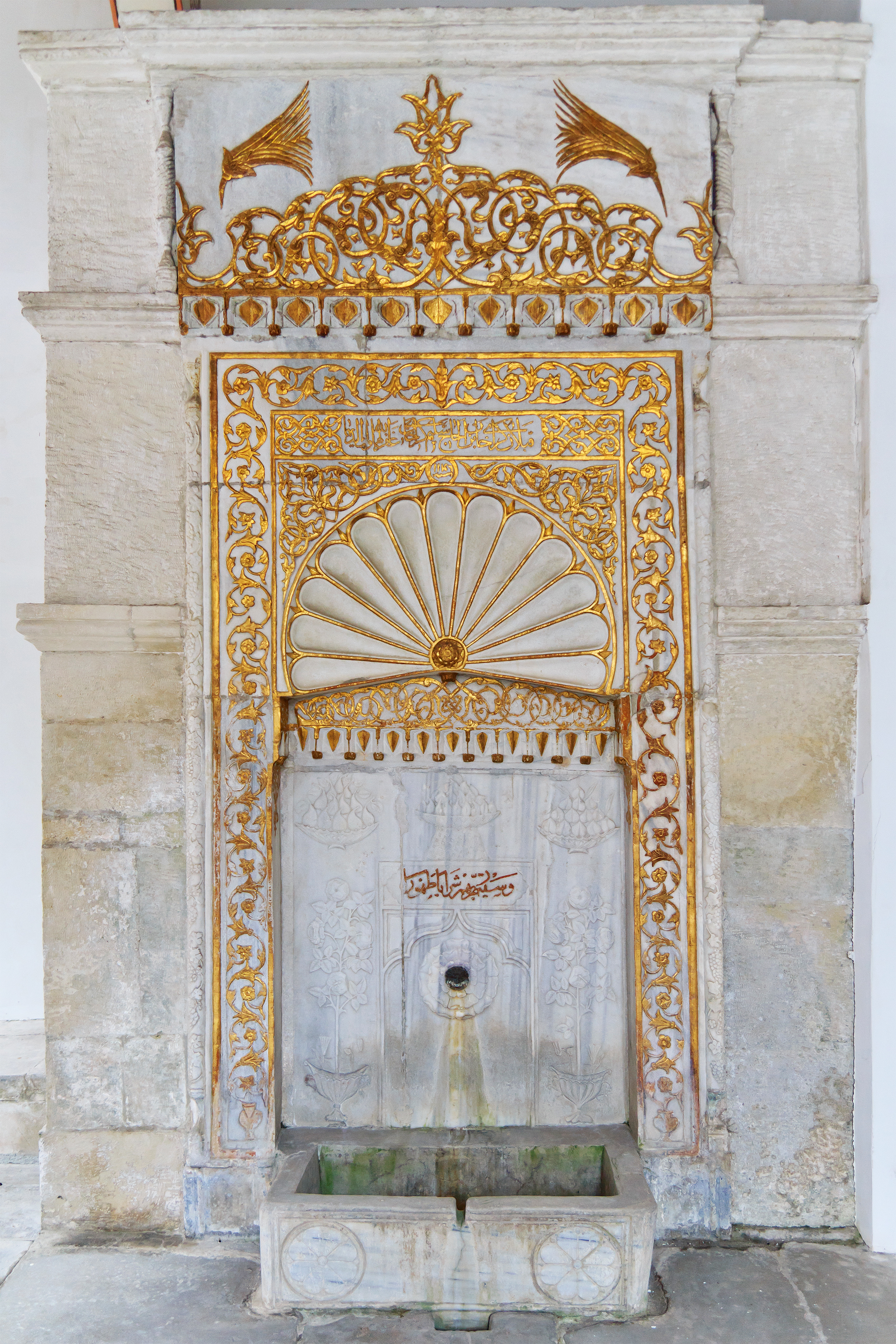
Золотой фонтан
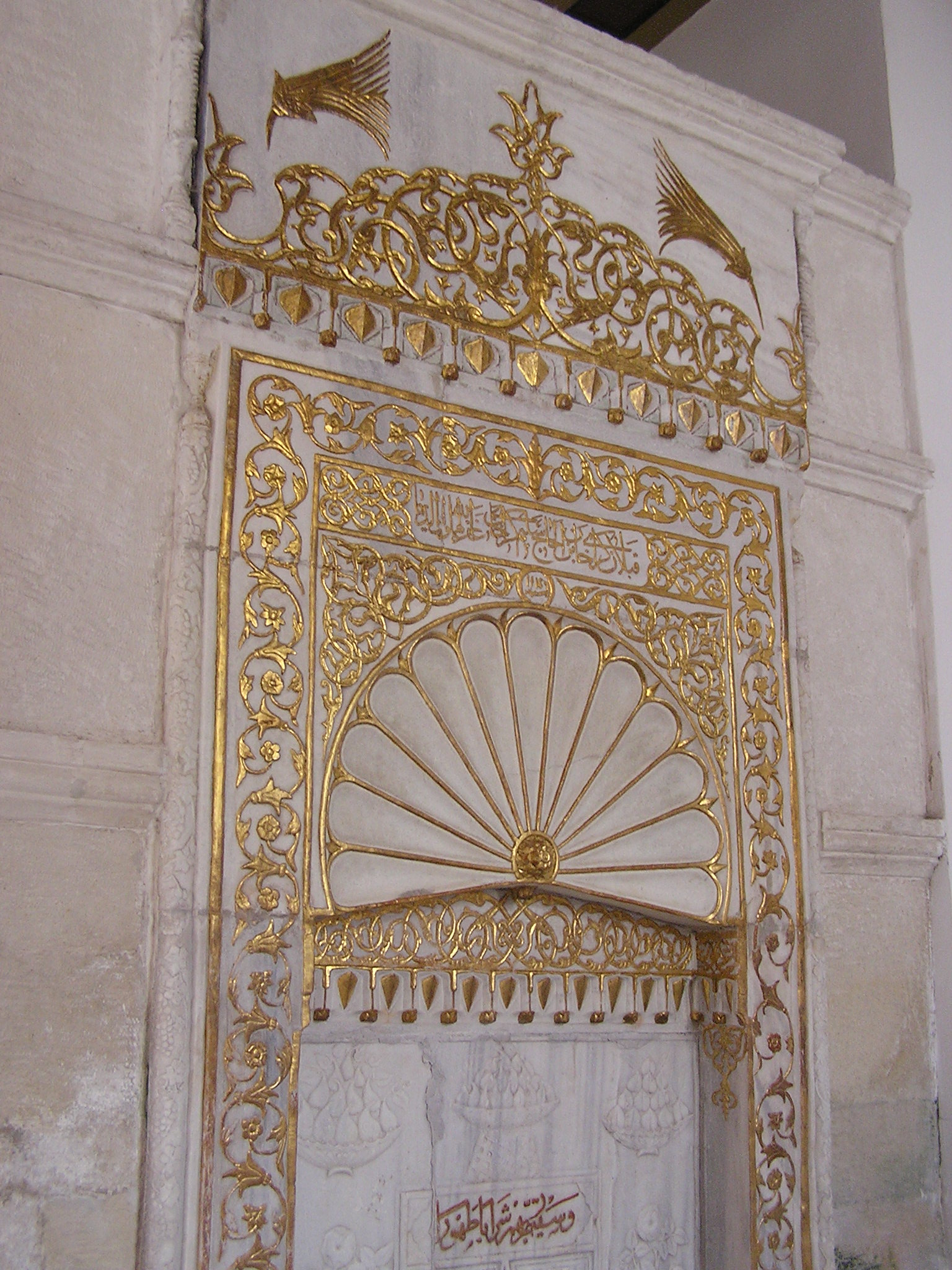
Золотой фонтан
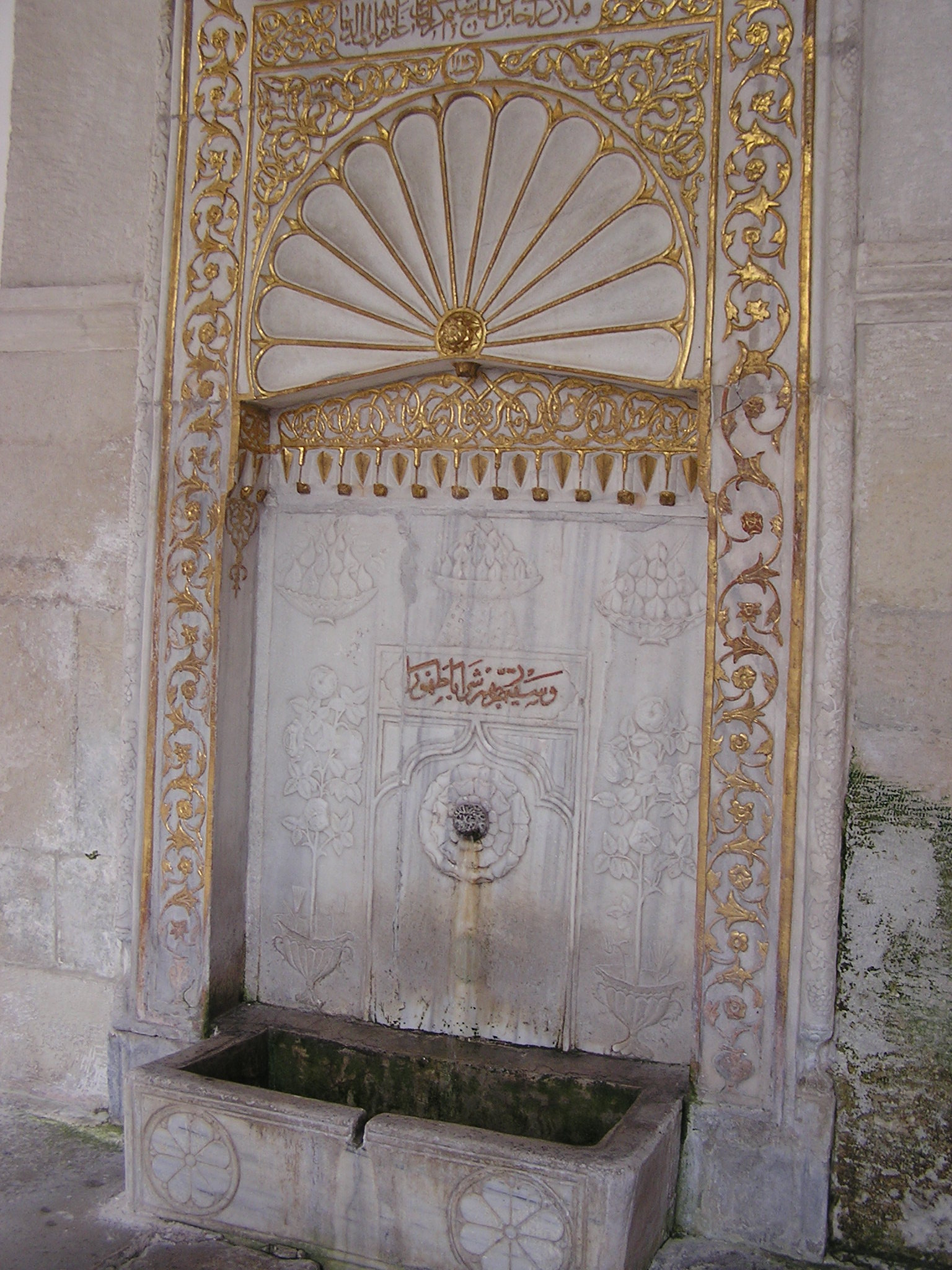
Золотой фонтан
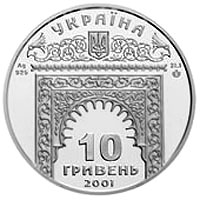
Монета Украины в честь Ханского дворца

### «Фонтан слёз»
«Фонтан слёз» был создан в 1764 году иранским зодчим Омером. Он был установлен у дюрбе Диляры-бикеч. Со временем источник, питавший фонтан на старом месте, иссяк. К приезду в Ханский дворец Екатерины II фонтан был перенесён в Фонтанный дворик, где находится по сей день. В Бассейном дворике дворца есть похожий фонтан.
По легенде, Диляра была любимой женой Крыма Герая, которую отравила соперница. Фонтан, созданный в честь жены, должен был символизировать скорбь хана. Эта легенда легла в основу поэмы Александра Сергеевича Пушкина «Бахчисарайский фонтан», благодаря которой фонтан стал широко известен.
Фонтан сделан по типу «Сельсебиль» (Сельсебиль — один из райских источников, из которых, по верованию мусульман, пьют воду души праведников, павших за веру). В центре расположен мраморный цветок, из которого в большую верхнюю чашу капает вода, напоминая слёзы. Из большой чаши вода попадает в две меньшие по размеру, оттуда — снова в большую, и так несколько раз. Наполнение чаши водой символизирует наполнение сердца горем, а изменение размеров чаш — то, что горе то усиливается, то утихает.

У подножия фонтана вырезана спираль, которая символизирует вечность. В верхней части фонтана вырезано стихотворение поэта Шейхия в честь хана Крыма Герая, а в нижней части фонтана — 18-й стих из 76-й суры Корана: 
В раю праведные будут пить воду из источника, называемого Сельсебиль

Фонтан Слёз
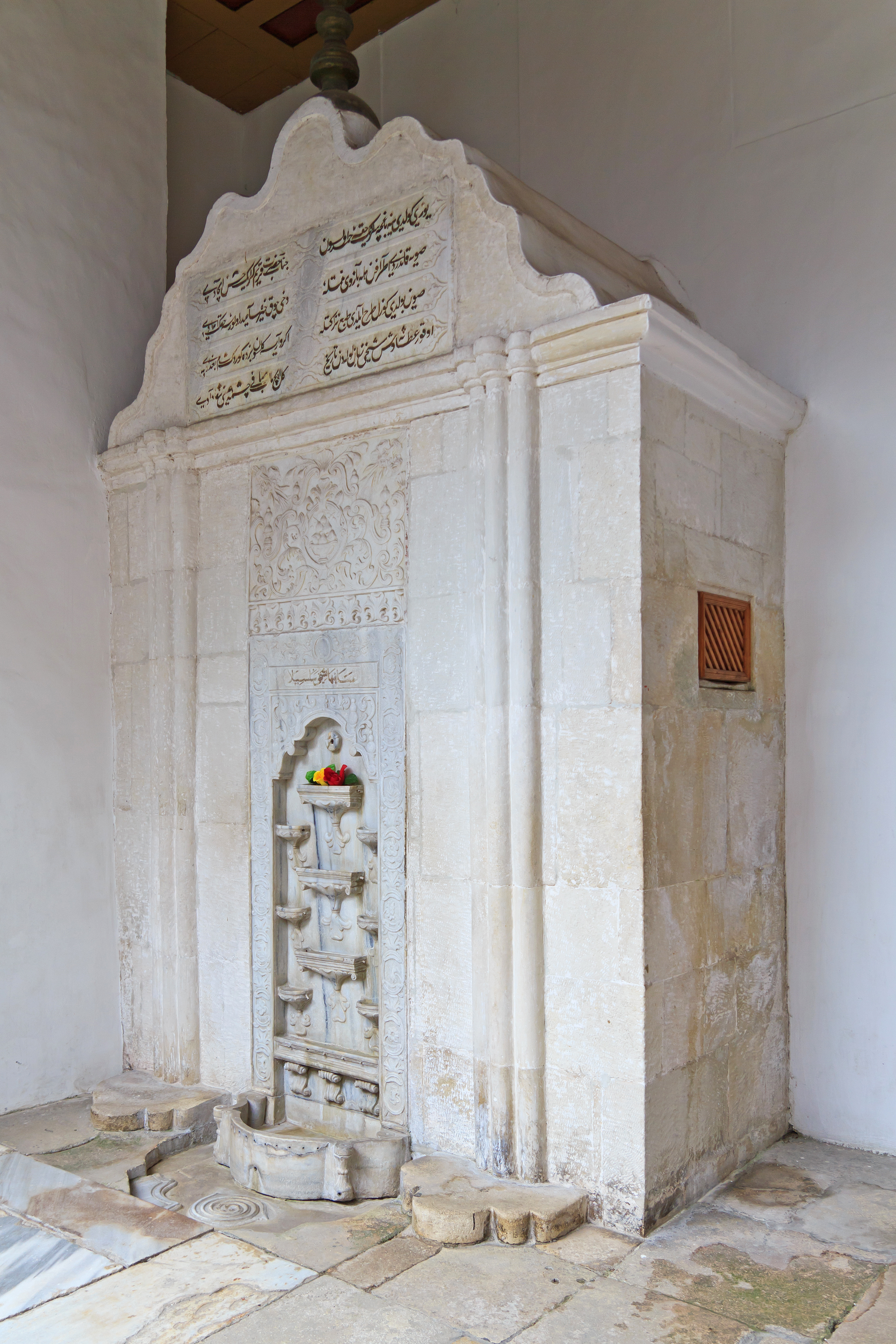
«Фонтан Слёз»
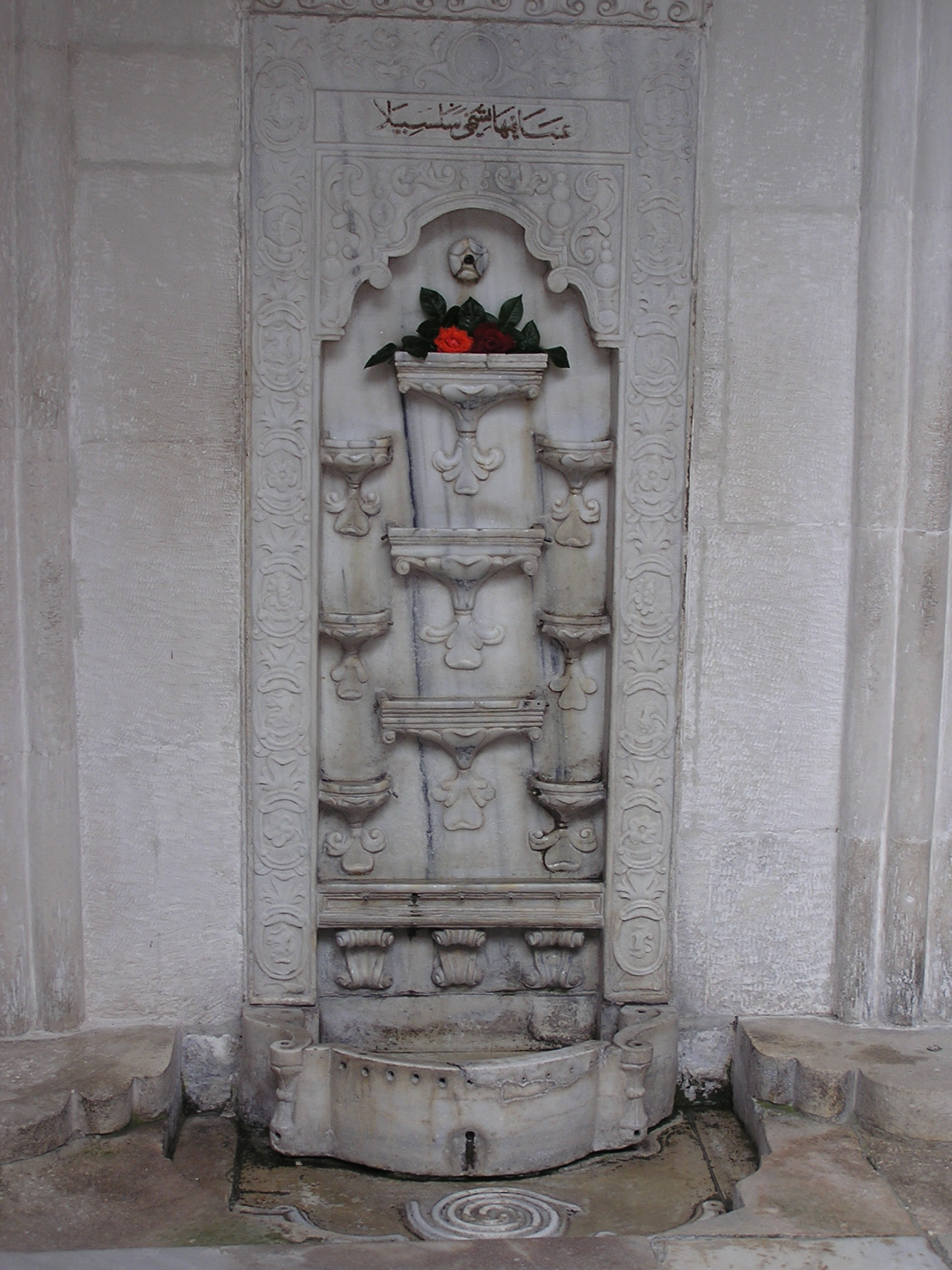
«Фонтан Слёз»
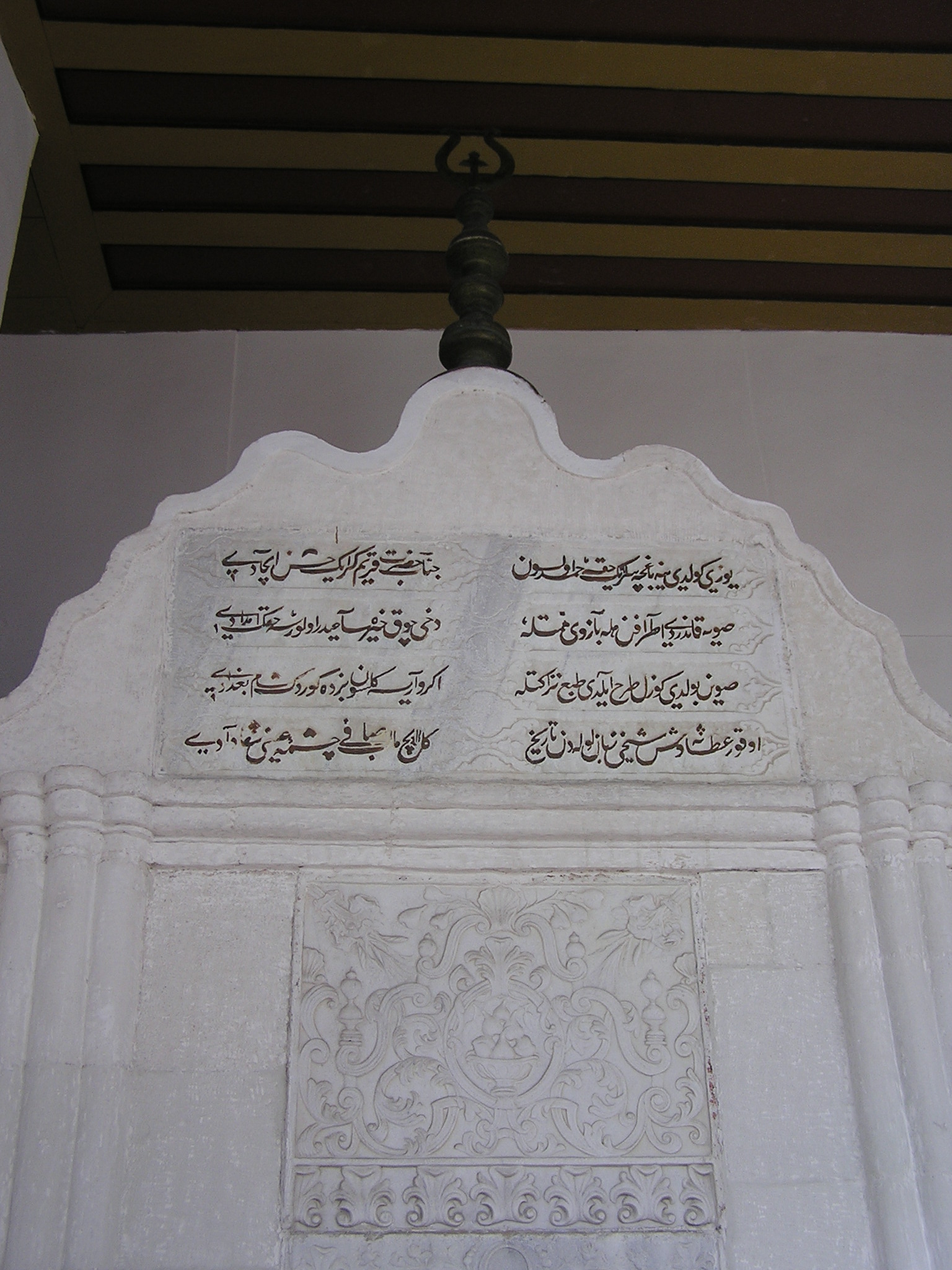
Стихотворение в верхней части в честь Крыма Герая
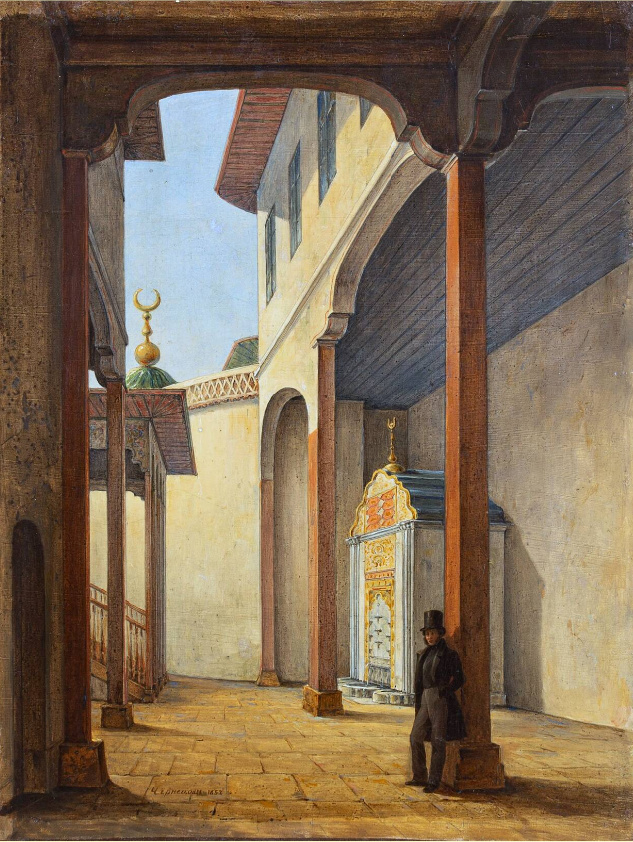
Чернецов Григорий Григорьевич и Чернецов Никанор Григорьевич. «Пушкин в Бахчисарайском дворце», 1837 год
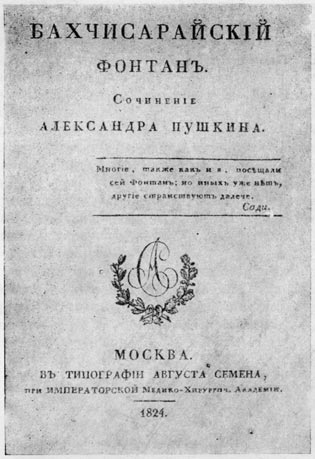
Титульный лист первого издания «Бахчисарайского фонтана» А. С. Пушкина

### Гаремный корпус
Гарем (крымскотат. Arem) размещался в четырёх больших зданиях. В XVIII веке в нём было 73 комнаты. К приезду во дворец Александра I в 1818 году были снесены три обветшалых здания (70 комнат). Сохранились только трёхкомнатный флигель и беседка, которые дошли до наших дней. Здание флигеля впоследствии было отреставрировано, а на его широкой террасе для обзора туристами выставлены балконы. Во флигеле воссозданы интерьеры богатого крымскотатарского дома XVII—XIX веков: комнаты «Буфетная», «Жилая» и «Гостиная».
Гарем обнесён стенами из камня, высота которых достигает восьми метров. К южной стене примыкает Соколиная башня, из которой жительницы гарема могли видеть дворцовую площадь. Также в южной стене проделана широкая калитка в Персидский сад.

Гаремный корпус
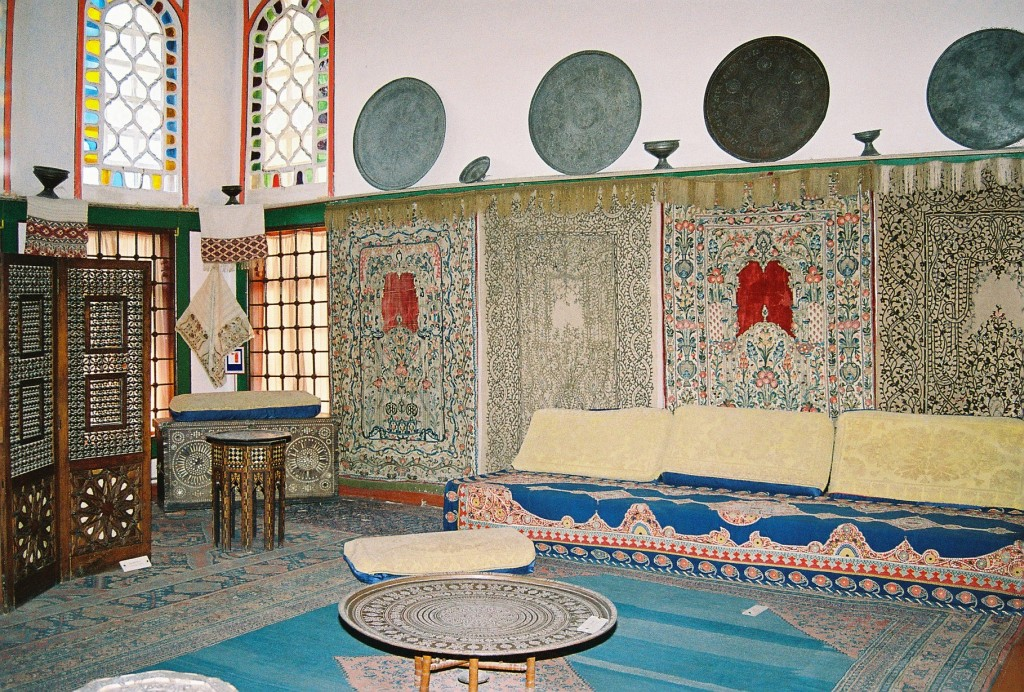
Интерьер буфетной
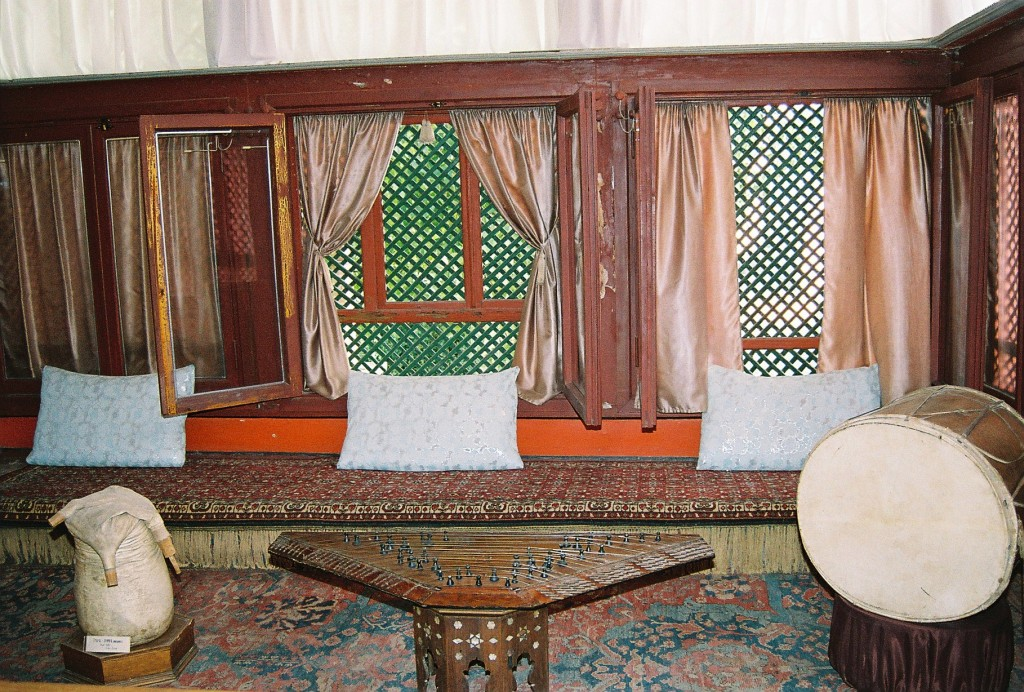
Музыкальные инструменты
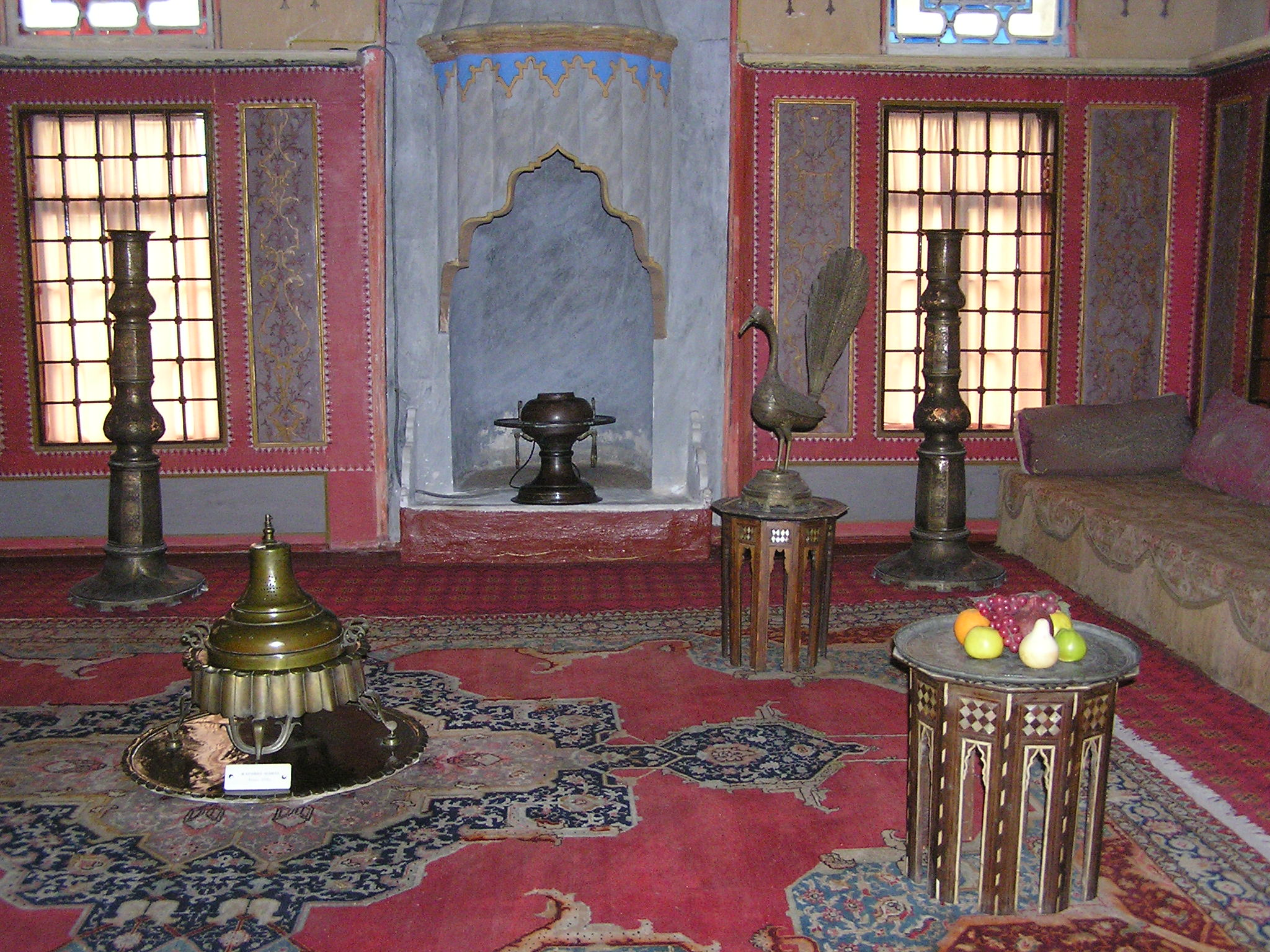
Интерьер
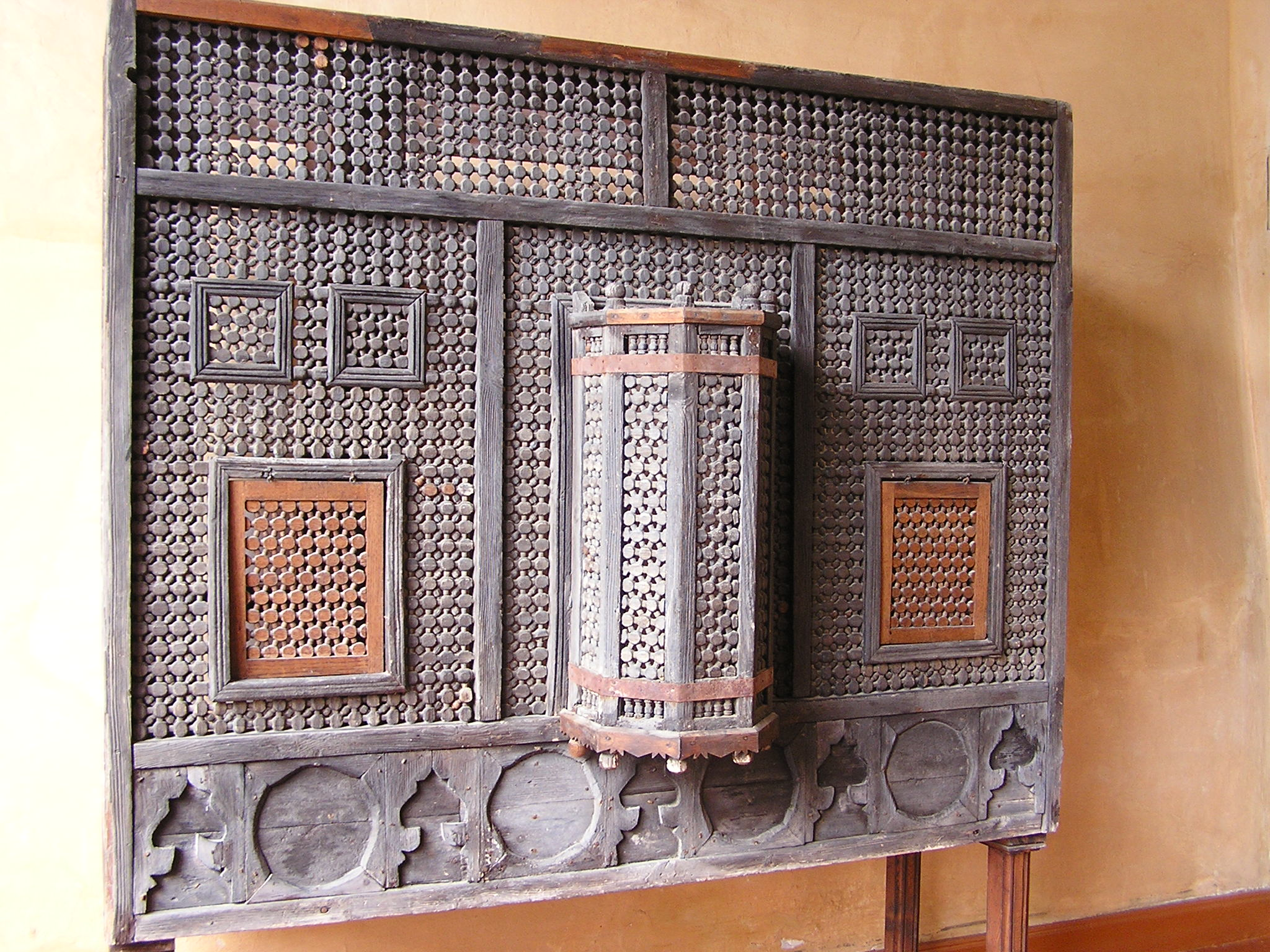
Балкон

### Жилые покои
Жилые покои занимают второй этаж главного корпуса. Также на втором этаже расположены Посольский зал, Кофейная комната и Золотой кабинет.
Комнаты имеют резные потолки и витражи на окнах, а также оборудованы каминами. Отделка помещений и планировка существенно изменились после присоединения Крыма к Российской империи.
В комнатах покоев размещена экспозиция предметов быта крымских татар. Отдельно выделены «ханская столовая» и «ханская спальня». В спальне есть альков.

Жилые покои
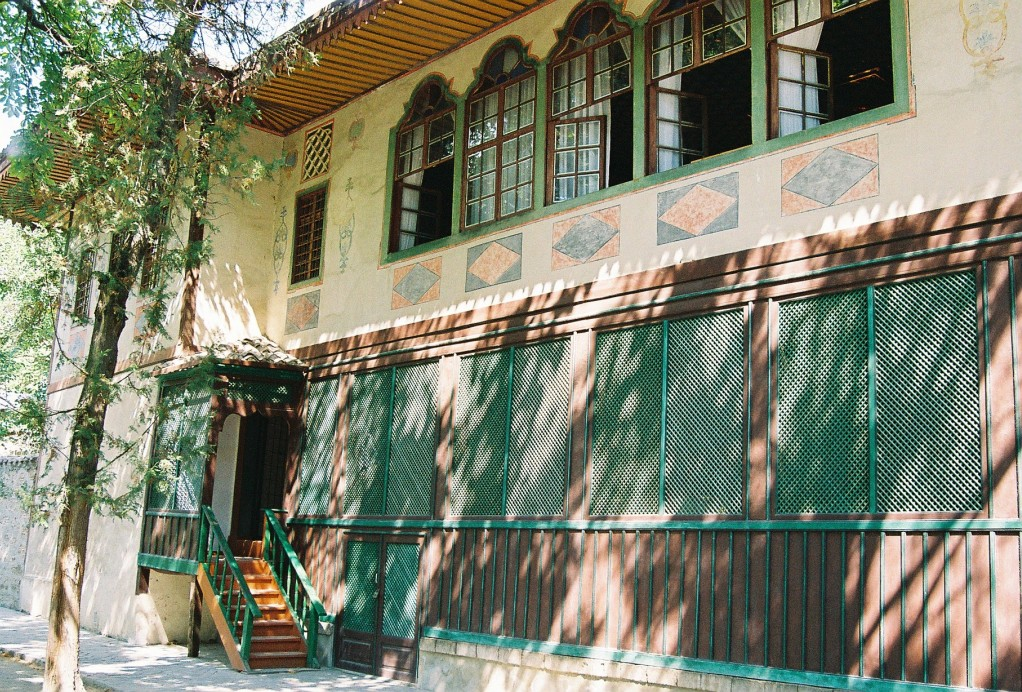
Жилые покои
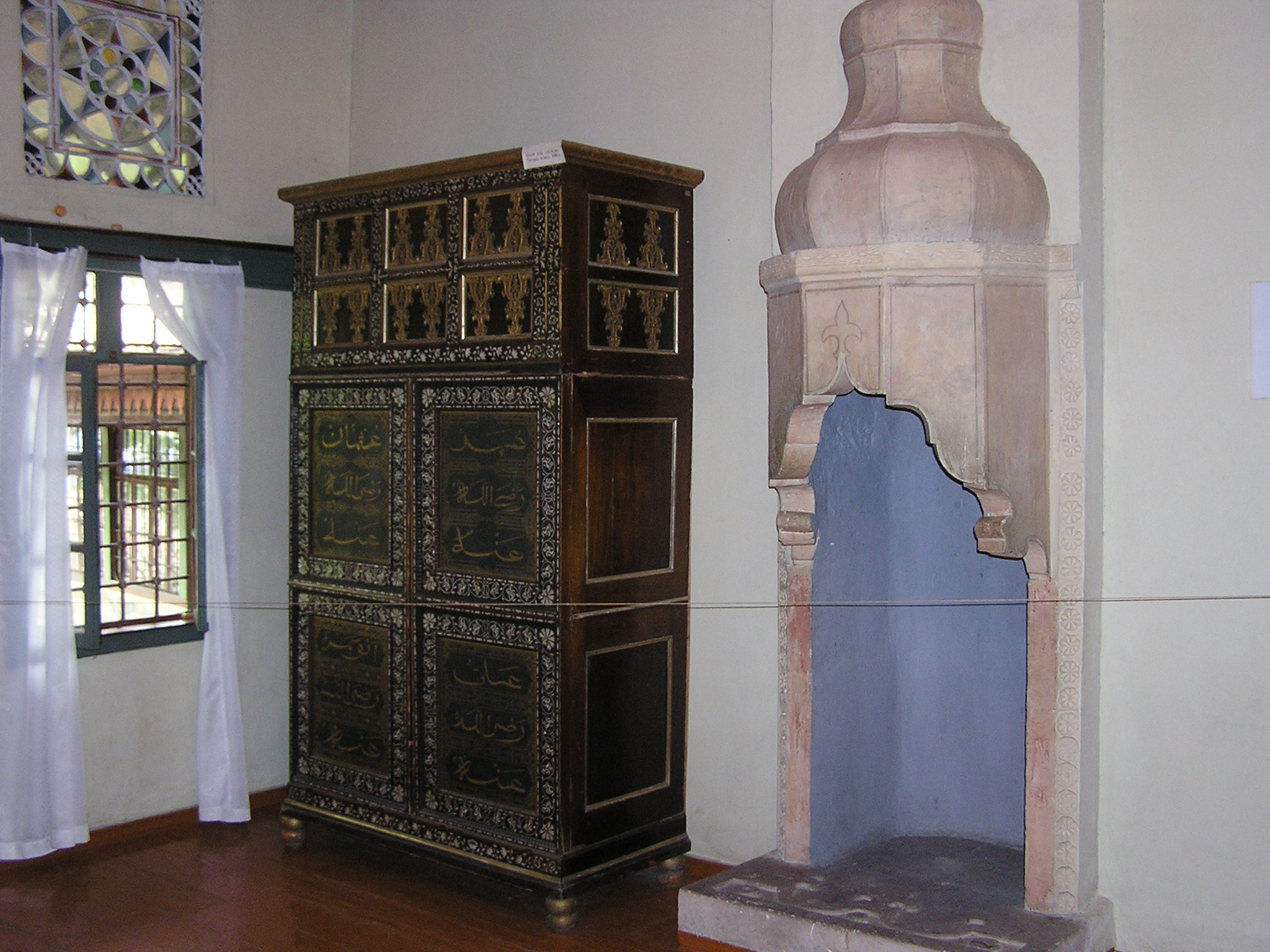
Шкаф и камин
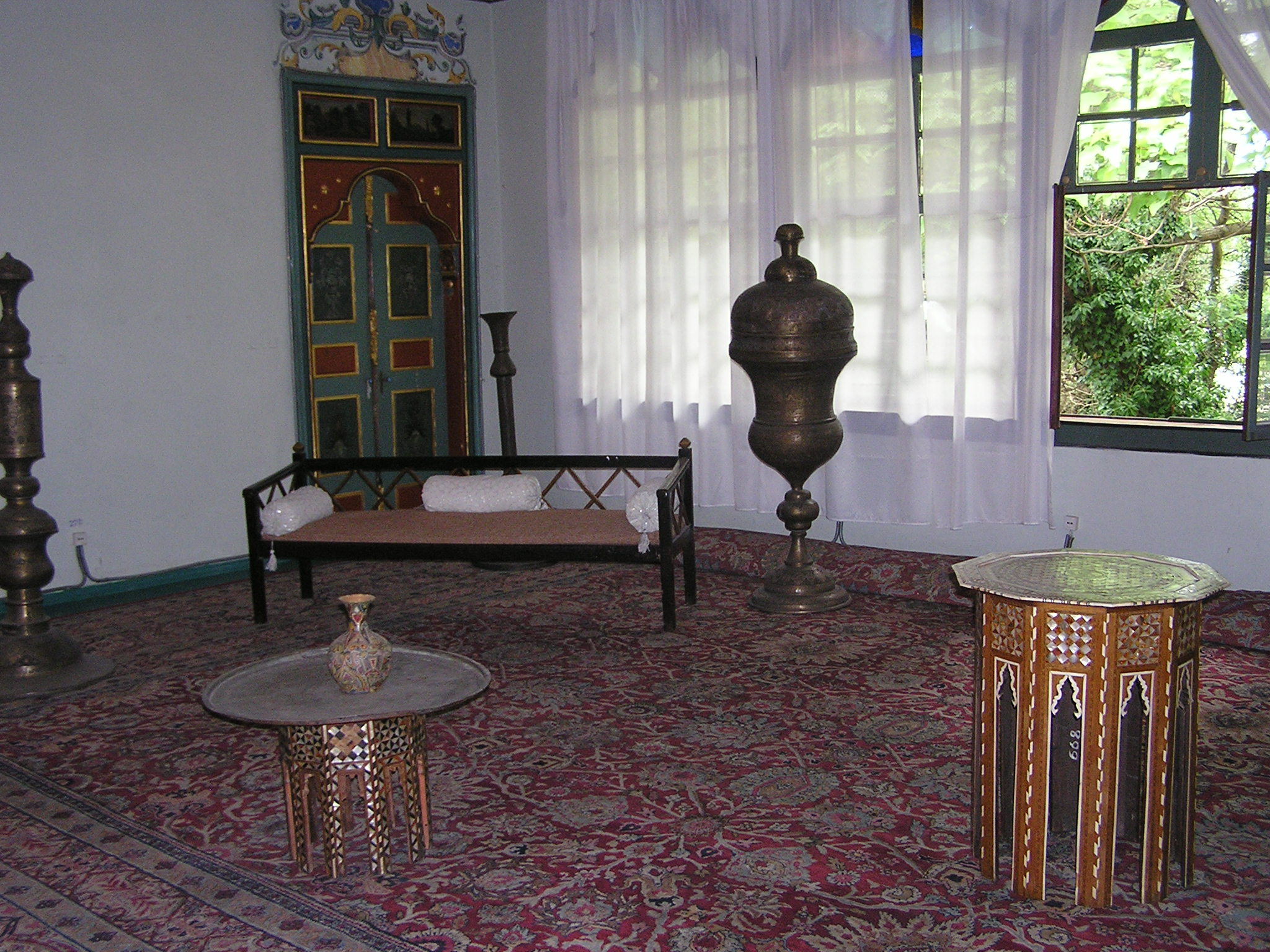
Жилые покои
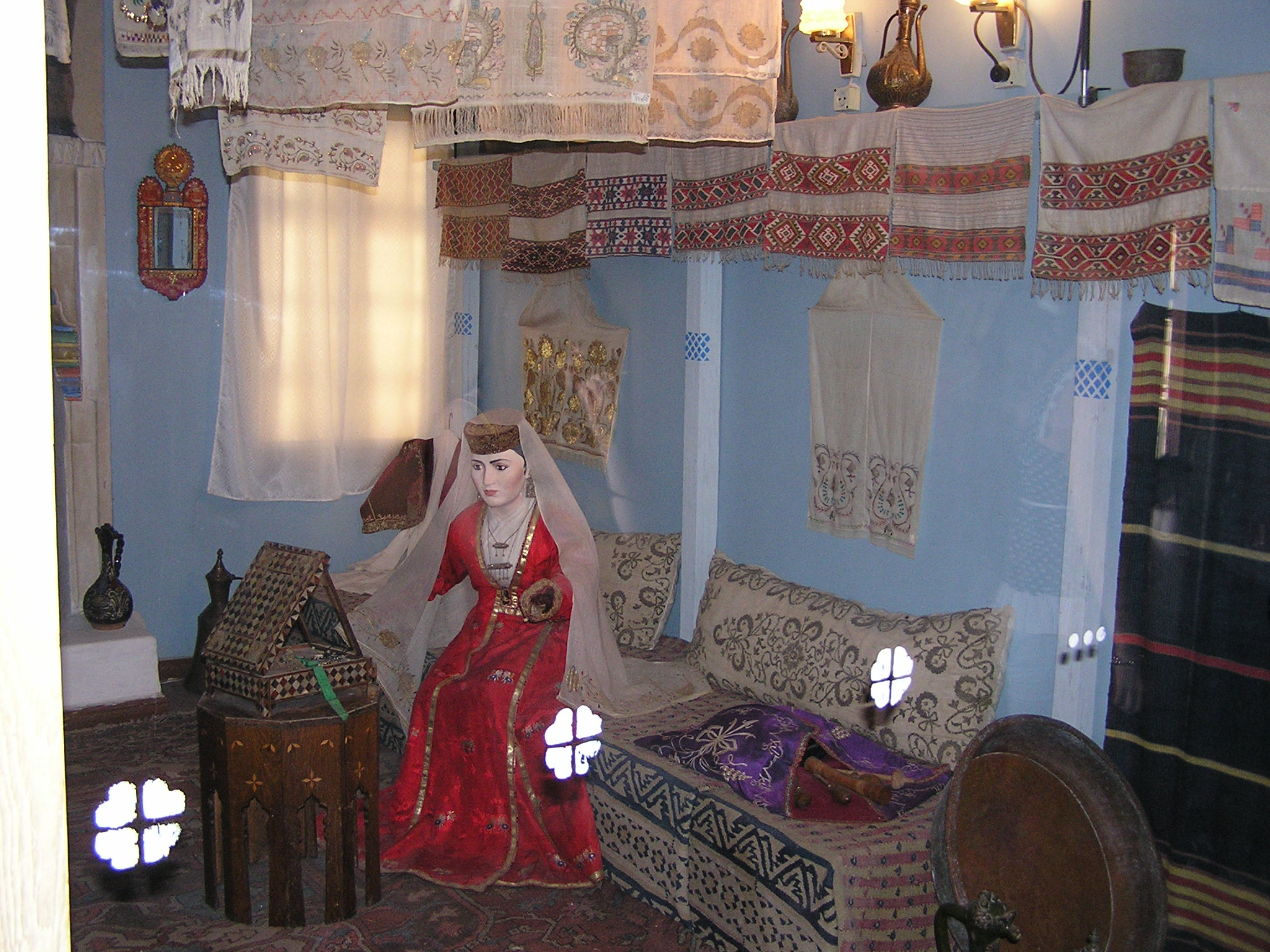
Комната невесты
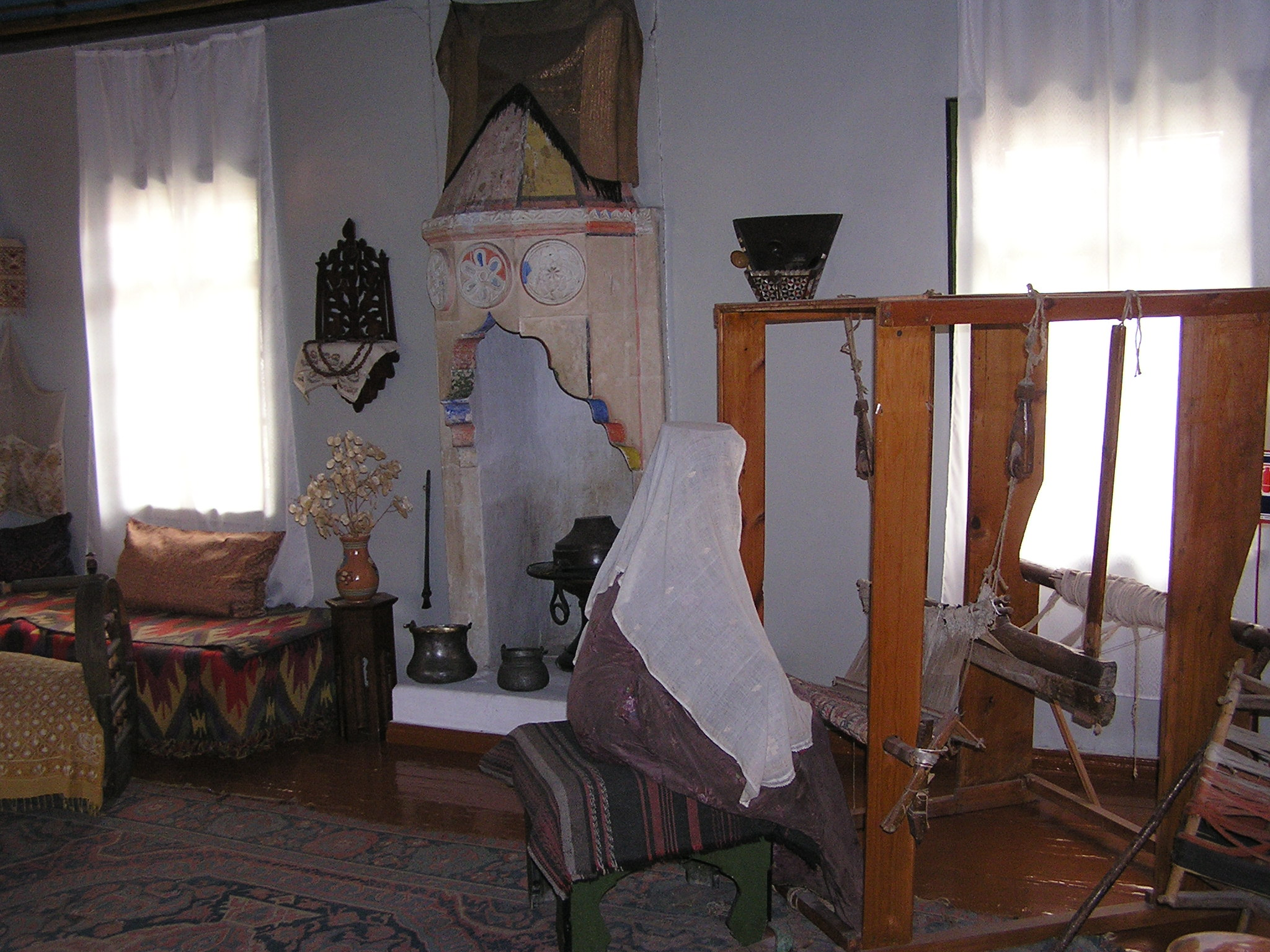
Экспозиция

### Посольский дворик
В посольском дворике послы ожидали приёма. Во дворик они попадали через ворота с Дворцовой площади, откуда затем через «посольские» двери (портал Демир-Капы) и Фонтанный дворик попадали в зал Дивана.
В посольском дворике разбит сад, засаженный кустами самшита и тополями. Также здесь установлены два фонтана: один из них расположен по центру, второй из резного камня у здания.
К югу от дворика находятся парадные помещения, а к северу — личные покои ханов.

## Заявка на включение в список Всемирного наследия ЮНЕСКО
Музей с 2003 года вёл работу для включения в список объектов культурного наследия ЮНЕСКО, в первую очередь ожидая, что данный статус обяжет Украину усиленно финансировать и охранять объект. В 2015 году музей более не рассматривается для включения в список, а финансирование получает из бюджета РФ.